# Bunuri mobile din domeniul arheologie clasate în patrimoniul cultural național al României aflate în județul Suceava
Acestă listă conține bunurile mobile din domeniul arheologie clasate în Patrimoniul cultural național al României aflate la momentul clasării în județul Suceava.

## Tezaur
| Foto | Informații generale                              | Detalii tehnice | Descriere | Deținător                                | Legături |
| ---- | ------------------------------------------------ | --- | --- | ---------------------------------------- | -------- |
|      | Bonetă                                           | Datare: sfârșitul secolului XVI Descoperit: jud. SUCEAVA, com. Dolhasca, Probota, Biserica Sf. Nicolae, Mănăstirea Probota Dimensiuni: LA 2015 mm Material: mătase, dantelă, croire, fir argint aurit, brodare, coasere                                     | Bonetă realizată din mătase, cu aplicație de dantelă de fir de argint aurit pe calotă. Piesa este mărginită de o decorație realizată din dantelă de fir de argint aurit continuată cu două panglici cu care boneta se lega la spate. | Complexul Muzeal Bucovina, Suceava       | Cimec    |
|      | Sceptru                                          | Datare: secolele 16-12 a. Chr. Descoperit: jud. SUCEAVA, SUCEAVA, Cartier Ițcani, pe terasa râului Suceava Dimensiuni: D. Umăr 84 x 74 mm, D zonă mediană 57 x 55 mm Material: șist cuarțito-cloritos cu granați; șlefuire, lustruire                       | Sceptru-pisălog confecționat din șist cuarțito-cloritos cu granați, de culoare verzui-cenușie cu inserții circulare negricioase; baza este circulară, ușor concavă, lustruită/șlefuită, cu urme de utilizare din vechime; forma generală este conică, alungită, cu vârful foarte bine lustruit; în plan longitudinal sceptrul este asimetric. În apropierea bazei se observă un umăr ușor oval, cu diametrele mai mari decât cele ale bazei obiectului; pe jumătatea inferioară mai ales sunt sesizabile intervenții din vechime dar și mai recente. | Complexul Muzeal Bucovina, Suceava       | Cimec    |
|      | Capac                                            | Datare: Mileniul IV î. Hr. Descoperit: jud. SUCEAVA, com. BAIA, BAIA, În Muchie Dimensiuni: l buză= 1,8 cm Material: lut, modelare; netezire, incizare, excizie                                                                                             | Capac din lut cu nisip și cioburi fin pisate ca degresant, ars oxidant, cu urme de ardere secundară. Motivele ornamentale constau din: buză rotunjită și evazată, cu marginea înaltă de 1,8 cm, a fost decorată cu trei șiruri paralele de "dinții de lup". Dispuși în grupuri, fin excizați, la partea superioară piesa are un decor spiralic și unghiular incizat, dezvoltat simetric în jurul butonului, ornamentele au fost prevăzute uneori cu apexuri. Butonul capacului, cu diametrul de 7 cm, are corpul decorat cu "tablă de șah" excizată, calota acestuia a fost decorată prin incizie - trei semicercuri cu capetele prevăzute cu apexuri, intercalate cu trei linii unghiulare.                                                                           | Complexul Muzeal Bucovina, Suceava       | Cimec    |
|      | Vas-Borcan                                       | Datare: Mileniul IV î.Hr. Descoperit: jud. SUCEAVA, com. BAIA, BAIA, În Muchie Material: lut, modelare, netezire, incizare, excizie | Vas cu reprezentări antropomorfe stilizate, cu buză scurtă, dreaptă și umăr profilat. Lucrat din argilă de bună calitate, cu nisip fin și cioburi fin pisate în compoziție, angobată la exterior. Piesa prezintă ardere secundară. Buza este simplă, nedecorată, corpul vasului este decorat cu motive meandrice și liniare incizate, apexuri excizate, dispuse în patru metope verticale, delimitate de patru "siluete" antropomorfe stilizate, de tip coloană. Vasul este de tipul "borcan" după tipologia Marinescu-Bîlcu, 1974. | Complexul Muzeal Bucovina, Suceava       | Cimec    |
|      | Vas liturgic                                     | Datare: secolul XVI Descoperit: jud. SUCEAVA, com. Dolhasca, Probota, Biserica 'Sf. Nicolae" Material: lut, modelare la roata rapidă, smalț, smălțuire, modelare cu mâna, incizare, pictare                                                                 | Vasul liturgic (aghiazmătar) este smălțuit la interior și la exterior cu smalț de culoare bej, are piciorul evazat, susținut de trei personaje masculine și două toarte în formă de frunză de viță de vie, decorul este realizat dintr-un vrej de boboci, și flori stilizate colorate cu smalț albastru, maro și bej. Sub una dintre toarte se găsește inscripția cu litere chirilice "Grigorie Olari", posibil numele executantului sau a comanditarului. | Complexul Muzeal Bucovina, Suceava       | Cimec    |
|      | Sfântul Gheorghe în luptă cu balaurul            | Datare: Sfârșitul secolului XV Descoperit: jud. Suceava, Suceava, Câmpul Șanțurilor Material: Lut; imprimare în tipar; nisip cu granulație medie; angobă albă; smalț verde; ardere oxidantă                                                                 | Cahlă pătrată, cu picior de montare tronconic. În câmp, Sfântul Gheorghe figurat călare, îmbrăcat în armura cu platoșă cu pieptar carenat, străpunge cu o suliță cu vârful ascuțit balaurul, reprezentat sub forma unei șopârle uriașe, cu corpul striat. | Complexul Muzeal Bucovina, Suceava       | Cimec    |
|      | Manticora                                        | Datare: Sfârșitul secolului XV Descoperit: jud. Suceava, Suceava, Câmpul Șanțurilor Material: Lut; nisip cu granulație medie; angobă albă; smalț incolor cu pete verzi; imprimare în tipar; modelare la roată; ardere oxidantă                              | Cahlă pătrată, picior de montare tronconic, decor în relief. În câmp a fost figurată o Manticoră, personaj fantastic, cu trup de taur cu atribute virile, înaripat, cap de om purtând o coroană cu cinci fleuroni. | Complexul Muzeal Bucovina, Suceava       | Cimec    |
|      | Cahlă                                            | Datare: Sfârșitul secolului XV Descoperit: jud. Suceava, Suceava, Str.Petru Rareș Material: Lut; modelare la roată; ardere oxidantă; nisip cu granulație medie; modelare manuală                                                                            | Cahlă oală, cu deschidere pătrată, picior de montare tronconic, introdusă în altă oală cu deschidere pătrată; între ele un strat de lut. | Complexul Muzeal Bucovina, Suceava       | Cimec    |
|      | Scenă de dans                                    | Datare: Sfârșitul secolului XV Descoperit: jud. Suceava, Suceava, Câmpul Șanțurilor Material: Lut; nisip cu granulație medie; angobă albă; smalț verde; imprimare în tipar; modelare la roată; ardere oxidantă                                              | Cahlă pătrată, picior de montare tronconic, decor în relief. În câmp au fost figurați un tânăr și o fată care se țin de mână, dansând un dans lent. Între cei doi tineri, la partea superioară, o floare de crin stilizată. | Complexul Muzeal Bucovina, Suceava       | Cimec    |
|      | Scenă de dans                                    | Datare: Sfârșitul secolului XV Descoperit: jud. Suceava, Suceava, Câmpul Șanțurilor Material: Lut; nisip cu granulație medie; angobă albă; smalț incolor cu pete verzi; imprimare în tipar; modelare la roată; ardere oxidantă                              | Cahlă pătrată, picior de montare tronconic, decor în relief. În câmp au fost figurați un tânăr și o fată care se țin de mână, dansând un dans lent. Între cei doi tineri, la partea superioară, o floare de crin stilizată. | Complexul Muzeal Bucovina, Suceava       | Cimec    |
|      | Scenă de dans                                    | Datare: Sfârșitul secolului XV Descoperit: jud. Suceava, Suceava, Câmpul Șanțurilor Material: Lut; nisip cu granulație medie; angobă albă; smalț incolor cu pete verzi; imprimare în tipar; modelare la roată; ardere oxidantă                              | Cahlă pătrată, picior de montare tronconic, decor în relief. În câmp au fost figurați un tânăr și o fată care se țin de mână, dansând un dans lent. Între cei doi tineri, la partea superioară, o floare de crin stilizată. | Complexul Muzeal Bucovina, Suceava       | Cimec    |
|      | Iconiță                                          | Datare: sec. XIII Material: bronz; turnare; șlefuire; niello; incizare | Cruce pectorală realizată în tipar prin turnare, pe față este figurată o cruce latină încrustată cu niello, la extremități IX-XC Ni-KA. | Complexul Muzeal Bucovina, Suceava       | Cimec    |
|      | Iconiță                                          | Datare: sec. XIII Material: bronz; turnare; șlefuire; niello; incizare | Cruce pectorală realizată în tipar prin turnare, pe față este figurată o cruce latină încrustată cu niello, la extremități IX-XC Ni-KA. | Complexul Muzeal Bucovina, Suceava       | Cimec    |
|      | Iconiță                                          | Datare: primele patru decenii ale sec. XIII Material: bronz; turnare; șlefuire; sudare | Cruce pectorală realizată în tipar prin turnare, o singură parte păstrată, cu extremitățile brațelor rotunjite care se prind la capetele verticale cu două urechiușe. Pe jumătatea păstrată Iisus Hristos Răstignit, la extremitățile crucii, sus, la dreapta și la stânga, câte un bust de sfânt. | Complexul Muzeal Bucovina, Suceava       | Cimec    |
|      | Iconiță                                          | Datare: primele patru decenii ale sec. XIII Material: bronz; turnare; șlefuire; sudare | Cruce pectorală realizată în tipar prin turnare, o singură parte păstrată, cu extremitățile brațelor rotunjite care se prind la capetele verticale cu două urechiușe. Pe jumătatea păstrată Iisus Hristos Răstignit, la extremitățile crucii, sus, la dreapta și la stânga, câte un bust de sfânt. | Complexul Muzeal Bucovina, Suceava       | Cimec    |
|      | Iconiță                                          | Datare: primele patru decenii ale sec. XIII Material: bronz; turnare; șlefuire; sudare | Cruce pectorală realizată în tipar prin turnare, formată din două părți de dimensiuni egale, cu extremitățile brațelor rotunjite care se prind la capetele verticale cu două urechiușe. Pe una din jumătăți este reprezentată în relief Fecioara Maria cu Pruncul, la extremitățile crucii, sus, la dreapta și la stânga, câte un bust de sfânt; iar pe cealaltă jumătate Iisus Hristos Răstignit, la extremitățile crucii, sus, la dreapta și la stânga, câte un bust de sfânt. | Complexul Muzeal Bucovina, Suceava       | Cimec    |
|      | Cădelniță                                        | Datare: sec. XII-XIII Descoperit: jud. Suceava, com. DORNA CANDRENILOR, Tatarca Material: bronz; turnare; ajurare; incizare; lipire | Capac de cădelniță, lucrat în bronz prin turnare, în vârf o cruce, decorat cu motive geometrice ajurate și incizii lineare. | Complexul Muzeal Bucovina, Suceava       | Cimec    |
|      | Topor-ciocan                                     | Datare: 1/2 mil. V a Hr. Descoperit: jud. Botoșani, com. Darabani, Lișmănița Material: aramă | Elaborat în tipar închis, cu suprafață de separație (bivalv); pe margini conservă bavuri de la turnare; pe corp, păstrează rugozități de la turnare; brațul-ciocan este mai scurt decât brațul-tăiș, are muchia dreaptă, îngustă, este teșit, având axa verticală înclinată oblic; gaura pentru coadă are forma ovală; pe latura interioară are două proeminențe conice, aplatizate (creste); tăișul arcuit depășește canturile și are urme de folosire (turtit); a fost descoperit împreună cu o verigă de cupru. | Complexul Muzeal Bucovina, Suceava       | Cimec    |
|      | Pafta                                            | Datare: sec. XIV Descoperit: jud. Suceava, com. ȘCHEIA, ȘCHEIA, Cetatea Șcheia Material: argint | Pafta de formă dreptunghiulară, ușor concavă, lucrată în filigran, cu două rânduri de globule, în partea centrală, globulă. | Complexul Muzeal Bucovina, Suceava       | Cimec    |
|      | Engolpion kievean                                | Datare: primele patru decenii ale sec. XIII Material: bronz | Cruce pectorală, realizată în tipar, prin turnare, formată din două părți de dimensiuni egale, cu extremitățile brațelor rotunjite care se prind la capetele verticale cu două urechiușe. Pe una din jumătăți este reprezentat în relief Iisus Hristos răstignit, acoperit cu un șorț pe coapse, la extremitățile crucilor, câte un bust de sfânt, iar pe cealaltă jumătate Sf. Fecioară înveșmântată într-o tunică lungă, la extremitățile crucilor câte un bust de sfânt. | Complexul Muzeal Bucovina, Suceava       | Cimec    |
|      | Statuetă                                         | Datare: mileniul IV a.Chr. Descoperit: jud. Suceava, com. Adâncata, Fetești, La Schit Material: lut; modelare cu mâna; ardere oxidantă | Pastă fină de culoare cărămizie; capul discoidal, cu două perforații, amplasate câte una pe fiecare latură, nasul „en bec d'oiseau”, brațele sunt sugerate prin două amorse; sânii sunt marcați prin două proeminențe conice „trase” din pastă; bazinul are două proeminențe conice simetrice, perforate; la gât o linie incizată sugerează un colier; ombilicul este indicat printr-o mică adâncitură circulară; o linie incizată indică triunghiul inghinal; picioarele sunt unite și se termină cu o talpă circulară; fesele sunt delimitate cu o linie incizată; poziția „în picioare”. | Universitatea „Ștefan cel Mare”, Suceava | Cimec    |
|      | Statuetă                                         | Datare: mileniul IV a.Chr. Descoperit: jud. Suceava, com. Adâncata, Fetești, La Schit Material: lut; modelare cu mâna; ardere oxidantă; incizie | Pastă fină de culoare roșie; capul discoidal, cu patru perforații, nasul „en bec d'oiseau”, brațele sunt sugerate prin două amorse perforate; la gât, până sub sâni, este redat prin linii incizate un pandantiv / colier; sânii sunt marcați prin două pastile conice „trase” din pastă; ombilicul este indicat printr-o proeminență perforată vertical; șoldul are pe fiecare latură câte o perforație, în zona pubiană are un triunghi incizat, umplut cu linii scurte incizate, redând un șorț; picioarele sunt separate și unite la bază printr-o pastilă de lut, fesele sunt proeminente, separate printr-o linie incizată, tălpile sunt separate; întreagă, cu urme de ardere secundară în zona toracelui, poziția „în picioare”.                               | Universitatea „Ștefan cel Mare”, Suceava | Cimec    |
|      | Statuetă                                         | Datare: mileniul IV a.Chr. Descoperit: jud. Suceava, com. Adâncata, Fetești, La Schit Material: lut; modelare cu mâna; ardere oxidantă | Pastă fină de culoare cărămizie-crem; capul discoidal, cu o perforație pe latura stângă, nasul „en bec d'oiseau”, brațele sunt sugerate prin două amorse; sânii sunt marcați prin două pastile aplicate; o linie incizată la gât, pe latura din față, pe cea dorsală și pe bazin sugerează o diagonală purtată pe dreapta; sexul masculin este marcat, fesele sunt separate printr-o incizie, picioarele sunt unite și se încheie cu o talpă ruptă pe jumătate; poziția „în picioare”. | Universitatea „Ștefan cel Mare”, Suceava | Cimec    |
|      | Statuetă                                         | Datare: mileniul V a.Chr. Descoperit: jud. Suceava, com. Adâncata, Fetești, La Schit Material: lut; modelare cu mâna; ardere oxidantă; incizare | Pastă semifină, cu nisip și calcar mărunt în compoziție, de culoare maronie-crem; capul schematizat, conic, înalt, brațele sunt sugerate prin două amorse, cea dreaptă este ruptă recent, sânii sunt marcați prin două pastile aplicate, picioarele sunt unite, cu baza lățită, circulară, concavă, fesele sunt proeminente, separate printr-o incizie; decor incizat, format din linii unghiulare; din zona pubiană, până pe fesa stângă, este incizată o spirală; poziția „în picioare”. | Universitatea „Ștefan cel Mare”, Suceava | Cimec    |
|      | Statuetă                                         | Datare: mileniul IV a.Chr. Descoperit: jud. Suceava, com. Adâncata, Fetești, La Schit Material: lut; modelare cu mâna; ardere oxidantă | Pastă fină de culoare cărămizie-crem; capul discoidal, cu o perforație pe latura stângă, nasul „en bec d'oiseau”, brațele sunt sugerate prin două amorse, poziția „în orantă”; sânii sunt marcați prin două pastile conice „trase” din pastă, ruptă din bazin, un șir de puncte, aflate în față și în spate, sugerează o diagonală purtată pe dreapta, încheiată cu o proeminență conică „trasă” din pastă, pe șoldul stâng; poziția „în picioare”. | Universitatea „Ștefan cel Mare”, Suceava | Cimec    |
|      | Statuetă                                         | Datare: mileniul IV a.Chr. Descoperit: jud. Suceava, com. Adâncata, Fetești, La Schit Material: lut; modelare cu mâna; ardere oxidantă | Pastă fină de culoare cărămizie; capul discoidal, cu două perforații pe latura stângă, nasul „en bec d'oiseau”, brațele sunt sugerate prin două amorse perforate; sânii sunt marcați prin două proeminențe conice „trase” din pastă; bazinul are două proeminențe conice, simetrice; un șir de puncte sugerează o diagonală purtată pe latura dreaptă; prin incizie este indicat triunghiul inghinal; picioarele unite se termină cu o talpă îngustă, ascuțită în față; poziția „în picioare”. | Universitatea „Ștefan cel Mare”, Suceava | Cimec    |
|      | Statuetă                                         | Datare: mileniul IV a.Chr. Descoperit: jud. Suceava, com. Adâncata, Fetești, La Schit Material: lut; modelare cu mâna; ardere oxidantă | Pastă fină de culoare crem; capul discoidal, cu patru perforații, nasul „en bec d'oiseau”, brațele sunt sugerate prin două amorse; sânii sunt marcați prin două pastile aplicate; triunghiul inghinal este marcat prin linii incizate; picioarele sunt unite și se încheie cu o talpă circulară; poziția „în picioare”. | Universitatea „Ștefan cel Mare”, Suceava | Cimec    |
|      | Idol conic                                       | Datare: mileniul V a.Chr. Descoperit: jud. Suceava, com. Adâncata, Fetești, La Schit Material: lut; modelare cu mâna; ardere oxidantă | Pastă fină de culoare cărămizie-crem; capul stilizat, nasul „en bec d'oiseau”, corpul cilindric, baza este lățită circular. | Universitatea „Ștefan cel Mare”, Suceava | Cimec    |
|      | Statuetă                                         | Datare: mileniul IV a.Chr. Descoperit: jud. Suceava, com. Adâncata, Fetești, La Schit Material: lut; modelare cu mâna; ardere oxidantă | Pastă fină de culoare cărămizie; capul are botul ascuțit, coarnele sunt arcuite în față, coada reliefată, picioarele sunt scurte, sexul este indicat. | Universitatea „Ștefan cel Mare”, Suceava | Cimec    |
|      | Statuetă zoomorfă - bovideu                      | Datare: mileniul IV a.Chr. Descoperit: jud. Suceava, com. Adâncata, Fetești, La Schit Material: lut; modelare cu mâna; ardere oxidantă | Pastă fină de culoare cărămizie-crem; capul are botul ascuțit, două coarne arcuite în față, gușa este marcată, coada scurtă, ugerul este sugerat printr-o proeminență incizată în cruce, picioarele sunt scurte, conice. | Universitatea „Ștefan cel Mare”, Suceava | Cimec    |
|      | Statuetă                                         | Datare: mileniul IV a.Chr. Descoperit: jud. Suceava, com. Adâncata, Fetești, La Schit Material: lut; modelare cu mâna; ardere oxidantă | Pastă fină de culoare cărămizie; baza lățită, capul ascuțit, gâtul lung, corpul scurt, reprezentare schematizată a unei păsări. | Universitatea „Ștefan cel Mare”, Suceava | Cimec    |
|      | Pahar                                            | Datare: mileniul V a.Chr. Descoperit: jud. Suceava, com. Adâncata, Fetești, La Schit Material: lut; modelare cu mâna; pictare; ardere oxidantă | Pastă fină de culoare roșie; corpul bitronconic, cu o proeminență amplasată pe diametrul maxim, perforată vertical; are marginea dreaptă, fundul îngust, ușor albiat; pictat cu alb-gălbui, culoare de fond, cu benzi de linii roșii, oblice, marginile cu negru; registrul decorativ este delimitat la bază de o bandă circulară roșie, mărginită cu negru. | Universitatea „Ștefan cel Mare”, Suceava | Cimec    |
|      | Pahar miniatural                                 | Datare: mileniul V a.Chr. Descoperit: jud. Suceava, com. Adâncata, Fetești, La Schit Material: lut; modelare cu mâna; pictare; ardere oxidantă | Pastă fină de culoare cărămizie; corpul bitronconic, are marginea dreaptă, fundul îngust, ușor albiat; pictat cu alb-gălbui, culoare de fond, peste care au fost trasate benzi de linii brune, oblice, mărginite cu negru. | Universitatea „Ștefan cel Mare”, Suceava | Cimec    |
|      | Pahar miniatural                                 | Datare: mileniul V a.Chr. Descoperit: jud. Suceava, com. Adâncata, Fetești, La Schit Material: lut; modelare cu mâna; pictare; ardere oxidantă | Pastă fină de culoare cărămizie; corpul tronconic, are marginea dreaptă, fundul îngust, ușor albiat; are în partea inferioară a corpului o proeminență perforată orizontal; este pictat cu alb-gălbui, culoare de fond, peste care au fost trasate benzi de linii brune, oblice, mărginite cu negru. | Universitatea „Ștefan cel Mare”, Suceava | Cimec    |
|      | Covată                                           | Datare: mileniul IV a.Chr. Descoperit: jud. Suceava, com. Adâncata, Fetești, La Schit Material: lut; modelare cu mâna; pictare; ardere oxidantă | Pastă fină de culoare cărămizie-maronie; corpul dreptunghiular, cu colțurile ușor rotunjite, marginile scurte sunt lățite, arcuite și crestate la capete; fundul plat are patru picioare scurte, conice; păstrează la interior urme de pictură cu negru; ars secundar. | Universitatea „Ștefan cel Mare”, Suceava | Cimec    |
|      | Pahar                                            | Datare: mileniul IV a.Chr. Descoperit: jud. Suceava, com. Adâncata, Fetești, La Schit Material: lut; modelare cu mâna; pictare; ardere oxidantă | Pastă fină de culoare cărămizie-crem; corpul bitronconic, cu marginea ușor evazată, fundul îngust, drept; are două registre decorative separate prin două benzi de linii negre verticale în două metope; pe gât este o bandă de linii roșii-brun mărginite cu negru; pe corp sunt două motive foliacee negre, amplasate simetric, având la bază două linii negre circulare; restaurat, reîntregit parțial. | Universitatea „Ștefan cel Mare”, Suceava | Cimec    |
|      | Crater                                           | Datare: mileniul IV a.Chr. Descoperit: jud. Suceava, com. Adâncata, Fetești, La Schit Material: lut; modelare cu mâna; pictare; ardere oxidantă | Pastă fină de culoare cărămizie-crem; corpul tronconic în zona inferioară, gâtul scurt, cilindric, gura largă, marginea evazată, fundul îngust, ușor albiat; are un registru decorativ amplasat în partea superioară a vasului, delimitat cu o linie neagră, circulară, trasată pe margine și de două linii circulare aflate la bază; câmpul ornamental cuprinde spirale continui, cu ochi, pictate cu negru, buclele fiind secționate vertical de două linii paralele; întreg. | Universitatea „Ștefan cel Mare”, Suceava | Cimec    |
|      | Castron cu picior                                | Datare: mileniul V a.Chr. Descoperit: jud. Suceava, com. Adâncata, Fetești, La Schit Material: lut; modelare cu mâna; pictare; ardere oxidantă | Pastă fină de culoare cărămizie; castron tronconic cu suport cilindric, cu marginea evazată, cu două perforații în zona superioară, în interior castronul este decorat cu spirale simple, jumătăți de spirale și benzi scurte rezervate cu roșu din fondul alb, mărginite cu negru; în exterior ornamentele constau din semiove cu mediane roșii, rezervate cu roșu din fondul alb, mărginite cu negru, suportul are un registru decorativ separat în două metope de două benzi verticale; motivele sunt semiove cu linie mediană roșie, cu benzi tangente, rezervate cu roșu din fondul alb, mărginite cu negru. | Universitatea „Ștefan cel Mare”, Suceava | Cimec    |
|      | Topor de tip Darabani                            | Datare: Sec. XXVI - XXIV a.Chr. Descoperit: jud. Botoșani, com. Darabani, Darabani, Zamcesko Material: Aramă | Topor cu gaură transversală; tăișul arcuit și tăiat pe aproximativ jumătate din dimensiune; secțiunea hexagonală în zona mediană; turnat în tipar închis cu suprafață de separație; prezintă rugozități de la turnare vizibile pe suprafață; cupru nativ 99,4%. | Complexul Muzeal Bucovina, Suceava       | Cimec    |
|      | Topor-târnăcop                                   | Datare: Mil. IV a.Chr Material: Aramă | Elaborat prin turnare în tipar închis, prin metoda "a cire perdue"; prezintă asperități de la turnare pe corp; a fost finisat prin forjare și șlefuire; brațele sunt egale, tăișurile ascuțite au urme de folosire; pe latura interioară, la gaura pentru coadă are manșon conic; are urme de patină verzuie. | Complexul Muzeal Bucovina, Suceava       | Cimec    |
|      | Statuetă                                         | Datare: Mil. IV a.Chr Descoperit: Șipeniț Material: Lut ars; modelare cu mâna; ardere oxidantă; arderi succesive | Pastă semifină, culoare maronie; ochii sunt marcați prin două perforații; la gât are un decor din linii incizate în față și alveole ce redau un colier; are amorse laterale, cea din stânga fiind ruptă din vechime; sânii sunt marcați, ombilicul este evidențiat printr-o alveolă circulară; pe talie are trei linii paralele, orizontale; sexul este redat; o linie incizată, semicirculară, redă un șorț ?; picioarele sunt unite, baza lor fiind lățită circular; se încadrează în tipul „în picioare”. | Complexul Muzeal Bucovina, Suceava       | Cimec    |
|      | Altar miniatural                                 | Datare: Mil. IV a.Chr Descoperit: Lipcani Material: Lut; modelare cu mâna | Pastă fină, culoare cărămizie-maronie; scaun rectangular, concav, margini drepte; spătar format din două statuete antropomorfe feminine, aproximativ egale, redate stilizat; ochii și sexul nu sunt marcate; statuetele sunt legate printr-un batardou cu două proeminențe conice. ce redau coarnele de consecrație; scaunul este așezat pe patru picioare, cel din stânga fiind restaurat, care redau piciorul uman desculț; pe anumite suprafețe se păstrează un decor pictat cu negru-ciocolatiu, format din linii orizontale și arcuite. | Complexul Muzeal Bucovina, Suceava       | Cimec    |
|      | Amforă bitronconică                              | Datare: Mil. IV a.Chr Descoperit: Șipeniț Material: Lut ars; modelare cu mâna; pictare | Pastă fină culoare crem; gâtul mic, tronconic, cu marginea dreaptă; partea superioară a corpului vasului este semisferică, partea inferioară fiind tronconică; are decor pictat cu negru-ciocolatiu, stilul epsilon; la baza gâtului se află o bandă de linii orizontale; pe corp sunt pictate spirale contigui, formate din benzi de linii subțiri; în ochiul spiralelor sunt două benzi de linii semicirculare, în centru aflându-se un decor foliaceu; în interspații sunt benzi de linii în scăriță, oblice. | Complexul Muzeal Bucovina, Suceava       | Cimec    |
|      | Amforă bitronconică                              | Datare: Mil. IV a.Chr Descoperit: Șipeniț Material: Lut; modelare cu mâna; ardere oxidantă; pictare | Pastă fină, culoare crem; gâtul scurt, tronconic, cu marginea evazată; corpul etajat; partea superioară a corpului vasului este semisferică, partea inferioară fiind tronconică; fundul îngust; pictată cu roșu și negru, stilul zeta; pe fondul crem au fost trasate cu roșu benzi de linii paralele, oblice, tangente; peste acestea au fost pictate pe gât, cu negru, ornamente foliacee, cu capete terminate în puncte pline; pe corp sunt trasate cu negru spirale contigui, culoarea crem a vasului fiind fondul negativ; ochii spiralelor și interspațiile sunt umplute cu negru. | Complexul Muzeal Bucovina, Suceava       | Cimec    |
|      | Vas-binoclu                                      | Datare: Mil. IV a.Chr Descoperit: Șipeniț Material: Lut ars; modelare cu mâna; ardere oxidantă | Pastă fină, culoare cărămizie-brună; are batardou dublu, perforat pe aceeași latură, primul la mijloc, al doilea lateral; cupele de sus sunt întregite; integrat cromatic; restaurat. | Complexul Muzeal Bucovina, Suceava       | Cimec    |
|      | Amforetă                                         | Datare: Mil. IV a.Chr Descoperit: Ucraina Material: Lut ars; modelare cu mâna | Pastă fină, culoare roșie-cărămizie; gâtul îngust, tronconic; corpul este bitronconic și prezintă pe diametrul maxim o carenă evidentă; pe margine are o linie pictată cu negru; decor pictat cu negru și roșu; spirale cu bucle secționate de diagonale; interspații pictate cu benzi de linii roșii; două benzi de linii negre, orizontale, paralele separă decorul în două metode orizontale. | Complexul Muzeal Bucovina, Suceava       | Cimec    |
|      | Vas sferic                                       | Datare: Mil. IV a.Chr Descoperit: Zamcesco, Ucraina Material: Lut ars; modelare cu mâna | Pastă fină, culoare roșie-maronie; are gâtul mic, cu margine dreaptă; corpul este sferic, aplatizat; fundul este îngust, ușor concav; sub gât, prezintă o protomă zoomorfă, perforată vertical; pe latura opusă se află baza unei alte protome, ruptă din vechime; nu este pictat. | Complexul Muzeal Bucovina, Suceava       | Cimec    |
|      | Fructieră miniaturală                            | Datare: Mil. V a.Chr Descoperit: jud. Botoșani, com. Trușești, Trușești, Țuguieta Material: Lut ars; modelare cu mâna | | Complexul Muzeal Bucovina, Suceava       | Cimec    |
|      | Capac-clopot                                     | Datare: Mil. V a.Chr Descoperit: jud. Botoșani, com. Trușești, Trușești, Țuguieta Material: Lut ars; modelare cu mâna; ardere oxidantă; canelare | Pastă fină, culoare roșie-cărămizie; mâner înalt, cilindric, cu buton discoidal; două proeminențe perforate vertical; decor format din caneluri și alveole; decorul este plasat în trei metope orizontale: pe buton sunt semiove și interspații, umplute cu caneluri oblice; mânerul este decorat cu două caneluri orizontale și alveole; corpul capacului este decorat cu spirale duble, interspațiile fiind umplute cu caneluri oblice și alveole. | Complexul Muzeal Bucovina, Suceava       | Cimec    |
|      | Idol androgin șezând                             | Datare: Mil. IV a.Chr Descoperit: jud. Suceava, com. Șcheia, Mihoveni, Calea Morii Material: Lut ars; modelare cu mâna; ardere oxidantă | Pastă fină, culoare cărămizie; capul este redat plastic, ochii, gura și urechile sunt marcate; brațele lipsesc de la cot; picioarele unite sunt rupte de la genunchi; sexul masculin este redat; sânii sunt evidențiați prin două proeminențe trase din pastă; tipul șezând. | Complexul Muzeal Bucovina, Suceava       | Cimec    |
|      | Topor-târnăcop                                   | Datare: Mil. IV a.Chr Descoperit: jud. Suceava, com. Udești, Dealul Securiceni Material: Aramă; topire; turnare a cire perdue | Elaborat prin turnare, în tipar închis, fără suprafață de separație, prin folosirea unui model fuzibil, prin metoda cerii pierdute; prezintă rugozități de la turnare pe întreaga suprafață; brațele egale sunt ușor arcuite spre interior; pe latura interioară are inel la gaura pentru coadă; patină nobilă; nu a fost finisat. | Complexul Muzeal Bucovina, Suceava       | Cimec    |
|      | Crater miniatural                                | Datare: Mil. IV a.Chr Material: Lut | Pastă fină, culoare roșie-cărămizie; margini evazate, gâtul arcuit, corpul bitronconic, fundul îngust; pictat cu negru; ornamente formate din benzi de linii orizontale și arcuite, linii oblice dispuse în triunghi; o bandă lată, păstrată parțial, se află pe marginea vasului. | Complexul Muzeal Bucovina, Suceava       | Cimec    |
|      | Amforă                                           | Datare: Mil. IV a.Chr Descoperit: jud. Suceava, Burdujeni, Str. Eroilor, bl.91 Material: Lut | Pastă fină, angobă maronie, culoare cărămizie; gâtul scurt, drept, marginea dreaptă; forma sferică turtită; două proeminențe perforate vertical se află dispuse pe diametrul maxim; păstrază urme de pictură cu negru; ornamente formate din benzi de linii, dispuse în romb; în emisfera superioară sunt desenate linii negre dispuse unghiular; fundul vasului este îngust, ușor concav. | Complexul Muzeal Bucovina, Suceava       | Cimec    |
|      | Idol antropomorf                                 | Datare: Mil. IV a.Chr Descoperit: jud. Suceava, com. Drăgușeni, Drăgușeni Material: Lut ars; modelare cu mâna; ardere oxidantă | Pastă fină, culoare cărămizie; capul este redat plastic; ochii sunt marcați prin două linii scurte incizate; nasul „en bec d'oiseau”; gura este redată printr-o linie incizată orizontal; nasul este proeminent, cu nările marcate prin două puncte imprimate; sexul masculin; are o perforație în dreptul urechii stângi; mâna dreaptă, jumătate din tors, piciorul stâng de la șold la genunchi sunt întregite prin restaurare; tipul șezând. | Complexul Muzeal Bucovina, Suceava       | Cimec    |
|      | Topor de luptă                                   | Datare: Mil. IV a.Chr Descoperit: jud. Suceava, com. Botoșana, Gara Soloneț Material: Aramă; turnare; forjare | Elaborat prin forjarea unei bare de cupru; tăișul are marginile turtite, pe tăiș sunt câteva știrbituri; o bucată din zona proximală a fost tăiată după descoperire; pe corpul piesei sunt mici alveolări de la forjare. | Complexul Muzeal Bucovina, Suceava       | Cimec    |
|      | Amforă bitronconică                              | Datare: Mil. IV a.Chr Descoperit: Șipeniț Material: Lut ars; modelare cu mâna; ardere oxidantă | Pastă fină, culoare cărămizie-crem; are gura evazată, fundul îngust; decor pictat cu negru și roșu în registru superior; decorul este format din spirale continui și benzi de linii orizontale trasate cu negru; interspațiile sunt pictate cu negru; benzi de linii roții, oblice sunt tangente la benzile orizontale pictate cu negru; decor în scăriță amplasat în registrul inferior; pe gât are o linie orizintală, neagră. | Complexul Muzeal Bucovina, Suceava       | Cimec    |
|      | Pandantiv-amuletă cu discul plic                 | Datare: Mil. V a.Chr Descoperit: jud. Suceava, Ițcani, Ferma 2 Material: Lut ars; modelare cu mâna; ardere oxidantă | Pastă amestecată cu cioburi pisate, culoarea roșie-cărămizie; convex; are trei perforații: două dispuse simetric lângă marginea superioară și una la mijloc; face parte din categoria pandantivelor amulete antropomorfe, stilizate, cu discul plin. | Complexul Muzeal Bucovina, Suceava       | Cimec    |
|      | Idol "en violon"                                 | Datare: Mil. V a.Chr Descoperit: jud. Suceava, Ițcani, Ferma 2 Material: Lut ars; modelare cu mâna; ardere oxidantă | Pastă fină, culoare maronie; prezintă patru perforații amplasate câte una la fiecare colț; forma romboidală; la cap sunt bazele de la două cornițe rupte din vechime. | Complexul Muzeal Bucovina, Suceava       | Cimec    |
|      | Bour, bos primigenius                            | Datare: Mil. IV a.Chr Descoperit: jud. Suceava, com. Șcheia, Mihoveni, Cahla Morii Material: Lut ars; modelare cu mâna; ardere oxidantă | Pastă fină cu nisip cernut și granule de calcar; capul se termină cu botul scurt, coarnele sunt mari, recurbate, caracteristice lui Bos primigenius; urechile sunt plasate în spatele coarnelor, au forma triunghiulară; gâtul gros are pliu gluteal realizat prin ciupirea de patru ori a lutului moale cu degetele; coada lungă se termină cu o parte lățită ce redă smocul lui Bos; picioarele sunt scurte, groase, piramidale; sexul masculin este marcat. | Complexul Muzeal Bucovina, Suceava       | Cimec    |
|      | Bour, bos primigenius                            | Datare: Mil. IV a.Chr Descoperit: jud. Suceava, com. Șcheia, Mihoveni, Cahla Morii Material: Lut ars; modelare cu mâna; ardere oxidantă | | Complexul Muzeal Bucovina, Suceava       | Cimec    |
|      | Bour, bos primigenius                            | Datare: Mil. IV a.Chr Descoperit: jud. Suceava, com. Șcheia, Mihoveni, Cahla Morii Material: Lut ars; modelare cu mâna; ardere oxidantă | Pastă fină, cu nisip cernut și cu puține cioburi pisate; capul piramidal, cu botul ascuțit prezintă coarne recurbate, caracteristice lui Bos primigenius; urechile sunt plasate în spatele coarnelor, au forma triunghiulară realizate prin ciupirea lutului moale; trupul este zvelt, arcuit pe șira spinării; coada este scurtă, retezată; se mai păstrează piciorul drept din spate, scurt, piramidal; aproximativ jumătate din partea dreaptă a corpului lipsește și a fost restaurată; pe latura dreaptă a corpului pe bot și pe piciorul drept anterior se remarcă culoarea neagră-cenușie de la arderea secundară. | Complexul Muzeal Bucovina, Suceava       | Cimec    |
|      | Bour, bos primigenius                            | Datare: Mil. IV a.Chr Descoperit: jud. Suceava, com. Șcheia, Mihoveni, Cahla Morii Material: Lut ars; modelare cu mâna; ardere oxidantă | Pastă fină, cu nisip cernut, arsă secundar; se păstrează capul și o bucată din trunchi; botul scurt, piramidal; coarnele sunt rupte de la bază pliul gluteal este redat printr-un pliu obținut prin presarea cu degetele a lutului moale; urechile se află la baza coarnelor în spatele acestora; restaurat. | Complexul Muzeal Bucovina, Suceava       | Cimec    |
|      | Bour, bos primigenius                            | Datare: Mil. IV a.Chr Descoperit: jud. Suceava, com. Șcheia, Mihoveni, Cahla Morii Material: Lut ars; modelare cu mâna; ardere oxidantă | Pastă fină, cu nisip cernut și puține cioburi pisate; modelată schematizat; trunchiul gros se sprijină pe patru picioare tronconice; are coada scurtă, retezată; capul este distrus din vechime; a avut inițial coarne groase; pe partea ventrală are o proeminență ce pare să redea scrotul; restaurat. | Complexul Muzeal Bucovina, Suceava       | Cimec    |
|      | Bour, bos primigenius                            | Datare: Mil. IV a.Chr Descoperit: jud. Suceava, com. Șcheia, Mihoveni, Cahla Morii Material: Lut ars; modelare cu mâna; ardere oxidantă | Pastă fină, cu nisip cernut și puține cioburi pisate; corpul zvelt se sprijină pe patru picioare scurte, piramidale; capul masiv are botul ușor arcuit și coarne groase, rupte la bază; în spatele coarnelor sunt urechile scurte, triunghiulare; gușa este redată printr-un pliu obținut prin presarea cu degetele a lutului moale; sexul masculuin este redat printr-o proeminență; restaurat. | Complexul Muzeal Bucovina, Suceava       | Cimec    |
|      | Topor votiv                                      | Datare: Mil. IV a.Chr Material: Lut ars; modelare cu mâna; ardere oxidantă | Pastă fină, omogenă, culoare cărămizie gălbuie; muchia este evidențată în formă de creastă; gaura pentru coadă este transversală și are margini inelare; piesa redă un topor de aramă fiind apropiat tipului Baniabic și Fajsz din bronzul mijlociu; pasta este de factură cucuteniană; o bucată din capătul interior al tăișului toporului este rupt. | Complexul Muzeal Bucovina, Suceava       | Cimec    |
|      | Topor-ciocan                                     | Datare: Mil. V a.Chr Descoperit: jud. Suceava, com. Probota, Magazie Material: Aramă; topire; turnare | Elaborat prin turnare, în tipar, cu suprafață de separație; prezintă pe corp excrescențe de la turnare; nu a fost finisat; are forma pentagonală; la muchie și la tăiș sunt urme de folosire; este de culoare roșie; fără patină. | Complexul Muzeal Bucovina, Suceava       | Cimec    |
|      | Aplică ajurată                                   | Datare: 1/2 sec. VI a.Chr. Descoperit: jud. Suceava, com. Cajvana, Codru, Codru - Dealul lui Borodea Material: Aur; ciocănire „au repousse” | Tablă de aur, elaborată prin batere; are baza trapezoidală prelungită cu un triunghi isoscel, de care sunt prinse alte două triunghiuri isoscele; la mijloc are un decor punctat în formă de triunghi; șase perle punctiforme, lenticulare, înconjurate de două cercuri concentrice, unul plin altul punctiform, sunt amplasate la mijlocul bazei fiecărui triunghi isoscel; culoare galbenă; piesă vestimentară; Au 24 K; restaurată; unicat. | Complexul Muzeal Bucovina, Suceava       | Cimec    |
|      | Aplică treflată                                  | Datare: 1/2 sec. VI a.Chr. Descoperit: jud. Suceava, com. Cajvana, Codru, Codru - Dealul lui Borodea Material: Aur; ciocănire „au repousse” | Tablă de aur, elaborată prin batere; decor punctiform format din trei puncte mari înconjurate de puncte mici; culoare galbenă; piesă vestimentară; Au 24 K; restaurată. | Complexul Muzeal Bucovina, Suceava       | Cimec    |
|      | Aplică treflată                                  | Datare: 1/2 sec. VI a.Chr. Descoperit: jud. Suceava, com. Cajvana, Codru, Codru - Dealul lui Borodea Material: Aur; ciocănire „au repousse” | Tablă de aur, elaborată prin batere; decor punctiform, format din trei puncte mari înconjurate de puncte mici; culoare galbenă; piesă vestimentară; Au 24 K; restaurată. | Complexul Muzeal Bucovina, Suceava       | Cimec    |
|      | Aplică treflată                                  | Datare: 1/2 sec. VI a.Chr. Descoperit: jud. Suceava, com. Cajvana, Codru, Codru - Dealul lui Borodea Dimensiuni: 0,1110 Material: Aur; ciocănire „au repousse”                                                                                              | Tablă de aur, elaborată prin batere; decor punctiform format din trei puncte mari înconjurate de puncte mici; culoare galbenă; piesă vestimentară; Au 24 K; restaurată. | Complexul Muzeal Bucovina, Suceava       | Cimec    |
|      | Aplică treflată                                  | Datare: 1/2 sec. VI a.Chr. Descoperit: jud. Suceava, com. Cajvana, Codru, Codru - Dealul lui Borodea Material: Aur; ciocănire „au repousse” | Tablă de aur elaborată prin batere; decor punctiform format din trei puncte mari înconjurate de puncte mici; culoare galbenă; piesă vestimentară; Au 24 K; restaurată. | Complexul Muzeal Bucovina, Suceava       | Cimec    |
|      | Aplică treflată                                  | Datare: 1/2 sec. VI a.Chr. Descoperit: jud. Suceava, com. Cajvana, Codru, Codru - Dealul lui Borodea Material: Aur; ciocănire „au repousse” | Tablă de aur elaborată prin batere; decor punctiform format din trei puncte mari înconjurate de puncte mici; culoare galbenă; piesă vestimentară; Au 24 K; restaurată. | Complexul Muzeal Bucovina, Suceava       | Cimec    |
|      | Pumnal                                           | Datare: 1/2 sec. VI a.Chr. Descoperit: jud. Suceava, com. Cajvana, Codru, Codru - Dealul lui Borodea Material: Fier; nituire; forjare; perforare; sudare | Elaborat prin forjarea unei bare de fier; are mânerul drept cu capătul în forma literei T; garda este masivă, cu doi lobi proeminenți, cordiformi; pe unul din lobi sunt vizibile două găuri pentru nituri; lama are două tăișuri, secțiunea rombică și nervură mediană; restaurat. | Complexul Muzeal Bucovina, Suceava       | Cimec    |
|      | Pumnal                                           | Datare: 2/2 sec. VII - 1/2 sec. VI a.Chr Descoperit: jud. Suceava, com. Cajvana, Codru, Codru - Dealul lui Borodea | Elaborat prin forjarea unei bare de fier; are mânerul drept cu capătul în forma literei T; garda este masivă, cu doi lobi proeminenți, cordiformi; pe unul din lobi sunt vizibile două găuri pentru nituri; lama are două tăișuri, secțiunea rombică și nervură mediană; restaurat. | Complexul Muzeal Bucovina, Suceava       | Cimec    |
|      | Teacă de pumnal                                  | Datare: 2/2 sec. VII - 1/2 sec. VI a.Chr Descoperit: jud. Suceava, com. Cajvana, Codru, Codru - Dealul lui Borodea Material: Bronz; turnare în tipar bivalv; perforare; șlefuire                                                                            | Secțiunea rombică la partea superioară, circulară la vârf; pe corp are carenă longitudinală; la capătul superior păstrează două linii, orizontale, paralele, decor realizat prin turnare: două perforații rotunde, mici, se găsesc la partea superioară, locașuri pentru niturile ce prindeau piesa metalică de teaca din material perisabil; la partea inferioară, pe o latură, are o mică spărtură; piesa este curățată, are culoarea arămie; restaurată. | Complexul Muzeal Bucovina, Suceava       | Cimec    |
|      | Topor de luptă                                   | Datare: 2/2 sec. VII - 1/2 sec. VI a.Chr Descoperit: jud. Suceava, com. Cajvana, Codru, Codru - Dealul lui Borodea Material: Fier; forjare; perforare | Are două brațe dispuse perpendicular: un braț-topor cu tăiș vertical, arcuit și un braț-ciocan sau pic cu vârful ascuțit; gaura pentru coadă este de formă ovală și a fost perforată mecanic; brațul-topor este mai scurt decât brațul-ciocan; culoare gri-argintie; restaurat. | Complexul Muzeal Bucovina, Suceava       | Cimec    |
|      | Topor de luptă                                   | Datare: 2/2 sec. VII - 1/2 sec. VI a.Chr Descoperit: jud. Suceava, com. Cajvana, Codru, Codru - Dealul lui Borodea Material: Fier; forjare; perforare | Are două brațe dispuse perpendicular: un braț cu tăiș, cu secțiunea romboidală și un braț - ciocan, cu secțiunea hexagonală, cu vârful bont, drept, a fost rupt în vechime și reparat tot atunci prin aplicarea unui manșon de bronz fixat și în interiorul găurii pentru coadă; culoare gri-argintie; restaurat. | Complexul Muzeal Bucovina, Suceava       | Cimec    |
|      | Mărgică                                          | Datare: 2/2 sec. VII - 1/2 sec. VI a.Chr Descoperit: jud. Suceava, com. Cajvana, Codru, Codru - Dealul lui Borodea Material: Pastă de sticlă; topire; lipire                                                                                                | Pastă de culoare galbenă; are șase ochi mici, albi, cu punct albastru; gaura perforată mecanic. | Complexul Muzeal Bucovina, Suceava       | Cimec    |
|      | Mărgică                                          | Datare: 2/2 sec. VII - 1/2 sec. VI a.Chr Descoperit: jud. Suceava, com. Cajvana, Codru, Codru - Dealul lui Borodea Material: Pastă de sticlă; topire; lipire                                                                                                | Pastă de sticlă de culoare albastru închis; are trei ochi mari, albaștri mărginiți cu alb și șase ochi mici, galbeni; gaura de prindere este perforată mecanic. | Complexul Muzeal Bucovina, Suceava       | Cimec    |
|      | Mărgică                                          | Datare: 2/2 sec. VII - 1/2 sec. VI a.Chr Descoperit: jud. Suceava, com. Cajvana, Codru, Codru - Dealul lui Borodea Material: Pastă de sticlă; topire; lipire                                                                                                | Pastă de sticlă de culoare albastru închis; are trei ochi mari, albaștri mărginiți cu alb și șase ochi mici, galbeni; gaura de prindere este perforată mecanic. | Complexul Muzeal Bucovina, Suceava       | Cimec    |
|      | Mărgică                                          | Datare: 2/2 sec. VII - 1/2 sec. VI a.Chr Descoperit: jud. Suceava, com. Cajvana, Codru, Codru - Dealul lui Borodea Material: Pastă de sticlă; topire; lipire                                                                                                | Pastă de sticlă de culoare albastru închis; are trei ochi mari, albaștri mărginiți cu alb și șase ochi mici, galbeni; gaura de prindere este perforată mecanic. | Complexul Muzeal Bucovina, Suceava       | Cimec    |
|      | Mărgică                                          | Datare: 2/2 sec. VII - 1/2 sec. VI a.Chr Descoperit: jud. Suceava, com. Cajvana, Codru, Codru - Dealul lui Borodea Material: Pastă de sticlă; topire; lipire                                                                                                | Pastă de sticlă de culoare neagră; are șase ochi albi cu punct albastru; gaura de prindere este perforată mecanic. | Complexul Muzeal Bucovina, Suceava       | Cimec    |
|      | Mărgică                                          | Datare: 2/2 sec. VII - 1/2 sec. VI a.Chr Descoperit: jud. Suceava, com. Cajvana, Codru, Codru - Dealul lui Borodea Material: Pastă de sticlă; topire; lipire                                                                                                | Pastă de sticlă de culoare neagră; are șase ochi albi cu punct albastru; gaura de prindere este perforată mecanic. | Complexul Muzeal Bucovina, Suceava       | Cimec    |
|      | Mărgică                                          | Datare: 2/2 sec. VII - 1/2 sec. VI a.Chr Descoperit: jud. Suceava, com. Cajvana, Codru, Codru - Dealul lui Borodea | Pastă de sticlă de culoare albastru-turcoaz; gaura de prindere este perforată mecanic. | Complexul Muzeal Bucovina, Suceava       | Cimec    |
|      | Mărgică                                          | Datare: 2/2 sec. VII - 1/2 sec. VI a.Chr Descoperit: jud. Suceava, com. Cajvana, Codru, Codru - Dealul lui Borodea | Pastă de sticlă de culoare neagră, cu trei ochi galbeni. | Complexul Muzeal Bucovina, Suceava       | Cimec    |
|      | Vas miniatural                                   | Datare: Sec. VI - VII Material: Lut ars | Vas miniatural cu fund plat și buză decorată prin crestături succesive, ușor trasă în exterior. Umerii sunt destul aplatizați, în zona de diametru maxim fiind incizate rudimentar patru cruci. | Complexul Muzeal Bucovina, Suceava       | Cimec    |
|      | Pandantiv                                        | Datare: Sec. V d.Chr. Material: Aur; almandine | Obiect de podoabă din aur de formă dreptunghiulară, decorat cu patru pietre semiprețioase în formă de lacrimă, dispuse către colțuri, în mijlocul lor, o a cincea piatră de formă rotundă, tortiță de agățare este fragmentară; chenarul este realizat din mici bobițe de aur dispuse pe trei șiruri, suprafața este decorată cu bobițe de aur. | Complexul Muzeal Bucovina, Suceava       | Cimec    |
|      | Aplică vestimentară                              | Datare: Sec. XIV - XV Material: Aur | Aplică de aur în formă de floare de crin realizată în filigran cu suport din foiță de aur pe care au fost aplicate perforații. | Complexul Muzeal Bucovina, Suceava       | Cimec    |
|      | Capac                                            | Datare: Prima jum. a sec. XXXXIV - XXXXII a. Ch. Descoperit: , com. Preutești, Preutești, Cetate Material: lut; pictat manual, modelat manual; ardere oxidantă                                                                                              | Capac în formă de clopot din pastă fină de culoare roșie-cărămizie; buton discoidal, margine evazată. Două proeminențe perforate vertical și două neperforate sunt dispuse pe diametrul maxim, pictat cu alb, negru și roșu. Culoarea albă constituie fondul vasului iar butonul capacului este pictat cu motive în căpriori, ornamentele constau din benzi de linii în zig-zag paralele, orizontale; în zona proeminențelor perforate au fost pictate câte două benzi de linii verticale cu rolul de a separa două metope pictate orizontal. | Complexul Muzeal Bucovina, Suceava       | Cimec    |
|      | Capac                                            | Datare: Sec. XXXXIII - XXXX a. Ch. Descoperit: , com. Drăgușeni, Drăgușeni Material: lut; pictat, modelat manual; ardere oxidantă | Capac în formă de clopot din pastă fină de culoare crem-cărămizie, pictat tricrom cu alb, negru și roșu. Trei registre ornamentale pe orizontală, separate de linii albe cu mediane roșii, ornamentele constau în linii în zig-zag, ciubuce, virgule, linii drepte și semicirculare. Butonul este discoidal; două proeminențe perforate vertical se află dispuse pe diametrul maxim al corpului, marginile evazate, patru linii verticale împart în patru metope pe verticală câmpul ornamental. | Complexul Muzeal Bucovina, Suceava       | Cimec    |
|      | Pahar                                            | Datare: Prima jum. a sec. XXXXIX - XXXV a. Ch. Descoperit: Fălticeni (?) Material: lut; pictat, modelat manual; ardere oxidantă | Pahar bitronconic din pastă fină de culoare crem-cărămizie, gura evazată, umăr carenat, baza îngustă ușor albiată. Este pictat cu negru-ciocolatiu pe fondul crem. Ornamentele constau din linii groase orizontale, dinți de lup, benzi de linii oblice, șerpi. Două benzi de linii verticale separă decorul în două metope. Baza vasului nu este pictată. | Complexul Muzeal Bucovina, Suceava       | Cimec    |
|      | Pahar                                            | Datare: Prima jum. a sec. XXXIX - XXXV a.Ch. Descoperit: , com. Mihoveni, Mihoveni, Cahla Morii Material: lut, modelat manual, ardere oxidantă | Pahar bitronconic din pastă fină de culoare crem-cărămizie, pictat cu ngru-ciocolatiu pe fondul crem, stilul 3. Motivele ornamentale constau în linii orizontale, verticale, semicirculare. | Complexul Muzeal Bucovina, Suceava       | Cimec    |
|      | Amforetă                                         | Datare: Prima jum. a sec. XXXIX - XXXV a.Ch. Descoperit: Șipeniț Material: lut, modelat manual, ardere oxidantă | Amforetă din pastă fină, roșie cu gâtul îngust tronconic, pictată cu negru și roșu, stilul 3. Motive ornamentale alcătuite din linii orizontale, spirale continui și benzi de linii roșii în interspații. | Complexul Muzeal Bucovina, Suceava       | Cimec    |
|      | Fructieră                                        | Datare: Prima jum. a sec. XXXXIV - XXXXII a.Ch. Descoperit: , com. Trușești, Trușești, Țuguieta Material: lut, modelat manual, ardere oxidantă; pictat | Vas cu suport din pastă fină de culoare roșie, pictat cu roșu, negru alb-gălbui, decor format din spirale, buză evazată, suportul are două perforații. | Complexul Muzeal Bucovina, Suceava       | Cimec    |
|      | Suport de vas                                    | Datare: Prima jum. a sec. XXXXIV - XXXXII a.Ch. Descoperit: , com. Preuțești, Preuțești, Cetate Material: lut, modelat manual, ardere oxidantă; pictat | Suport de vas din pastă fină roșie; buzele evazate, două perforații; pictat cu negru, roșu și alb. Decor format din semiove, linii orizontale și verticale. | Complexul Muzeal Bucovina, Suceava       | Cimec    |
|      | Vas miniatural                                   | Datare: Prima jum. a sec. XXXXIV - XXXV a.Ch. Material: lut, modelat manual, ardere oxidantă | Vas miniatural din pastă de culoare roșie cu două proeminențe perforate orizontal. | Complexul Muzeal Bucovina, Suceava       | Cimec    |
|      | Statuetă                                         | Datare: Prima jum. a sec. XXXXIV - XXXV a.Ch. Descoperit: , com. Fălticeni Material: lut, modelat manual, ardere oxidantă | Statuetă antropomorfă din pastă fină, capul ridicat, nasul "en bec d'oiseau", ochii marcați prin două perforații. Brațele sunt redate prin amorse perforate, sânii marcați, ombilicul perforat, triunghiul inghinal marcat, picioarele sunt unite, maleolele sunt evidente prin două pastile aplicate, fesele sunt despărțite de o linie incizată. | Complexul Muzeal Bucovina, Suceava       | Cimec    |
|      | Statuetă                                         | Datare: Prima jum. a sec. XXXXIX - XXXV a.Ch. Material: lut, modelat manual, ardere oxidantă | Statuetă antropomorfă din pastă fină de culoare cărămizie, carul discoidal, rupt pe latura stângă, brațele sunt redate prin amorse, sexul marcat, picioarele unite, incizie și pastilă ce redă o diagonală, două perforații la bazin. | Complexul Muzeal Bucovina, Suceava       | Cimec    |
|      | Protomă zoomorfă                                 | Datare: Sec. XXXXVI - XXXV a.Ch. Material: lut, modelat manual, ardere oxidantă | Protomă zoomorfă din pastă fină de culoare roșie, capul schematizat, botul ascuțit, urme de culoare roșie, coarnele aproximativ drepte. | Complexul Muzeal Bucovina, Suceava       | Cimec    |
|      | Cuțit                                            | Datare: Sec. XII - X a.Ch. Descoperit: , com. Liteni, Corni Material: bronz, fier; forjare, ascuțire, gravare, șlefuire | Lama cuțitului este ruginită, tăișul știrbit fiind realizată din fier, miezul metalic al lamei este consistent, muchia și tăișul au rupturi vechi, și unele mici îndoituri. Lama are secțiunea triunghiulară, fiind prinsă în mânerul de bronz, cu care face corp comun. Mânerul din bronz are secțiunea ovală, patina mânerului este curățată, discul este ușor asimetric față de axul mânerului. Pe mâner sunt dispuse trei nervuri orizontale, decorul mânerului este realizat prin gravare cu spirale continui, încadrate de spirale și linii formate din mici triunghiuri. Mânerul aparține unei spade mai vechi, de tip Liptau, mânerul fiind adăugat prin supraturnare.                                                                                         | Complexul Muzeal Bucovina, Suceava       | Cimec    |
|      | Spadă                                            | Datare: Sec. XII - X a.Ch. Descoperit: , com. Frătăuții Vechi, Măneuți, Albia pârâului Pozen Material: bronz, turnare, frijare, perforare, lustruire, ascuțire                                                                                              | Spadă cu limbă la mâner de formă foliacee. A fost turnată în tipar bivalv, mânerul este de mici dimensiuni, cu opt găuri pentru nituri, tăișurile sunt ascuțite, prezintă nervură mediană pe ambele fețe. Capătul mânerului are două prelungiri sub formă de limbi, una rotunjită, cealaltă ruptă din vechime. | Complexul Muzeal Bucovina, Suceava       | Cimec    |
|      | Oglindă                                          | Datare: Sec. VII - VI a.Ch. Descoperit: Ucraina Material: bronz, turnare, forjare, șlefuire, nituire, lustruire | Oglindă de bronz cu mânerul prins cu trei nituri, terminat cu o reprezentare zoomorfă, respectiv un cap de berbec. Fața discului are marginile în relief, iar spatele este plat. Coada prezintă trei nervuri paralele, dispuse vertical. Discul și mânerul au fost turnate separat, ulterior fiind îmbinate prin nituri. Patină verzuie, nobilă. | Complexul Muzeal Bucovina, Suceava       | Cimec    |
|      | Tipsie                                           | Datare: Secolul VI Descoperit: jud. Suceava, Suceava, Șipot Material: lut ars, modelate cu mâna, cioburi pisate | Tipsie cu margine ușor înălțată, nedecorată. | Complexul Muzeal Bucovina, Suceava       | Cimec    |
|      | Balauri                                          | Datare: Sf. sec. XV Descoperit: jud. Suceava, Suceava, Cetatea de scaun Material: lut, imprimare în tipar, nisip, angobă albă, smalț galben, modelat la roată, imprimare în tipar                                                                           | Disc ceramic circular, decorat cu doi balauri cu gâturile și cozile încleștate în luptă. | Complexul Muzeal Bucovina, Suceava       | Cimec    |
|      | Leu rampant                                      | Datare: Sf. sec. XV Descoperit: jud. Suceava, Suceava, Cetatea de scaun Material: lut, imprimare în tipar, nisip, angobă albă, smalț verde deschis, modelat manual, imprimare în tipar                                                                      | Disc ceramic smălțuit, decorat cu leu rampant spre dreapta. Picior de montare cilindric, gol. | Complexul Muzeal Bucovina, Suceava       | Cimec    |
|      | Sirenă bicaudată                                 | Datare: Sf. sec. XV Descoperit: jud. Suceava, com. Dolhasca, Probota, Biserica de piatră Material: lut, nisip, angobă albă, smalț verde ocru; imprimare în tipar, modelare la roată                                                                         | Disc ceramic circular decorat cu sirenă bicaudată, încoronată. Picior de montare cilindric, gol. | Complexul Muzeal Bucovina, Suceava       | Cimec    |
|      | Sirenă bicaudată                                 | Datare: Sf. sec. XV Descoperit: jud. Suceava, com. Dolhasca, Probota, Biserica de piatră Material: lut, nisip, angobă albă, smalț verde ocru; imprimare în tipar, modelare la roată                                                                         | Disc ceramic circular decorat cu sirenă bicaudată, încoronată. Picior de montare cilindric, gol. | Complexul Muzeal Bucovina, Suceava       | Cimec    |
|      | Leu rampant                                      | Datare: Sf. sec. XV Descoperit: jud. Suceava, com. Dolhasca, Probota, Biserica de piatră Material: lut, nisip, angobă albă, smalț galben deschis; imprimare în tipar, modelare la roată                                                                     | Disc ceramic circular decorat cu leu rampant spre dreapta. Picior de montare cilindric, gol. | Complexul Muzeal Bucovina, Suceava       | Cimec    |
|      | Manticora                                        | Datare: Sf. sec. XV Descoperit: jud. Suceava, com. Dolhasca, Probota, Biserica de piatră Material: lut, nisip, angobă albă, smalț brun; imprimare în tipar, modelare la roată                                                                               | Disc ceramic circular decorat cu o Manticoră, animal fantastic înaripat. Picior de montare cilindric, gol. | Complexul Muzeal Bucovina, Suceava       | Cimec    |
|      | Manticora                                        | Datare: Sf. sec. XV Descoperit: jud. Suceava, com. Dolhasca, Probota, Biserica de piatră Material: lut, nisip, angobă albă, smalț brun; imprimare în tipar, modelare la roată                                                                               | Disc ceramic circular decorat cu o Manticoră, animal fantastic înaripat. Picior de montare cilindric, gol. | Complexul Muzeal Bucovina, Suceava       | Cimec    |
|      | Sfântul Gheorghe                                 | Datare: Sf. sec. XV Descoperit: jud. Suceava, Suceava, Câmpul Șanțurilor Material: lut, nisip, angobă albă, smalț incolor cu pete verzi; imprimare în tipar, modelare la roată                                                                              | Cahlă rectangulară având în câmp scena înfruntării dintre Sfântul Gheorghe și balaur. Picior de montare tronconic. | Complexul Muzeal Bucovina, Suceava       | Cimec    |
|      | Cerb                                             | Datare: Sf. sec. XV Descoperit: jud. Suceava, Suceava, Câmpul Șanțurilor Material: lut, nisip, angobă albă, smalț verde (ardere oxidantă); imprimare în tipar, modelare la roată                                                                            | Cahlă rectangulară având un cerb cu coarne rămuroase având legată la gât o zgardă cu o eșarfă. Picior de montare bitronconic. | Complexul Muzeal Bucovina, Suceava       | Cimec    |
|      | Dansatori                                        | Datare: Sf. sec. XV Descoperit: jud. Suceava, Suceava, Câmpul Șanțurilor Material: lut, nisip, angobă albă, smalț incolor cu pete verzi; imprimare în tipar, modelare la roată                                                                              | Cahlă rectangulară având în câmp doi tineri care dansează având între ei o floare de crin. Picior de montare bitronconic. | Complexul Muzeal Bucovina, Suceava       | Cimec    |
|      | Manticora                                        | Datare: Sfârșit sec. XV Descoperit: jud. Suceava, Suceava, Câmpul Șanțurilor Material: Lut; nisip cu granulație medie, angobă albă, smalț incolor cu pete brune                                                                                             | Cahlă rectangulară, având în câmp o Manticoră, animal fantastic, înaripat și chip de om purtând coroană cu cinci fleuroni. Picior de montare tronconic. | Complexul Muzeal Bucovina, Suceava       | Cimec    |
|      | Cerb                                             | Datare: A doua jumătate a secolului XV Descoperit: jud. Suceava, Suceava, Curtea Domnească Material: Lut; nisip cu granulație medie | Cahlă pătrată, fără picior de montare. În câmp a fost reprezentat un cerb în mișcare spre dreapta, încadrat de doi copaci stilizați. | Complexul Muzeal Bucovina, Suceava       | Cimec    |
|      | Pasăre bicefală                                  | Datare: A doua jumătate a secolului XV Descoperit: jud. Suceava, Suceava, Str. Petru Rareș Material: Lut; nisip cu granulație medie | Cahlă pătrată, picior de montare tronconic. În câmp a fost figurată o pasăre bicefală, având pe fiecare cap o coroană cu trei fleuroni, corpul este cordiform, aripile deschise. | Complexul Muzeal Bucovina, Suceava       | Cimec    |
|      | Rozetă                                           | Datare: A doua jumătate a secolului XV Descoperit: jud. Suceava, Suceava, Curtea Domnească Material: Lut; nisip cu granulație medie | Cahlă pătrată, fără picior de montare. În câmp a fost figurată o floare-rozetă, încadrată de un cerc în torsadă. | Complexul Muzeal Bucovina, Suceava       | Cimec    |
|      | Grifon                                           | Datare: A doua jumătate a secolului XV Descoperit: jud. Suceava, Suceava, Curtea Domnească Material: Lut; nisip cu granulație medie | Cahlă dreptumghiulară, picior de montare semicilindric. În câmp a fost figurat un grifon, animal fantastic înaripat, în mișcare spre stânga. | Complexul Muzeal Bucovina, Suceava       | Cimec    |
|      | Manticora                                        | Datare: A doua jumătate a secolului XV Descoperit: jud. Suceava, Suceava, Curtea Domnească Material: Lut; nisip cu granulație medie | Cahlă pătrată fără picior de montare. În câmp a fost figurată o Manticoră, animal fantastic înaripat, cu cap de om purtând coroană cu trei fleuroni. | Complexul Muzeal Bucovina, Suceava       | Cimec    |
|      | Tineri dansatori                                 | Datare: A doua jumătate a secolului XV Descoperit: jud. Suceava, Baia, Curtea bisericii catolice Material: Lut; nisip cu granulație medie | Cahlă dreptunghiulară, picior de montare semicilindric. În câmp, o pereche de tineri îmbrăcați după moda burgundă, dansează un dans lent. | Complexul Muzeal Bucovina, Suceava       | Cimec    |
|      | Leu ținând o coroană                             | Datare: A doua jumătate a secolului XV Descoperit: jud. Suceava, Baia, Curtea bisericii catolice Material: Lut; nisip cu granulație medie | Cahlă dreptunghiulară, picior de montare semicilindric. În câmp, scut asimetric mobilat cu leu "rampant" ținând în labe o coroană, mobil a stemei lui Ioan de Hunedoara concedată în anul 1453 de regele Ladislau V Postumul. | Complexul Muzeal Bucovina, Suceava       | Cimec    |
|      | Corb cu inel în cioc                             | Datare: A doua jumătate a secolului XV Descoperit: jud. Suceava, Baia, Curtea bisericii catolice Material: Lut; nisip cu granulație medie | Cahlă dreptunghiulară, picior de montare semicilindric. În câmp, scut mobilat cu corb spre stânga, ținând în cioc un inel. Scutul este încadrat de către doi tineri îmbrăcați cu tunici, pantaloni colanți și pantofi cu vârful ascuțit. | Complexul Muzeal Bucovina, Suceava       | Cimec    |
|      | Fabulă                                           | Datare: A doua jumătate a secolului XV Descoperit: jud. Suceava, Baia, Curtea bisericii catolice Material: Lut; nisip cu granulație medie | Cahlă dreptunghiulară, picior de montare semicilindric. În câmp, tânăr îmbrăcat cu tunică și pantaloni strânși pe picior îndreaptă o suliță către un urs figurat stând pe picioarele posterioare și ținând în labele anterioare o măciucă. | Complexul Muzeal Bucovina, Suceava       | Cimec    |
|      | Sfântul Gheorghe                                 | Datare: A doua jumătate a secolului XV Descoperit: jud. Suceava, Baia, Curtea bisericii catolice Material: Lut; nisip cu granulație medie | Cahlă dreptunghiulară, fără picior de montare. În câmp a fost figurată scena înfruntării dintre Sfântul Gheorghe și balaur. | Complexul Muzeal Bucovina, Suceava       | Cimec    |
|      | Sfântul Gheorghe                                 | Datare: A doua jumătate a secolului XV Descoperit: jud. Suceava, Baia, Curtea bisericii catolice Material: Lut; nisip cu granulație medie | Cahlă dreptunghiulară, fără picior de montare. În câmp a fost figurată scena înfruntării dintre Sfântul Gheorghe și balaur. | Complexul Muzeal Bucovina, Suceava       | Cimec    |
|      | Cahlă decorată                                   | Datare: A doua jumătate a secolului XV Descoperit: jud. Suceava, Baia, Curtea bisericii catolice Material: Lut; nisip cu granulație medie | Cahlă dreptunghiulară, picior de montare semicilindric. În câmp, scut romboidal mobilat cu o coroană de pene (pupăză ?). Scutul este timbrat de coif din profil spre stânga, surmontat de o coroană masivă, cu trei fleuroni. Coiful este încadrat de doi îngeri pseudotenați. | Complexul Muzeal Bucovina, Suceava       | Cimec    |
|      | Cahlă decorată                                   | Datare: A doua jumătate a secolului XV Descoperit: jud. Suceava, Baia, Curtea bisericii catolice Material: Lut; nisip cu granulație medie, angobă albă, smalț verde (ardere secundară)                                                                      | | Complexul Muzeal Bucovina, Suceava       | Cimec    |
|      | Stema dinastică a Moldovei                       | Datare: A doua jumătate a secolului XV Descoperit: jud. Suceava, Baia, Curtea bisericii catolice Material: Lut; nisip cu granulație medie, angobă albă, smalț verde (ardere secundară)                                                                      | Cahlă dreptunghiulară, picior de montare semicilindric. În câmp, scut înclinat în bară mobilat în cartierul dextru cu șapte flori de crin, cel senestru fasciat. Scutul este timbrat de coif din profil spre stânga, având drept cimier cap de bour conturat, cu stea răsturnată între coarne; de sub gât pleacă lambrechini vegetali. În partea inferioară a cahlei, încadrând scutul, două feline având capul întors spre interior, care prin poziție pot fi asimilați unor tenanți. | Complexul Muzeal Bucovina, Suceava       | Cimec    |
|      | Ulcior antropomorf - acvamanila                  | Datare: A doua jumătate a secolului XV Descoperit: jud. Suceava, Suceava, Str. Dragoș Vodă nr. 15 B Material: Lut, pastă foarte fină, angobă albă, smalț verde, galben, roz                                                                                 | Ulcior în formă de cap de bărbat, cu coif. Coiful: smalț verde, gâtul și pieptul culoarea pielii, baza-galben. | Complexul Muzeal Bucovina, Suceava       | Cimec    |
|      | Bol pictat cu turnuri de moschee                 | Datare: A doua jumătate a secolului XV Descoperit: jud. Suceava, Suceava, Str. Dragoș Vodă nr. 15 B Material: Lut, pastă foarte fină, angobă albă, cobalt, smalț incolor                                                                                    | Bol tronconic, cu pereții drepți, ușor arcuiți spre fund. La interior, întreg câmpul a fost decorat cu o friză de turnuri de moschee și siluete umane stilizate, dispuse alternativ. La exterior, în zona mediană, pictat cu vopsea brună, un vrej cu frunze stilizate. | Complexul Muzeal Bucovina, Suceava       | Cimec    |
|      | Farfurie cu dragon                               | Datare: A doua jumătate a secolului XV Descoperit: jud. Suceava, Suceava, Str. Dragoș Vodă nr. 15 B Material: Caolin, pastă foarte fină, angobă albă, cobalt, smalț verde, smalț incolor                                                                    | Farfurie cu buza lată, dreaptă, pereții ușor oblici se arcuiesc spre fundul inelar. Decor dispus tectonic, buza decorată cu o friză de căpriori și cercuri concentrice, zona centrală este ocupată de un dragon. | Complexul Muzeal Bucovina, Suceava       | Cimec    |
|      | Farfurie pictată cu steaua lui David             | Datare: A doua jumătate a secolului XV Descoperit: jud. Suceava, Suceava, Str. Dragoș Vodă nr. 15 B Material: Lut, pastă foarte fină, angobă albă, cobalt, smalț verde, smalț incolor                                                                       | Farfurie cu buza lată, dreaptă, pereții ușor oblici se arcuiesc spre fundul inelar. Decor: pe fondul alb al angobei, pictată cu cobalt, steaua lui David; pe buză, o friză de cercuri tangente. | Complexul Muzeal Bucovina, Suceava       | Cimec    |
|      | Bol                                              | Datare: A doua jumătate a secolului XV Descoperit: jud. Suceava, Baineț, Curtea școlii Material: Lut, pastă foarte fină, angobă | Bol cu pereții drepți și fund inelar. La exterior, o friză de palmete și semipalmete, cu lobii rotunjiți, inscripție cu litere chirilice: NASTA. | Complexul Muzeal Bucovina, Suceava       | Cimec    |
|      | Bol                                              | Datare: A doua jumătate a secolului XV Descoperit: jud. Suceava, Putna, Mănăstire Material: Lut, nisip cu granulație foarte fină, angobă albă | Bol cu picior inelar; pereții drepți. La exterior, o friză de semipalmete, cu lobii rotunjiți, inscripție cu litere chirilice: ISAIA. | Complexul Muzeal Bucovina, Suceava       | Cimec    |
|      | Cană cu toartă                                   | Datare: Prima jumătate a secolului XVI Descoperit: jud. Suceava, Suceava, Curtea Domnească Material: Caolin, nisip cu granulație foarte fină, angobă albă, cobalt, smalț incolor                                                                            | Cană cu toartă, cu buza înaltă și dreaptă. Decorul compozit, cercuri în care sunt înscrise flori stilizate, cu trei petale și flori de lalea acoperă fondul albastru cobalt al vasului. | Complexul Muzeal Bucovina, Suceava       | Cimec    |
|      | Suport de candelă                                | Datare: Secolele XV - XVI Descoperit: jud. Suceava, Suceava, Cetatea de Scaun Material: Aramă | Suport de candelă circular decorat cu trei tije terminate cu flori cu opt petale, tije care se continuă cu suporți pentru lănțișoarele de suspendare. | Complexul Muzeal Bucovina, Suceava       | Cimec    |
|      | Opaiț piriform                                   | Datare: Sec. I - II d.Chr. Descoperit: jud. Suceava, Suceava, Curtea Domnească Material: Bronz | Opaiț piriform din bronz; lipsă mici fragmente din corpul vasului. Opaițul a fost descoperit într-un nivel de secol XV. | Complexul Muzeal Bucovina, Suceava       | Cimec    |
|      | Acoperământ de cap                               | Datare: A doua jumătate a sec. XV Descoperit: jud. Suceava, com. Vadu Moldovei, La Temelie Material: Mătase; fir de argint aurit, argint aurit | Acoperământ de cap, de formă rectangulară. Pe una din laturile scurte se găsesc înșirați nasturi globulari, pe latura cealaltă mici bride; una din laturile lungi se termină cu mici franjuri de fir aurit. Întreg câmpul acoperământului este realizat din trese de dantelă cu motive hașurate, realizate din fir de argint aurit. | Complexul Muzeal Bucovina, Suceava       | Cimec    |
|      | Giulgiu                                          | Datare: A doua jumătate a secolului XVII (post 1672 - 1674) Descoperit: jud. Suceava, Siret, Biserica Sf. Ioan Botezătorul; pronaos Material: Pânză de mătase/pictură cu pigment alb pe bază de ceruză, foiță de aur                                        | Giulgiu dreptunghiular din mătase, pictat cu un pigment alb, pe bază de ceruză și un liant organic solubil în apă; unele profiluri de culoare au fost înnobilate cu foiță de aur. În zona pieptului, de giulgiu au fost prinși ciucuri de mătase și fir metalic de argint aurit, în nuanțe de roșu, galben-brun și verde - culorile sunt alterate - trasând o cruce cu brațe egale. Întreaga suprafață a giulgiului a fost decorată cu motive vegetale: în centru, un buchet de garoafe, separate între ele de grupuri a două linii vălurite, restul câmpului fiind ocupat de albăstrele, compoziția ornamentală este inspirată de ceramica de la Iznik. | Complexul Muzeal Bucovina, Suceava       | Cimec    |
|      | Rochie                                           | Datare: A doua jumătate a secolului XVII (post 1672 - 1674) Descoperit: jud. Suceava, Siret, Biserica Sf. Ioan Botezătorul; pronaos Material: Mătase tip "kamha" și mătase tip "serasir"; croire, coasere                                                   | Rochia a fost lucrată din două tipuri de mătase: corsajul din kamha, decorată cu flori de garoafă, vrejuri și palmete stilizate, realizate din fir metalic și fustă din serasir, ornamentat cu flori de lotus chinezesc hatayi. Corsajul, ajustat pe corp deschis în față și încheiat cu ajutorul unor copci, azi lipsă, avea un mare decolteu pătrat, după cum pătrate erau și răscroirile de sub braț. Fusta, amplă, încrețită prin pliuri largi, regulate, care înconjoară de jur-împrejur talia, a fost lucrată din clini realizați din fragmente de mătase asamblată între ele aleatoriu, fără a se ține seama de dispunerea motivului decoratival țesăturii, un indiciu că rochia a avut o destinație strict funerară, fiind cusută special pentru înmormântare. | Complexul Muzeal Bucovina, Suceava       | Cimec    |
|      | Cămașă                                           | Datare: A doua jumătate a secolului XVI - ante 1569 Descoperit: jud. Suceava, com. Dolhasca, Biserica Sf. Nicolae; pronaos M. 8 Material: Mătase, fir de argint aurit/dantelă cu ciocănele, coasere                                                         | Cămașa are gulerul și piepții realizați din dantelă din fir de argint aurit. Decor cu motive geometrice. Pe mâneci și pe restul corsajului sunt benzi de dantelă reconstituite din mătase naturală. | Complexul Muzeal Bucovina, Suceava       | Cimec    |
|      | Cordon                                           | Datare: A doua jumătate a secolului XVI - ante 1569 Descoperit: jud. Suceava, com. Dolhasca, Biserica Sf. Nicolae; pronaos M. 8 Material: mătase; argint/țesere; turnare; cizelare                                                                          | Cingătoare de mătase cu motive geometrice rezultate din țesătură; de formă dreptunghiulară. La capete a fost prevăzută cu o cataramă ovală, simplă, de argint. A aparținut Vasilicăi Stroici, moartă în anul 1569. | Complexul Muzeal Bucovina, Suceava       | Cimec    |
|      | Pălărie                                          | Datare: Sec XVI - XVII Descoperit: jud. Suceava, Suceava, Biserica Sf. Gheorghe "Mirăuți", pronaos Material: mătase roșie vișinie, broșată, fir de argint aurit; croire, coasere                                                                            | Pălărie conică cu vârful ascuțit, strânsă la spate cu ajutorul unui șnur, brodată pe margine de un galon din fir de argint aurit. | Complexul Muzeal Bucovina, Suceava       | Cimec    |
|      | Papuci femeiești                                 | Datare: Primul sfert al sec. XVII Descoperit: jud. Suceava, com. Dolhasca, Probota, Biserica Sf. Nicolae, pronaos Material: piele, fir de argint aurit, țesătură aurită; croire, coasere, brodare, presare                                                  | Papuci cu căputa decoltată, decorată cu un motiv geometric realizat dintr-o combinație de material auriu și fir de argint aurit, brodat. Părțile laterale și ștaiful sunt foarte scurte. La interior, pe talpă, în zona călcâiului, un motiv decorativ imprimat pe piele. | Complexul Muzeal Bucovina, Suceava       | Cimec    |
|      | Cizme                                            | Datare: A doua jumătate a sec. XV Descoperit: jud. Suceava, Suceava, Biserica Sf. Gheorghe "Mirăuți", pronaos Material: piele, croire, coasere | Cizme din piele, în culoare naturală, cu suprafața acoperită cu mici striuri paralele. În momentul descoperirii, cizmele aveau vârful lung și ascuțit, tip "solerets a la Poulaine"; carâmbii sunt răsfrânți în afară; nu mai au talpă. | Complexul Muzeal Bucovina, Suceava       | Cimec    |
|      | Ac de văl                                        | Datare: Ante 1569 Descoperit: jud. Suceava, com. Dolhasca, Probota, Biserica Sf. Nicolae, pronaos Material: argint, aur, peruzele, ametiste; turnare "a cire perdue", ciocănire, decupare, filigran, granulație, sudare, cizelare, aurire                   | Ac de voal în formă de pasăre, pe cap și pe piept, câte o zonă circulară, delimitate de sârmă filigranată, umplute cu mici cercuri filigranate. Aripile, ovale, mult alungite, trasate în sârmă filigranată, umplute cu mici cercuri în filigran. Pe spate, patru grupe a câte două mici tuburi filigranate. Pe cap, un cerc de granule încadrează un șaton cu marginile dantelate, pentru o piatră semiprețioasă, lipsă. Capul este prevăzut cu un cioc din granule, pe care atârnă o paietă ovală. Pe piept, într-un șaton cu marginile dantelate, o peruzea. Pe fiecare aripă, într-un șaton, un ametist. Coada, trapezoidală, cu un șaton pentru piatră, lipsă. Ac de prindere cilindric, îndoit, cu vârful ascuțit.                                               | Complexul Muzeal Bucovina, Suceava       | Cimec    |
|      | Ac de văl                                        | Datare: Ante 1569 Descoperit: jud. Suceava, com. Dolhasca, Probota, Biserica Sf. Nicolae, pronaos Material: argint, aur, email, pietre semiprețioase; turnare "a cire perdue", ciocănire, decupare, filigran, granulație, caboșon, sudare, cizelare, aurire | Ac de voal în formă de pasăre, pe cap și pe piept, câte o zonă circulară, umplută cu mici cercuri filigranate. Aripile, ovale, mult alungite, umplute cu mici arce de cerc, unite pe mijloc, sugerând penele. Pe cap, o creastă din granule. Coada, trapezoidală decorată în filigran. Pe spate, un șir format din patru grupuri a două tuburi filigranate, încadrate de granule. Pe fiecare aripă, o rozetă realizată din granule, încadrează un șaton în care se află montată o sferă de email verde, acoperită cu mici puncte aurii. Un șaton gol, pe coadă. Acul de prindere lipsește. | Complexul Muzeal Bucovina, Suceava       | Cimec    |
|      | Inel sigilar care a aparținut lui Simion Stroici | Datare: Sf. sec. XVI - încep. sec. XVII Descoperit: jud. Suceava, com. Dolhasca, Probota, Biserica Sf. Nicolae, pronaos, cripta 19 Material: aur, bronz (?); turnare "a cire perdue", gravare, cizelare                                                     | Inel sigilar, realizat din bară de aur, de secțiune ovală, zona centrală circulară aplatizată conține o matrice sigilară, posibil de bronz. În câmp, o săgeată cu vârful în sus, încadrează elemente geometrice și literele latine: S(imion) S(troici) și cele chirilice: B(Belichii) V(Vistier). | Complexul Muzeal Bucovina, Suceava       | Cimec    |
|      | Askos                                            | Datare: Sec. XXXV - XXXII Material: lut; modelare manuală, ardere oxidantă | Askos zoomorf în formă de rață din pastă brună de culoare cenușie-gri. O toartă simplă, gura ușor evazată, corpul bombat, gâtul în formă de pâlnie, fundul plat, evidențiat. | Complexul Muzeal Bucovina, Suceava       | Cimec    |
|      | Topor-ciocan                                     | Datare: Sec. XVIII-XV a. Ch. Material: bazalt; cioplire, șlefuire, perforare | Topor-ciocan din bazalt negru, perforat în jumătatea superioară. Brațul - ciocan este semioval, muchia are "cioc" pe latura interioară, gaura de înmănușare este tronconică, tăișul este arcuit spre interior, semicircular. La muchie și tăiș sunt urme de folosire. Pe latura exterioară are o nervură evidentă, corespondent al bavurii. Șlefuit pe întreaga suprafață. | Complexul Muzeal Bucovina, Suceava       | Cimec    |
|      | Topor-ciocan                                     | Datare: Sec. XXX - XII a.Ch. Descoperit: , com. Mânăstioara, Mânăstioara, "La Movilă" Material: rocă magmatică; șlefuire, perforare | Topor cu muchia cilindrică din rocă magmatică cu muchia plată, cu urme de folosire. Perforație tronconică amplasată în jumătatea superioară, canturile rotunjite, tăișul îngust cu urme de utilizare. Desprindere de material de la utilizare, pe latura interioară, în zona proximală. | Complexul Muzeal Bucovina, Suceava       | Cimec    |
|      | Pandantiv cruciform                              | Datare: Sec. XVI - XII a.Ch. Descoperit: jud. Suceava, Suceava, Curtea Domnească Material: bronz; turnare, șlefuire | Pandantiv cruciform din bronz, se păstrează în mare parte, lipsind doar porțiuni mici ale celor două urechiușe din dreapta și de sus. Starea de păstrare precară necesită restaurare, a fost turnată în tipar închis. Corpul piesei prezintă patină nobilă. Provine din depozitul de la Curtea Domnească din Suceava. | Complexul Muzeal Bucovina, Suceava       | Cimec    |
|      | Pandantiv cruciform                              | Datare: Sec. XVI - XII a.Ch. Descoperit: jud. Suceava, Suceava, Curtea Domnească Material: bronz; turnare, șlefuire | Pandantiv cruciform din bronz cu patină nobilă verzuie, urme de oxizi, o porțiune a urechiușii de sus lipsește. Este de tipul cu trei urechiușe. Necesită restaurare. Mici bucăți rupte din corp. | Complexul Muzeal Bucovina, Suceava       | Cimec    |
|      | Topor cu disc si spin                            | Datare: Sec. XVIII - XV a.Ch. Descoperit: jud. Suceava, Cajvana Material: bronz; forjare, șlefuire, gravare, ascuțire | Topor din bronz cu disc și spin. Spinul a fost tăiat de descoperitor. Turnat în tipar bivalv, prezintă bavuri, tăișul este puțin tocit, un colț a fost tăiat recent de descoperitor. Discul prezintă mici așchieri, este ușor asimetric față de axul toporului și este ornamentat pe toată suprafața sa cu un decor fin, simetric, alcătuit din spirale și triunghiuri hașurate și linii compuse din puncte. Prezintă patină nobilă, verzuie. | Complexul Muzeal Bucovina, Suceava       | Cimec    |
|      | Topor de luptă                                   | Datare: Sec. XIII - X a. Ch. Descoperit: Prelipca, Ucraina Material: bronz; turnare, forjare, ascuțire, șlefuire | Topor de luptă cu disc și spin, masiv, cu tăișul știrbit din vechime. Păstrează patina nobilă de culoare verzuie, turnat în tipar bivalv, se păstrează bavura de la turnare. Discul este circular, cu spin central, înalt, lama este lățită la bază, dreaptă. Cele două manșoane sunt asimetrice având capetele bordurate îngroșate. Aparține tipului B2 în conformitate cu tipologia emisă de Alexandru Vulpe. | Complexul Muzeal Bucovina, Suceava       | Cimec    |
|      | Taur                                             | Datare: A doua jum. a sec. XII - X a. Ch. Descoperit: Siret, Dealul Ruina Material: lut; modelare cu mâna, ardere oxidantă | Figurină zoomorfă (bovideu, taur) din pastă fină de culoare maronie. Sexul precizat, botul scurt ascuțit, cornul din dreapta lipsește. Piciorul stâng din spate este rupt, coada scurtă, piciorul stâng din față este rupt. | Complexul Muzeal Bucovina, Suceava       | Cimec    |
|      | Buzdugan - cap                                   | Datare: Sec. XVI - XII a. Ch. Descoperit: , com. Șcheia, Șcheia, Siliștea Șcheii Material: rocă dură neagră; șlefuire, perforare, cioplire | Cap de buzdugan din gramit negru (?) de formă bitronconică, șlefuit în întregime, perforat vertical. La mijlocul piesei carenă evidentă. Bazele plane, câteva adâncituri provenite de la cioplirea inițială. | Complexul Muzeal Bucovina, Suceava       | Cimec    |
|      | Buzdugan - cap                                   | Datare: Sec. XXXXVI - XXVII a.Ch. Descoperit: , com. Milișăuți, Bădeuți Material: grandiorit; șlefuire, perforare | Cap de buzdugan quadrilobat, perforat central, patru lobi dispuși simetrici, grandiorit galben cu pete negre. | Complexul Muzeal Bucovina, Suceava       | Cimec    |
|      | Bovideu                                          | Datare: A doua jum. a sec. XII - X a.Ch. Descoperit: Sret, Dealul Ruina Material: lut; modelat manual; ardere oxidantă | Figurină zoomofă (bovideu) din pastă fină de culoare cărămizie, coarnele ușor arcuite, botul ascuțit, coada scurtă, picioarele lungi, ascuțite. | Complexul Muzeal Bucovina, Suceava       | Cimec    |

## Fond
| Foto | Informații generale                                | Detalii tehnice | Descriere | Deținător                                | Legături |
| ---- | -------------------------------------------------- | --- | --- | ---------------------------------------- | -------- |
|      | Cerbul Sfântului Hubertus                          | Datare: a doua jumătate a secolului XV Descoperit: jud. Suceava, com. Drăgoești, Drăgoești, Mocirlă Material: Lut; nisip cu granulație medie; angobă gălbuie; imprimare în tipar; ardere oxidantă                                             | Cahlă dreptunghiulară, cu decor în relief. În câmp, spre dreapta, un cerb cu o cruce între coarne, în salt; în fundal copaci. Provine de la curtea pârcălabului Ioan Drăgoi. | Complexul Muzeal Bucovina, Suceava       | Cimec    |
|      | Cahlă de coronament decorată cu inorogi            | Datare: Secolul XVII Descoperit: jud. Suceava, Suceava, Zona cinematorgrafului Modern Material: Lut; nisip cu granulație medie; angobă albă; smalț verde închis; imprimare în tipar; ardere oxidantă                                          | Cahlă de coronament, cu suprafețe în doua planuri. Registrul superior, dispus retras este decorat cu doi inorogi afrontați; registrul inferior prezintă o friză de frunze palmate. | Complexul Muzeal Bucovina, Suceava       | Cimec    |
|      | Cahlă decorată                                     | Datare: Secolul XVII Descoperit: jud. Suceava, Suceava, IRC Material: Lut; nisip cu granulație medie; imprimare în tipar; ardere oxidantă | Cahlă dreptunghiulară, cu decor în relief. În câmp o cruce latină, încadrată de dreptunghiuri în relief. | Complexul Muzeal Bucovina, Suceava       | Cimec    |
|      | Cahlă decorată                                     | Datare: Sfârșitul secolului XV-începutul secolului XVI Descoperit: jud. Suceava, Suceava, IRC Material: Lut; nisip cu granulație medie; angobă albă; smalț verde ocru; imprimare în tipar; ardere oxidantă                                    | Cahlă dreptunghiulară, cu câmpul încadrat de un chenar dispus oblic. În câmp o bandă de linii în relief trasează un contur rectangular cu colțurile rotunjite. Chenarul oblic este decorat cu o friză liniară de vrejuri. | Complexul Muzeal Bucovina, Suceava       | Cimec    |
|      | Cavaler cu arc                                     | Datare: Secolul XVII Descoperit: jud. Suceava, Suceava, Curtea Domnească Material: Lut; nisip cu granulație medie; angobă albă; smalț verde ocru; imprimare în tipar; ardere oxidantă                                                         | Cahlă dreptunghiulară cu decor în relief. Într-un decor arhitectural gotic schematizat a fost reprezentat un cavaler călare, spre dreapta, îmbrăcat în armură și având la spate, agățat de șa, un arc dublu. | Complexul Muzeal Bucovina, Suceava       | Cimec    |
|      | Leu rampant                                        | Datare: A doua jumătate a secolului XV Descoperit: jud. Suceava, Suceava, Câmpul Șanțurilor Material: Lut; imprimare în tipar; nisip cu granulație medie; ardere oxidantă                                                                     | Cahlă dreptunghiulară cu decor în relief, picior de montare tronconic. În câmp a fost figurat un leu rampant cu coamă bogată și coada cu aspect vegetal. | Complexul Muzeal Bucovina, Suceava       | Cimec    |
|      | Cahlă de coronament                                | Datare: Secolul XVII Descoperit: jud. Suceava, Suceava, Cetatea de Scaun Material: Lut; imprimare în tipar; nisip cu granulație medie; ardere oxidantă                                                                                        | Cahlă de coronament cu suprafața în două planuri, dintre care cel superior în forma de dusină. Registrul superior este decorat cu grupuri de linii oblice, cel inferior cu linii oblice combinat cu volute. | Complexul Muzeal Bucovina, Suceava       | Cimec    |
|      | Cahlă decorată                                     | Datare: Secolul XVII Descoperit: jud. Suceava, Suceava, Cetatea de Scaun Material: Lut; nisip cu granulație medie; imprimare în tipar; ardere oxidantă                                                                                        | Cahlă dreptunghiulară, cu decor în relief. În câmp o cruce latină încadrată de dreptunghiuri în relief. | Complexul Muzeal Bucovina, Suceava       | Cimec    |
|      | Cahlă decorată                                     | Datare: Secolul XVII Descoperit: jud. Suceava, Suceava, Cetatea de Scaun Material: Lut; nisip cu granulație medie; imprimare în tipar; ardere oxidantă                                                                                        | Cahlă dreptunghiulară, cu decor în relief. În câmp o cruce latină încadrată de dreptunghiuri în relief. | Complexul Muzeal Bucovina, Suceava       | Cimec    |
|      | Cavaler în armură                                  | Datare: A doua jumătate a secolului XV Descoperit: jud. Suceava, com. DRĂGOEȘTI, DRĂGOEȘTI, Dealul Fora Material: Lut; nisip cu granulație medie; angobă gălbuie; imprimare în tipar; ardere oxidantă                                         | Cahlă dreptunghiulară, cu decor în relief. În câmp, într-un decor arhitectural, cavaler călare purtând o cască „Celata” și înarmat cu o lance cu vârful tocit. Provine de la curtea pârcălabului Ioan Drăgoi. | Complexul Muzeal Bucovina, Suceava       | Cimec    |
|      | Magul Balthasar                                    | Datare: A doua jumătate a secolului XV Descoperit: jud. Suceava, com. DRĂGOEȘTI, DRĂGOEȘTI, Punct Mocirlă Material: Lut; nisip cu granulație medie; angobă gălbuie; imprimare în tipar; ardere oxidantă                                       | Cahlă dreptunghiulară, cu decor în relief. În câmp, într-un decor arhitectural, Magul Balthasar, călare, purtând ciboriu cu ofranda către Pruncul Iisus. Provine de la curtea pârcălabului Ioan Drăgoi. | Complexul Muzeal Bucovina, Suceava       | Cimec    |
|      | Cahlă decorată                                     | Datare: Sfârșitul secolului XIV, începutul secolului XV Descoperit: jud. Suceava, Suceava, Cetatea de Scaun Material: Lut; nisip cu granulație medie; modelare la roată; modelare manuală; ardere oxidantă                                    | Cahlă castron, cu pereții scunzi, deschidere rectangulară; la interior, în zona fundului, trei cercuri, primele două alveolate, cel de al treilea crestat. | Complexul Muzeal Bucovina, Suceava       | Cimec    |
|      | Cahlă decorată                                     | Datare: A doua jumătate a secolului XV Descoperit: jud. Suceava, Suceava, Cetatea de Scaun Material: Lut; nisip cu granulație medie; angobă albă; smalț verde; imprimare în tipar; ardere oxidantă                                            | Cahlă placă, triunghiulară, decorată cu șiruri de mici triunghiuri în relief, sugerând solzi. | Complexul Muzeal Bucovina, Suceava       | Cimec    |
|      | Cahlă decorată                                     | Datare: A doua jumătate a secolului XV Descoperit: jud. Suceava, Suceava, Cetatea de Scaun Material: Lut; nisip cu granulație medie; angobă albă; smalț verde; imprimare în tipar; ardere oxidantă                                            | Cahlă placă, trapezoidală, decorată cu șiruri de mici triunghiuri în relief, sugerând solzi. | Complexul Muzeal Bucovina, Suceava       | Cimec    |
|      | Cahlă                                              | Datare: A doua jumătate a secolului XV Descoperit: jud. Suceava, SUCEAVA, Cetatea de Scaun Material: Lut; nisip cu granulație medie; angobă albă; smalț verde smarald; imprimare în tipar; ardere oxidantă                                    | Cahlă placă, dreptunghiulară, decorată cu linii în relief care se întretaie, desenând romburi. | Complexul Muzeal Bucovina, Suceava       | Cimec    |
|      | Cahlă de coronament                                | Datare: A doua jumătate a secolului XV Descoperit: jud. Suceava, SUCEAVA, Cetatea de Scaun Material: Lut; nisip cu granulație medie; modelare la roată; modelare manuală; ardere oxidantă                                                     | Cahlă de coronament, de formă cilindrică, sugerând un turn cu ușă și ferestre decupate în pastă. | Complexul Muzeal Bucovina, Suceava       | Cimec    |
|      | Buna Vestire                                       | Datare: A doua jumătate a secolului XV Descoperit: jud. Suceava, SUCEAVA, Cetatea de Scaun Material: Lut; nisip cu granulație medie; imprimare în tipar; ardere oxidantă                                                                      | Cahlă dreptunghiulară, decorată cu scena Bunei Vestiri: în partea stângă a cahlei a fost figurat Arhanghelul Gavriil îngenuncheat, oferind floarea de crin Fecioarei Maria. | Complexul Muzeal Bucovina, Suceava       | Cimec    |
|      | Cavaler                                            | Datare: A doua jumătate a secolului XV Descoperit: jud. Suceava, SUCEAVA, Cetatea de Scaun Material: Lut; nisip cu granulație medie; angobă roșietică; imprimare în tipar; ardere oxidantă                                                    | Cahlă dreptunghiulară, decorată cu un cavaler îmbrăcat în armură carenată și crenelată. | Complexul Muzeal Bucovina, Suceava       | Cimec    |
|      | Încoronarea Fecioarei Maria                        | Datare: A doua jumătate a secolului XV Descoperit: jud. Suceava, Suceava, Cetatea de Scaun Material: Lut; nisip cu granulație medie; smalț verde; imprimare în tipar; ardere oxidantă                                                         | Cahlă dreptunghiulară, având câmpul încadrat de un chenar lat, dispus oblic, decorată cu scena Încoronării Fecioarei Maria de către Iisus Christos. Chenarul este decorat cu o friză formată din câte două romburi care se suprapun. | Complexul Muzeal Bucovina, Suceava       | Cimec    |
|      | Magul Balthasar                                    | Datare: A doua jumătate a secolului XV Descoperit: jud. Suceava, com. DRĂGOEȘTI, DRĂGOEȘTI, Dealul Fora Material: Lut; nisip cu granulație medie; angobă roșietică; imprimare în tipar; ardere oxidantă                                       | Cahlă dreptunghiulară, cu decor în relief. În câmp, într-un decor arhitectural, Magul Balthasar, călare, purtând ciboriu cu ofrandă către Pruncul Iisus. Provine de la curtea pârcălabului Ioan Drăgoi. | Complexul Muzeal Bucovina, Suceava       | Cimec    |
|      | Buna Vestire                                       | Datare: A doua jumătate a secolului XV Descoperit: jud. Iași, com. COTNARI, COTNARI Material: Lut; nisip cu granulație medie; granule de calcar; imprimare în tipar; ardere oxidantă                                                          | Cahlă dreptunghiulară, decorată cu scena Bunei Vestiri: În partea stângă a fost figurat Arhanghelul Gavriil, oferind floarea de crin Fecioarei Maria. | Complexul Muzeal Bucovina, Suceava       | Cimec    |
|      | Scenă de dans                                      | Datare: A doua jumătate a secolului XV Descoperit: jud. Iași, com. COTNARI, COTNARI Material: Lut; nisip cu granulație medie; imprimare în tipar; ardere oxidantă                                                                             | Cahlă dreptunghiulară, decorată cu o scenă de dans: trei tineri, doi băieți și o fată dansează, într-un decor vegetal. | Complexul Muzeal Bucovina, Suceava       | Cimec    |
|      | Scenă de dans                                      | Datare: Sfârșitul secolului XV Descoperit: jud. Suceava, SUCEAVA, Câmpul Șanțurilor Material: Lut; nisip cu granulație medie; angobă albă; smalț verde; imprimare în tipar; ardere oxidantă                                                   | Cahlă pătrată, cu picior de montare tronconic. În câmp, scut culcat, despicat, mobilat în cartierul prim de roză ce asuprește cruce dublă, în cartierul secund floare de crin dublă asuprește roză. Scutul este timbrat de coif spre stânga, coif având ca cimier cap de bour cu gât și stea între coarne; la dreapta capului de bour, luna figurată antropomorf, la dreapta soarele sub forma unei stele cu cinci raze; capul de bour încadrat de doi îngeri pseudotenanți.                                            | Complexul Muzeal Bucovina, Suceava       | Cimec    |
|      | Scenă de dans                                      | Datare: Sfârșitul secolului XV Descoperit: jud. Suceava, SUCEAVA, Str.Petru Rareș Material: Lut; nisip cu granulație medie; modelare manuală; imprimare în tipar; ardere oxidantă                                                             | Cahlă pătrată, decor în relief, picior de montare tronconic. În câmp au fost reprezentați un băiat și o tânără, în timp ce execută un dans lent. Între cei doi tineri se află o floare de crin stilizată. | Complexul Muzeal Bucovina, Suceava       | Cimec    |
|      | Sfântul Gheorghe în luptă cu balaurul              | Datare: Sfârșitul secolului XV Descoperit: jud. Suceava, SUCEAVA, Câmpul Șanțurilor Material: Lut; nisip cu granulație medie; angobă albă; smalț verde; imprimare în tipar; ardere oxidantă                                                   | Cahlă pătrată, cu picior de montare tronconic. În câmp, Sfântul Gheorghe figurat călare, îmbrăcat în armură cu platoșă cu pieptar carenat, străpunge cu o suliță cu vârful ascuțit balaurul, reprezentat sub forma unei șopârle uriașe, cu corpul striat. | Complexul Muzeal Bucovina, Suceava       | Cimec    |
|      | Sfântul Gheorghe în luptă cu balaurul              | Datare: Sfârșitul secolului XV Descoperit: jud. Suceava, SUCEAVA, Câmpul Șanțurilor Material: Lut; nisip cu granulație medie; angobă albă; smalț verde; imprimare în tipar; ardere oxidantă                                                   | Cahlă pătrată, cu picior de montare tronconic. În câmp, Sfântul Gheorghe figurat călare, îmbrăcat în armură cu platoșă cu pieptar carenat, străpunge cu o suliță cu vârful ascuțit balaurul, reprezentat sub forma unei șopârle uriașe, cu corpul striat. | Complexul Muzeal Bucovina, Suceava       | Cimec    |
|      | Cahlă de coronament - turn cu drum de strajă       | Datare: Sfârșitul secolului XV Descoperit: jud. Suceava, SUCEAVA, Câmpul Șanțurilor Material: Lut; nisip cu granulație medie; angobă albă; smalț verde;modelare la roată; ardere oxidantă                                                     | Cahlă de coronament, fragmentară, în formă de tun cilindric cu ferestre rectangulare și drum de strajă în consolă, prevăzut cu creneluri și merloane. | Complexul Muzeal Bucovina, Suceava       | Cimec    |
|      | Personaj cu căciulă                                | Datare: Sfârșitul secolului XV Descoperit: jud. Suceava, SUCEAVA, Câmpul Șanțurilor Material: Lut; nisip cu granulație medie; angobă albă; smalț verde;modelare la roată; tehnicile sgraffito și champleve; modelare manuală; ardere oxidantă | Cahlă dreptunghiulară, picior de montare semicilindric; decor realizat în tehnicile sgraffito și champleve. În colțul superior stâng a fost figurat un tânăr purtând o căciulă cu panaș; în fața tânărului o ramură cu frunze și ghinde. | Complexul Muzeal Bucovina, Suceava       | Cimec    |
|      | Cahlă                                              | Datare: Sfârșitul secolului XIV, începutul secolului XV Descoperit: jud. Suceava, SUCEAVA, Șipot Material: Lut; nisip cu granulație medie; modelare la roată; modelare manuală; ardere oxidantă                                               | Cahlă convexă, cu partea superioară în formă de cupolă, cu un buton central, rupt; picior de montare cilindric. | Complexul Muzeal Bucovina, Suceava       | Cimec    |
|      | Cahlă de coronament                                | Datare: Sfârșitul secolului XV Descoperit: jud. Suceava, SUCEAVA, Câmpul Șanțurilor Material: Lut; nisip cu granulație medie; angobă albă; smalț verde; modelare manuală; imprimare în tipar; ardere oxidantă                                 | Cahlă de coronament, cu suprafața în două planuri. Cahla reprezintă partea superioară a unei curtine, prevăzută cu merloane și crenele dreptunghiulare; partea inferioară este decorată cu o friză de pătrate în care sunt înscrise flori cu patru petale. | Complexul Muzeal Bucovina, Suceava       | Cimec    |
|      | Cahlă de coronament                                | Datare: Sfârșitul secolului XV Descoperit: jud. Suceava, SUCEAVA, Câmpul Șanțurilor Material: Lut; nisip cu granulație medie; angobă albă; smalț verde; modelare manuală; imprimare în tipar; ardere oxidantă                                 | Cahlă de coronament, cu suprafața în două planuri. Cahla reprezintă partea superioară a unei curtine, prevăzută cu merloane și crenele dreptunghiulare; partea inferioară este decorată cu o friză de pătrate în care sunt înscrise flori cu patru petale. | Complexul Muzeal Bucovina, Suceava       | Cimec    |
|      | Cahlă de coronament                                | Datare: Sfârșitul secolului XV Descoperit: jud. Suceava, SUCEAVA, Câmpul Șanțurilor Material: Lut; nisip cu granulație medie; angobă albă; smalț verde; modelare manuală; imprimare în tipar; ardere oxidantă                                 | Cahlă de coronament, cu suprafața în două planuri. Cahla reprezintă partea superioară a unei curtine, prevăzută cu merloane și crenele dreptunghiulare; partea inferioară este decorată cu o friză de pătrate în care sunt înscrise flori cu patru petale. | Complexul Muzeal Bucovina, Suceava       | Cimec    |
|      | Cahlă de coronament                                | Datare: Sfârșitul secolului XV Descoperit: jud. Suceava, SUCEAVA, Câmpul Șanțurilor Material: Lut; nisip cu granulație medie; angobă albă; smalț verde; modelare manuală; imprimare în tipar; ardere oxidantă                                 | Cahlă de coronament, cu suprafața în două planuri. Cahla reprezintă partea superioară a unei curtine, prevăzută cu merloane și crenele dreptunghiulare; partea inferioară este decorată cu o friză de pătrate în care sunt înscrise flori cu patru petale. | Complexul Muzeal Bucovina, Suceava       | Cimec    |
|      | Cahlă de coronament                                | Datare: Sfârșitul secolului XIV, începutul secolului XV Descoperit: jud. Suceava, SUCEAVA, Șipot Material: Lut; nisip cu granulație medie; modelare manuală; modelare la roată; ardere oxidantă                                               | Cahlă de coronament, în formă de triunghi cu laturile inegale; picior de montare cilindric, scurt; | Complexul Muzeal Bucovina, Suceava       | Cimec    |
|      | Cahlă decorată                                     | Datare: A doua jumătate a secolului XV Descoperit: jud. Suceava, SUCEAVA, Cetatea de Scaun Material: Lut; nisip cu granulație medie; angobă albă; smalț verde smarald; imprimare în tipar; ardere oxidantă                                    | Cahlă placă, dreptunghiulară, decorată cu linii în relief care se întretaie, desenând romburi. | Complexul Muzeal Bucovina, Suceava       | Cimec    |
|      | Cahlă de coronament                                | Datare: A doua jumătate a secolului XV Descoperit: jud. Suceava, SUCEAVA, Curtea Domnească Material: Lut; nisip cu granulație medie; modelare manuală; imprimare în tipar; ardere oxidantă                                                    | Cahlă de coronament, în două planuri, tratată sub formă de zid de cetate, cu creneluri și merloane, masive, prevăzute cu streașină; registrul inferior, posibil traforat. | Complexul Muzeal Bucovina, Suceava       | Cimec    |
|      | Cahlă decorată                                     | Datare: A doua jumătate a secolului XV Descoperit: jud. Suceava, SUCEAVA, Cetatea de Scaun Material: Lut; nisip cu granulație medie; angobă albă; smalț galben; imprimare în tipar; ardere oxidantă                                           | Cahlă pătrată, decor în relief. În câmp șiruri de triunghiuri în relief, desenând solzi. | Complexul Muzeal Bucovina, Suceava       | Cimec    |
|      | Cahlă decorată                                     | Datare: A doua jumătate a secolului XV Descoperit: jud. Suceava, SUCEAVA, Cetatea de Scaun Material: Lut; nisip cu granulație medie; angobă albă; smalț galben ocru; imprimare în tipar; ardere oxidantă                                      | Cahlă pătrată, decor în relief. În câmp șiruri de triunghiuri în relief, desenând solzi. | Complexul Muzeal Bucovina, Suceava       | Cimec    |
|      | Cahlă decorată                                     | Datare: A doua jumătate a secolului XV Descoperit: jud. Suceava, SUCEAVA, Cetatea de Scaun Material: Lut; nisip cu granulație medie; angobă albă; smalț galben deschis; imprimare în tipar; modelare la roată;ardere oxidantă                 | Cahlă pătrată, picior de montare tronconic, decor în relief. În câmp șiruri de triunghiuri din relief, desenând solzi. | Complexul Muzeal Bucovina, Suceava       | Cimec    |
|      | Cahlă decorată                                     | Datare: A doua jumătate a secolului XV Descoperit: jud. Suceava, SUCEAVA, Cetatea de Scaun Material: Lut; nisip cu granulație medie; angobă albă; smalț galben deschis; imprimare în tipar; ardere oxidantă                                   | Cahlă pătrată, decor în relief. În câmp șiruri de triunghiuri din relief, desenând solzi. | Complexul Muzeal Bucovina, Suceava       | Cimec    |
|      | Cahlă decorată                                     | Datare: A doua jumătate a secolului XV Descoperit: jud. Suceava, SUCEAVA, Cetatea de Scaun Material: Lut; nisip cu granulație medie; angobă albă; smalț brun; imprimare în tipar; ardere oxidantă                                             | Cahlă trapezoidală, cu laturile inegale, decor în relief. În câmp linii în relief care se întretaie, desenând romburi. | Complexul Muzeal Bucovina, Suceava       | Cimec    |
|      | Magul Melchior                                     | Datare: A doua jumătate a secolului XV Descoperit: jud. Suceava, SUCEAVA, Curtea bisericii Sf.Nicolae Material: Lut; nisip cu granulație medie; modelare manuală; modelare la roată; ardere oxidantă                                          | Cahlă dreptunghiulară, decor în relief. În câmp a fost figurat Magul Melchior, îngenuncheat, oferind cutia cu aur Pruncului Iisus. În spate un scutier strunește calul în plin efort. | Complexul Muzeal Bucovina, Suceava       | Cimec    |
|      | Cahlă de coronament                                | Datare: A doua jumătate a secolului XV Descoperit: jud. Suceava, SUCEAVA, Passim Material: Lut; nisip cu granulație medie; angobă albă; smalț verde/roșu; modelare manuală; modelare la roată; ardere oxidantă                                | Cahlă de coronament, tronconică, picior de montare cilindric. | Complexul Muzeal Bucovina, Suceava       | Cimec    |
|      | Cahlă-oală                                         | Datare: Secolul XVII Descoperit: jud. Suceava, SUCEAVA, Hanul Domnesc Material: Lut; nisip cu granulație medie; angobă albă; smalț verde; modelare manuală; ardere oxidantă; modelare la roată                                                | Cahlă oală, cu deschidere pătrată; picior de montare cilindric. Zona de trecere de la picior spre deschidere este marcată de o nervură proeminentă. | Complexul Muzeal Bucovina, Suceava       | Cimec    |
|      | Cahlă triunghiulară cu picior de montare tronconic | Datare: Sfârșitul secolului XIV, începutul secolului XV Descoperit: jud. Suceava, Suceava, Curtea bisericii Sfântul Dumitru Material: Lut; nisip cu granulație medie; modelare manuală; ardere oxidantă; modelare la roată                    | Cahlă cu deschiderea triunghiulară; picior de montare tronconic. | Complexul Muzeal Bucovina, Suceava       | Cimec    |
|      | Cahlă                                              | Datare: Sfârșitul secolului XIV, începutul secolului XV Descoperit: jud. Suceava, Suceava, Curtea Domnească Material: Lut; nisip cu granulație medie; modelare manuală; ardere oxidantă; modelare la roată                                    | Cahlă pahar, cu deschiderea circulară, mărginită de un chenar liniar lat; picior de montare tronconic. La exterior, pe gât, două cercuri concentrice incizate. | Complexul Muzeal Bucovina, Suceava       | Cimec    |
|      | Cahlă decorată                                     | Datare: Secolul XVII Descoperit: jud. Suceava, Suceava, Curtea Domnească Material: Lut; nisip cu granulație medie; modelare manuală; ardere oxidantă; imprimare în tipar                                                                      | Cahlă dreptunghiulară, decor în relief, picior de montare rectangular, scurt. Un chenar liniar dublu încadrează un vrej cu volute terminate cu flori de lalea stilizate. | Complexul Muzeal Bucovina, Suceava       | Cimec    |
|      | Cahlă decorată                                     | Datare: Secolul XVII Descoperit: jud. Suceava, Suceava, Curtea Domnească Material: Lut; nisip cu granulație medie; modelare manuală; ardere oxidantă; imprimare în tipar                                                                      | Cahlă dreptunghiulară, decor în relief, picior de montare rectangular, scurt. Un chenar liniar dublu încadreaza un vrej cu volute terminate cu flori de lalea stilizate. | Complexul Muzeal Bucovina, Suceava       | Cimec    |
|      | Cahlă decorată                                     | Datare: Secolul XVII Descoperit: jud. Suceava, Suceava, Curtea Domnească Material: Lut; nisip cu granulație medie; modelare manuală; ardere oxidantă; imprimare în tipar                                                                      | Cahlă dreptunghiulară, decor în relief, picior de montare rectangular, scurt. Un chenar liniar dublu încadreaza un vrej cu volute terminate cu flori de lalea stilizate. | Complexul Muzeal Bucovina, Suceava       | Cimec    |
|      | Cahlă decorată                                     | Datare: Secolul XVII Descoperit: jud. Suceava, Suceava, Curtea Domnească Material: Lut; nisip cu granulație medie; modelare manuală; ardere oxidantă; imprimare în tipar                                                                      | Cahlă dreptunghiulară, decor în relief, picior de montare rectangular, scurt. În câmp, patru frunze de acant dispuse în cruce; pe diagonală pleacă linii în relief terminate cu o floare. | Complexul Muzeal Bucovina, Suceava       | Cimec    |
|      | Cahlă decorată                                     | Datare: Secolul XVII Descoperit: jud. Suceava, Suceava, Curtea Domnească Material: Lut; nisip cu granulație medie; granule de calcar angobă albă; smalț galben ocru; modelare manuală; ardere oxidantă; imprimare în tipar                    | Cahlă dreptunghiulară, decor în relief, picior de montare rectangular, scurt. În câmp, a fost figurat un personaj feminin, îmbrăcat cu o rochie cu guler „Maria Stuart”, fustă brodată, mănuși și tocă cu pene. | Complexul Muzeal Bucovina, Suceava       | Cimec    |
|      | Cahlă-oală                                         | Datare: Sfârșitul secolului XIV, prima jumătate a secolului XV Descoperit: jud. Suceava, Suceava, Curtea Domnească Material: Lut; nisip cu granulație medie; modelare manuală; ardere oxidantă; modelare la roată                             | Cahlă oală cu deschidere pătrată mărginită de un chenar liniar simplu; la exterior, sub buză trei linii adânc incizate. La exterior, urme de lutuială de la montarea în corpul sobei. | Complexul Muzeal Bucovina, Suceava       | Cimec    |
|      | Cahlă-oală                                         | Datare: Sfârșitul secolului XIV, prima jumătate a secolului XV Descoperit: jud. Suceava, Suceava, Curtea Domnească Material: Lut; nisip cu granulație medie; modelare manuală; ardere oxidantă; modelare la roată                             | Cahlă oală cu deschidere pătrată mărginită de un chenar liniar simplu; la exterior, sub buză trei linii adânc incizate. La exterior, urme de lutuială de la montarea în corpul sobei. | Complexul Muzeal Bucovina, Suceava       | Cimec    |
|      | Cahlă-oală                                         | Datare: Sfârșitul secolului XIV, prima jumătate a secolului XV Descoperit: jud. Suceava, Suceava, Curtea Domnească Material: Lut; nisip cu granulație medie; modelare manuală; ardere oxidantă; modelare la roată                             | Cahlă oală cu deschidere pătrată mărginită de un chenar liniar simplu; la exterior, sub buză trei linii adânc incizate. La exterior, urme de lutuială de la montarea în corpul sobei. | Complexul Muzeal Bucovina, Suceava       | Cimec    |
|      | Cahlă convexă                                      | Datare: Sfârșitul secolului XIV, prima jumătate a secolului XV Descoperit: jud. Suceava, Suceava, Curtea Domnească Material: Lut; nisip cu granulație medie; ardere oxidantă; modelare la roată                                               | Cahlă convexă, cu partea superioară în formă de sferă aplatizată; picior de montare cilindric. | Complexul Muzeal Bucovina, Suceava       | Cimec    |
|      | Cahlă convexă                                      | Datare: Sfârșitul secolului XIV, prima jumătate a secolului XV Descoperit: jud. Suceava, Suceava, Curtea Domnească Material: Lut; nisip cu granulație medie; ardere oxidantă; modelare la roată                                               | Cahlă convexă, cu partea superioară în formă de sferă aplatizată; picior de montare cilindric. | Complexul Muzeal Bucovina, Suceava       | Cimec    |
|      | Cahlă convexă                                      | Datare: Sfârșitul secolului XIV, prima jumătate a secolului XV Descoperit: jud. Suceava, Suceava, Curtea Domnească Material: Lut; nisip cu granulație medie; ardere oxidantă; modelare la roată                                               | Cahlă convexă, de mici dimensiuni, de formă semisferică, având în vârf o mică proeminență. | Complexul Muzeal Bucovina, Suceava       | Cimec    |
|      | Cahlă decorată                                     | Datare: Sfârșitul secolului XIV, prima jumătate a secolului XV Descoperit: jud. Suceava, Suceava, Curtea Domnească Material: Lut; nisip cu granulație medie; modelare manuală; ardere oxidantă; modelare la roată                             | Cahlă castron, cu deschidere rectangulară, pereții scunzi, La interior, în zona fundului opt cercuri concentrice, primul incizat și restul alveolate. | Complexul Muzeal Bucovina, Suceava       | Cimec    |
|      | Cahlă decorată                                     | Datare: Sfârșitul secolului XIV, prima jumătate a secolului XV Descoperit: jud. Suceava, Suceava, Curtea Domnească Material: Lut; nisip cu granulație medie; modelare manuală; ardere oxidantă; modelare la roată                             | Cahlă castron, cu deschidere rectangulară, pereții scunzi, La interior, în zona fundului o proeminență semisferică încadrată de două cercuri concentrice, primul alveolat și al doilea crestat. | Complexul Muzeal Bucovina, Suceava       | Cimec    |
|      | Cahlă decorată                                     | Datare: Sfârșitul secolului XIV, prima jumătate a secolului XV Descoperit: jud. Suceava, Suceava, Curtea Domnească Material: Lut; nisip cu granulație medie; modelare manuală; ardere oxidantă; modelare la roată                             | Cahlă pătrată, picior de montare tronconic, scurt, decor traforat. | Complexul Muzeal Bucovina, Suceava       | Cimec    |
|      | Scenă de dans                                      | Datare: Sfârșitul secolului XV Descoperit: jud. Suceava, Suceava, Str.Petru Rareș Material: Lut; nisip cu granulație medie; modelare manuală; ardere oxidantă; imprimare în tipar                                                             | Cahlă pătrată, decor în relief, picior de montare tronconic. În câmp au fost reprezentați un băiat și o tânără, în timp ce execută un dans lent. Între cei doi tineri se află o floare de crin stilizată. | Complexul Muzeal Bucovina, Suceava       | Cimec    |
|      | Scenă de dans                                      | Datare: Sfârșitul secolului XV Descoperit: jud. Suceava, Suceava, Str.Petru Rareș Material: Lut; nisip cu granulație medie; modelare manuală; ardere oxidantă; imprimare în tipar                                                             | Cahlă pătrată, decor în relief, picior de montare tronconic. În câmp au fost reprezentați un băiat și o tânără, în timp ce execută un dans lent. Între cei doi tineri se află o floare de crin stilizată. | Complexul Muzeal Bucovina, Suceava       | Cimec    |
|      | Scenă de dans                                      | Datare: Sfârșitul secolului XV Descoperit: jud. Suceava, Suceava, Str.Petru Rareș Material: Lut; nisip cu granulație medie; modelare manuală; ardere oxidantă; modelare la roată                                                              | Cahlă castron, cu deschidere rectangulară, pereții scunzi, La interior, în zona fundului se află un buton tronconic înconjurat de patru cercuri crestate. | Complexul Muzeal Bucovina, Suceava       | Cimec    |
|      | Sfântul Gheorghe                                   | Datare: Sfârșitul secolului XV Descoperit: jud. Suceava, Suceava, Str.Petru Rareș Material: Lut; nisip cu granulație medie; modelare manuală; ardere oxidantă; imprimare în tipar                                                             | Cahlă pătrată, decor în relief, picior de montare tronconic. În câmp a fost reprezentat Sfântul Gheorghe, îmbrăcat în armură, călare, străpungându-l cu sulița pe balaurul reprezentat sub forma unei șopârle uriașe, cu corpul striat de solzi. | Complexul Muzeal Bucovina, Suceava       | Cimec    |
|      | Sfântul Gheorghe                                   | Datare: Sfârșitul secolului XV Descoperit: jud. Suceava, Suceava, Str.Petru Rareș Material: Lut; nisip cu granulație medie; modelare manuală; ardere oxidantă; imprimare în tipar                                                             | Cahlă pătrată, decor în relief, picior de montare tronconic. În câmp a fost reprezentat Sfântul Gheorghe, îmbrăcat în armură, călare, străpungându-l cu sulița pe balaurul reprezentat sub forma unei șopârle uriașe, cu corpul striat de solzi. | Complexul Muzeal Bucovina, Suceava       | Cimec    |
|      | Cerb                                               | Datare: Sfârșitul secolului XV Descoperit: jud. Suceava, Suceava, Str.Petru Rareș Material: Lut; nisip cu granulație medie; modelare manuală; ardere oxidantă; imprimare în tipar                                                             | Cahlă pătrată, decor în relief, picior de montare tronconic. În câmp a fost figurat un cerb cu coarne rămuroase, având la gât un colan de care este prinsă o eșarfă. | Complexul Muzeal Bucovina, Suceava       | Cimec    |
|      | Cahlă-oală                                         | Datare: Sfârșitul secolului XV Descoperit: jud. Suceava, Suceava, Str.Petru Rareș Material: Lut; nisip cu granulație medie; modelare manuală; ardere oxidantă; modelare la roată                                                              | Cahlă oală, cu deschidere pătrată mărginită de un chenar liniar simplu. Picior de montare tronconic. | Complexul Muzeal Bucovina, Suceava       | Cimec    |
|      | Cahlă-oală                                         | Datare: Sfârșitul secolului XV Descoperit: jud. Suceava, Suceava, Str.Petru Rareș Material: Lut; nisip cu granulație medie; modelare manuală; ardere oxidantă; modelare la roată                                                              | Cahlă oală, cu deschidere pătrată mărginită de un chenar liniar simplu. Picior de montare tronconic. | Complexul Muzeal Bucovina, Suceava       | Cimec    |
|      | Cahlă-oală                                         | Datare: Sfârșitul secolului XV Descoperit: jud. Suceava, Suceava, Str.Petru Rareș Material: Lut; nisip cu granulație medie; modelare manuală; ardere oxidantă; modelare la roată                                                              | Cahlă oală, cu deschidere pătrată mărginită de un chenar liniar simplu. Picior de montare tronconic. | Complexul Muzeal Bucovina, Suceava       | Cimec    |
|      | Cahlă decorată                                     | Datare: Sfârșitul secolului XV Descoperit: jud. Suceava, Suceava, Câmpul Șanțurilor Material: Lut; nisip cu granulație medie; modelare manuală; ardere oxidantă; modelare la roată                                                            | Cahlă triunghiulară, cu pereții scunzi. La interior, în zona fundului, trei cercuri concentrice, alveolate. | Complexul Muzeal Bucovina, Suceava       | Cimec    |
|      | Cahlă decorată                                     | Datare: Sfârșitul secolului XV Descoperit: jud. Suceava, Suceava, Câmpul Șanțurilor Material: Lut; nisip cu granulație medie; modelare manuală; ardere oxidantă; modelare la roată                                                            | Cahlă triunghiulară, de coronament, cu pereții scunzi, părțile laterale arcuite și colțurile marcate și rotunjite. La interior, în zona fundului, patru cercuri concentrice, alveolate. Posibil ca această cahlă să fi fost prevăzută cu un pinaclui, în prelungirea vârfului triunghiului. | Complexul Muzeal Bucovina, Suceava       | Cimec    |
|      | Cahlă convexă                                      | Datare: Sfârșitul secolului XV Descoperit: jud. Suceava, Suceava, Câmpul Șanțurilor Material: Lut; nisip cu granulație medie; modelare manuală; ardere oxidantă; modelare la roată                                                            | Cahlă de coronament, convexă, semisferică, având în vârf un buton proeminent. | Complexul Muzeal Bucovina, Suceava       | Cimec    |
|      | Cahlă convexă                                      | Datare: Sfârșitul secolului XV Descoperit: jud. Suceava, Suceava, Câmpul Șanțurilor Material: Lut; nisip cu granulație medie; modelare manuală; ardere oxidantă; modelare la roată                                                            | Cahlă de coronament, convexă, semisferică, având în vârf un buton cilindric, proeminent. | Complexul Muzeal Bucovina, Suceava       | Cimec    |
|      | Cahlă convexă                                      | Datare: Sfârșitul secolului XV Descoperit: jud. Suceava, Suceava, Câmpul Șanțurilor Material: Lut; nisip cu granulație medie; modelare manuală; ardere oxidantă; modelare la roată                                                            | Cahlă de coronament, convexă, cu partea superioară în formă de cupolă, având în vârf un buton tronconic, proeminent. | Complexul Muzeal Bucovina, Suceava       | Cimec    |
|      | Cahlă convexă                                      | Datare: Sfârșitul secolului XV Descoperit: jud. Suceava, Suceava, Câmpul Șanțurilor Material: Lut; nisip cu granulație medie; modelare manuală; ardere oxidantă; modelare la roată                                                            | Cahlă de coronament, convexă, semisferică, având în vârf un buton cilindric, proeminent, cu o șănțuire la partea superioară. | Complexul Muzeal Bucovina, Suceava       | Cimec    |
|      | Cahlă convexă                                      | Datare: Sfârșitul secolului XV Descoperit: jud. Suceava, Suceava, Câmpul Șanțurilor Material: Lut; nisip cu granulație medie; modelare manuală; ardere oxidantă; modelare la roată                                                            | Cahlă de coronament, convexă, semisferică, având în vârf un buton cilindric, proeminent, cu o șănțuire la partea superioară. | Complexul Muzeal Bucovina, Suceava       | Cimec    |
|      | Sfântul Hubertus                                   | Datare: Sfârșitul secolului XV, începutul secolului XVI Descoperit: jud. Suceava, com. TODIREȘTI, TODIREȘTI, La Curte Material: Lut; nisip cernut; smalț verde; modelare la roată; ardere oxidantă; imprimare în tipar                        | Cahlă dreptunghiulară, chenar dispus oblic față de câmp, decor în relief, picior de montare semicilindric. În câmp, un bogat decor vegetal compus din copaci cu coroane rotunde și conice, amintind pădurea unde a avut loc miracolul, în prim plan un cerb masiv, în salt, cu o cruce între coarne. În partea inferioară a cahlei a fost înfățișată o biserică și în fața ei, Sfântul Hubertus în veșminte sacerdotale. Chenarul a fost decorat cu o baghetă pe care se înfășoară un vrej cu frunze lanceolate.        | Complexul Muzeal Bucovina, Suceava       | Cimec    |
|      | Roată solară                                       | Datare: Sfârșitul secolului XV, începutul secolului XVI Descoperit: jud. Suceava, com. TODIREȘTI, TODIREȘTI, La Curte Material: Lut; nisip cernut; smalț verde ocru; modelare la roată; ardere oxidantă; imprimare în tipar                   | Cahlă dreptunghiulară, decor în relief. În câmp a fost desenată o roată solară cu multe brațe în mișcare, tip „vârtej”. | Complexul Muzeal Bucovina, Suceava       | Cimec    |
|      | Cahlă decorată                                     | Datare: Sfârșitul secolului XV Descoperit: jud. Suceava, SUCEAVA, Câmpul Șanțurilor Material: Lut; nisip cu granulație medie; modelare manuală; modelare la roată; ardere oxidantă                                                            | Cahlă castron cu deschiderea rectangulară, mărginită de un chenar liniar simplul. La interior, în zona fundului, a fost incizată o spirală crestată. | Complexul Muzeal Bucovina, Suceava       | Cimec    |
|      | Cahlă convexă                                      | Datare: Secolul XV Descoperit: jud. Suceava, SUCEAVA, Str.Petru Rareș Material: Lut; nisip cu granulație medie; modelare manuală; ardere oxidantă; modelare la roată                                                                          | Cahlă convexă, semisferică, având în vârf un buton (?) acum rupt. | Complexul Muzeal Bucovina, Suceava       | Cimec    |
|      | Cahlă decorată                                     | Datare: Secolul XV Descoperit: jud. Suceava, SUCEAVA, str.Petru Rareș Material: Lut; nisip cu granulație medie; modelare manuală; modelare la roată; ardere oxidantă                                                                          | Cahlă castron cu deschiderea rectangulară, laturile inegale, pereții scunzi. La interior, în zona fundului, două cercuri concentrice alveolate. | Complexul Muzeal Bucovina, Suceava       | Cimec    |
|      | Cahlă                                              | Datare: Sfârșit secol XIV, început secol XV Descoperit: jud. Suceava, SUCEAVA, Șipot Material: Lut; nisip cu granulație medie; modelare manuală; modelare la roată; ardere oxidantă                                                           | Cahlă oală cu deschiderea rectangulară, mărginită de un chenar liniar simplu; picior de montare tronconic. | Complexul Muzeal Bucovina, Suceava       | Cimec    |
|      | Cahlă                                              | Datare: Secolul XIV Descoperit: jud. Suceava, SUCEAVA, Str.Vasile Alecsandri Material: Lut; nisip cu granulație medie; modelare manuală; modelare la roată; ardere oxidantă                                                                   | Cahlă turn cu acoperișul tronconic, terminat cu o fleșă cilindrică, acoperiș asemănător cu acela al bisericilor. | Complexul Muzeal Bucovina, Suceava       | Cimec    |
|      | Sfântul Gheorghe                                   | Datare: Secolul XVII Descoperit: jud. Suceava, SUCEAVA, Str.Nicolae Bălcescu Material: Lut; nisip cu granulație medie; angobă albă; smalț verde ocru; modelare manuală; ardere oxidantă; imprimare în tipar                                   | Cahlă dreptunghiulară, decor în relief. În câmp a fost figurat Sfântul Gheorghe îmbrăcat cu un pieptar cu plăci metalice, are la brâu o sabie cu lama curbă, iar la picioare pinteni. Calul, frumos desenat, strivește sub copite balaurul, reprezentat sub forma unui monstru cu corp umflat și coada filiformă. | Complexul Muzeal Bucovina, Suceava       | Cimec    |
|      | Sfântul Gheorghe                                   | Datare: Sfârșit secol XIV, început secol XV Descoperit: jud. Suceava, SUCEAVA, Str.Nicolae Bălcescu Material: Lut; nisip cu granulație medie; modelare manuală; ardere oxidantă; modelare la roată                                            | Cahlă oală, cu deschiderea rectangulară, laturile inegale, mărginită de un chenar liniar simplu. | Complexul Muzeal Bucovina, Suceava       | Cimec    |
|      | Cahlă fială - cap de grifon                        | Datare: Sfârșit secol XV Descoperit: jud. Suceava, SUCEAVA, Șipot Material: Lut; nisip cu granulație medie; modelare manuală; ardere oxidantă                                                                                                 | Cahlă fială, modelată sub forma unui cap de grifon, cu botul căscat, degajând un aer de ferocitate. | Complexul Muzeal Bucovina, Suceava       | Cimec    |
|      | Cahlă decorată                                     | Datare: Secolul XVII Descoperit: jud. Iași, IASI, Sfântul Sava Material: Lut; nisip cu granulație medie; imprimare în tipar; ardere oxidantă                                                                                                  | Cahlă dreptunghiulară, decorată cu șiruri de pătrate în relief, desenând solzi. | Complexul Muzeal Bucovina, Suceava       | Cimec    |
|      | Cahlă                                              | Datare: Sfârșitul secolului XV, începutul secolului XVI Descoperit: jud. Suceava, com. TODIREȘTI, TODIREȘTI, La Curte Material: Lut; nisip cu granulație medie; smalț verde; modelare manuală; ardere oxidantă; modelare la roată             | Cahlă convexă, cu corpul globular și picior de montare cilindric. | Complexul Muzeal Bucovina, Suceava       | Cimec    |
|      | Cahlă dreptunghiulară cu decor arhitectural        | Datare: Secolul XVII Descoperit: jud. Iași, IASI, Curtea Domnească Material: Lut; nisip cu granulație medie; angobă albă; smalț verde; ardere oxidantă; imprimare în tipar                                                                    | Cahlă dreptunghiulară, decorată cu o floare care susține o cetate cu cinci turnuri. | Complexul Muzeal Bucovina, Suceava       | Cimec    |
|      | Basilisc                                           | Datare: Sfârșitul secolului XV Descoperit: jud. Suceava, com. PĂTRĂUȚI, PĂTRĂUȚI, Curtea bisericii Sfânta Cruce Material: Lut; nisip cu granulație medie; modelare la roată; ardere oxidantă; imprimare în tipar                              | Cahlă dreptunghiulară, decor în relief. În câmp a fost figurat un animal fantastic, cu trup de pasăre cap încoronat, ghiare supradimensionate. | Complexul Muzeal Bucovina, Suceava       | Cimec    |
|      | Mâță de vatră sub formă de curtină                 | Datare: Secolul XVII Descoperit: jud. Suceava, SUCEAVA, Str.Veronica Micle Material: Lut; nisip cu granulație medie; modelare manuală; ardere oxidantă; turnare în tipar                                                                      | Mâță de vatră, masivă, tratată sub formă de zid de cetate, cu creneluri și merloane, decor geometric. | Complexul Muzeal Bucovina, Suceava       | Cimec    |
|      | Cahlă                                              | Datare: Secolul XV Descoperit: jud. Suceava, SUCEAVA, Passim Material: Lut; nisip cu granulație medie; modelare manuală; ardere oxidantă; modelare la roată                                                                                   | Cahlă-oală, cu deschiderea rectangulară, laturile inegale, mărginită de un chenar liniar simplu. | Complexul Muzeal Bucovina, Suceava       | Cimec    |
|      | Cahlă                                              | Datare: Sfârșitul secolului XIV, începutul secolului XV Descoperit: jud. Suceava, SUCEAVA, Passim Material: Lut; nisip cu granulație medie; modelare manuală; ardere oxidantă; modelare la roată                                              | Cahlă-oală, cu deschiderea rectangulară, laturile inegale, mărginită de un chenar liniar simplu. | Complexul Muzeal Bucovina, Suceava       | Cimec    |
|      | Cahlă                                              | Datare: Sfârșitul secolului XV Descoperit: jud. Suceava, SUCEAVA, Câmpul Șanțurilor Material: Lut; nisip cu granulație medie; modelare manuală; ardere oxidantă; modelare la roată                                                            | Cahlă convexă, cu corp semisferic, picior de montare tronconic. | Complexul Muzeal Bucovina, Suceava       | Cimec    |
|      | Sfântul Gheorghe                                   | Datare: Sfârșitul secolului XV Descoperit: jud. Suceava, SUCEAVA, Câmpul Șanțurilor Material: Lut; nisip cu granulație medie; ardere oxidantă; modelare la roată; imprimare în tipar                                                          | Cahlă pătrată, decor în relief, picior de montare tronconic. În câmp a fost figurat Sfântul Gheorghe călare, în luptă cu un balaur reprezentat sub forma unei insecte uriașe, înaripată. | Complexul Muzeal Bucovina, Suceava       | Cimec    |
|      | Leu rampant                                        | Datare: Sfârșitul secolului XV Descoperit: jud. Suceava, SUCEAVA, Câmpul Șanțurilor Material: Lut; nisip cu granulație medie; ardere oxidantă; modelare la roată; imprimare în tipar                                                          | Cahlă pătrată, decor în relief, picior de montare tronconic. În câmp a fost figurat un leu rampant cu corp suplu, coamă bogată și coadă cu aspect vegetal. | Complexul Muzeal Bucovina, Suceava       | Cimec    |
|      | Sirenă bicaudată                                   | Datare: Sfârșitul secolului XV Descoperit: jud. Suceava, SUCEAVA, Câmpul Șanțurilor Material: Lut; nisip cu granulație medie; ardere oxidantă; modelare la roată; imprimare în tipar                                                          | Cahlă pătrată, decor în relief, picior de montare tronconic. În câmp a fost figurată o Sirenă bicaudată, personaj fantastic cu trup de femeie și doi pești în loc de picioare. | Complexul Muzeal Bucovina, Suceava       | Cimec    |
|      | Cahlă                                              | Datare: Sfârșitul secolului XV Descoperit: jud. Suceava, SUCEAVA, Câmpul Șanțurilor Material: Lut; nisip cu granulație medie; ardere oxidantă; modelare la roată; modelare manuală                                                            | Cahlă-oală, cu deschidere rectangulară, laturile inegale, mărginită de un chenar liniar simplu. | Complexul Muzeal Bucovina, Suceava       | Cimec    |
|      | Cahlă                                              | Datare: Sfârșitul secolului XV Descoperit: jud. Suceava, SUCEAVA, Câmpul Șanțurilor Material: Lut; nisip cu granulație medie; ardere oxidantă; modelare la roată; modelare manuală                                                            | Cahlă-oală, cu deschidere rectangulară, laturile inegale, mărginită de un chenar liniar simplu. | Complexul Muzeal Bucovina, Suceava       | Cimec    |
|      | Cahlă                                              | Datare: Sfârșitul secolului XV Descoperit: jud. Suceava, SUCEAVA, Câmpul Șanțurilor Material: Lut; nisip cu granulație medie; ardere oxidantă; modelare la roată; modelare manuală                                                            | Cahlă-oală, cu deschidere rectangulară, mărginită de un chenar liniar simplu. | Complexul Muzeal Bucovina, Suceava       | Cimec    |
|      | Scenă de dans                                      | Datare: A doua jumătate a secolului XV Descoperit: jud. Suceava, SUCEAVA, Curtea Domnească Material: Lut; nisip cu granulație medie; modelare manuală; ardere oxidantă; imprimare în tipar                                                    | Cahlă dreptunghiulară, cu decor în relief. În câmp, într-un bogat decor vegetal, sugerat de copaci cu coroane rotunde și conice, doi tineri, un băiat și o fată ce ține în mâna stângă o coroniță de flori, dansează. | Complexul Muzeal Bucovina, Suceava       | Cimec    |
|      | Corb cu inel în cioc                               | Datare: A doua jumătate a secolului XV Descoperit: jud. Suceava, SUCEAVA, Curtea Domnească Material: Lut; nisip cu granulație medie; modelare manuală; ardere oxidantă; imprimare în tipar                                                    | Cahlă dreptunghiulară, cu decor în relief. În câmp, scut mobilat cu o roză cu cinci rânduri de petale, ce asuprește un corb din profil spre stânga, cu o coroană cu trei fleuroni și ținând în cioc un inel. Scutul este încadrat de doi tineri tenanți, îmbrăcați cu tunici scurte și pantaloni strânși pe picior. Scutul cu corb cu inel în cioc reprezintă una din mobilele heraldice ale stemei Corvineștilor, fiind acordată de regele Sigismund de Luxemburg în anul 1409 lui Voicu, tatăl lui Ioan de Hunedoara. | Complexul Muzeal Bucovina, Suceava       | Cimec    |
|      | Cahlă de coronament                                | Datare: A doua jumătate a secolului XV Descoperit: jud. Suceava, SUCEAVA, Curtea Domnească Material: Lut; nisip cu granulație medie; modelare manuală; ardere oxidantă; imprimare în tipar                                                    | Cahlă de coronament, în două planuri, tratată sub formă de zid de cetate, cu creneluri și merloane, masive, prevăzute cu streașină; registrul inferior este decorat cu un șir de pătrate în care sunt înscrise rozete traforate, cu șase petale. | Complexul Muzeal Bucovina, Suceava       | Cimec    |
|      | Cahlă de coronament                                | Datare: A doua jumătate a secolului XV Descoperit: jud. Suceava, SUCEAVA, Curtea Domnească Material: Lut; nisip cu granulație medie; modelare manuală; ardere oxidantă; modelare la roată                                                     | Cahlă de coronament, cu deschidere triunghiulară, mărginită de un chenar liniar simplu; picior de montare cilindric. | Complexul Muzeal Bucovina, Suceava       | Cimec    |
|      | Cahlă                                              | Datare: A doua jumătate a secolului XV Descoperit: jud. Suceava, SUCEAVA, Curtea Domnească Material: Lut; nisip cu granulație medie; modelare manuală; ardere oxidantă; modelare la roată                                                     | Cahlă oală cu deschidere rectangulară, corpul sub formă de trunchi de piramidă, picior de montare cilindric; trecerea de la trunchiul de piramidă la piciorul cilindric este marcată de o nervură în relief. | Complexul Muzeal Bucovina, Suceava       | Cimec    |
|      | Cavaler în luptă                                   | Datare: A doua jumătate a secolului XV Descoperit: jud. Suceava, SUCEAVA, Curtea Domnească Material: Lut; nisip cu granulație medie; smalț roșu „drojdie de vin”; modelare manuală; ardere oxidantă; imprimare în tipar                       | Cahlă dreptunghiulară, cu decor în relief. În câmp, o construcție rectangulară de la ferestrele căreia privesc două personaje și un turn circular cu zidul străpuns de ferestre și acoperiș crenelat, în prim plan un cavaler călare, în armură, cu casca „celata” cu viziera ridicată, ținând intr-o mână o lance lungă, cu vârful tocit, iar în cealaltă frâul calului. | Complexul Muzeal Bucovina, Suceava       | Cimec    |
|      | Fabulă                                             | Datare: A doua jumătate a secolului XV Descoperit: jud. Suceava, SUCEAVA, Curtea Domnească Material: Lut; nisip cu granulație medie; modelare manuală; ardere oxidantă; imprimare în tipar                                                    | Cahlă dreptunghiulară, cu decor în relief. În câmp, o vulpe călugăr predică unor gâște strânse într-un țarc. | Complexul Muzeal Bucovina, Suceava       | Cimec    |
|      | Fabulă                                             | Datare: A doua jumătate a secolului XV Descoperit: jud. Suceava, SUCEAVA, Curtea Domnească Material: Lut; nisip cu granulație medie; modelare manuală; ardere oxidantă; imprimare în tipar                                                    | Cahlă dreptunghiulară, cu decor în relief. În câmp, o vulpe călugăr predică unor gâște strânse într-un țarc. | Complexul Muzeal Bucovina, Suceava       | Cimec    |
|      | Cahlă decorată                                     | Datare: A doua jumătate a secolului XV Descoperit: jud. Suceava, SUCEAVA, Curtea Domnească Material: Lut; nisip cu granulație medie; modelare manuală; ardere oxidantă; imprimare în tipar                                                    | Cahlă dreptunghiulară, cu decor în relief. În câmp, o rozetă încadrată de o torsadă și arce de cerc care se întretaie, desenând un romb. | Complexul Muzeal Bucovina, Suceava       | Cimec    |
|      | Cahlă de coronament                                | Datare: A doua jumătate a secolului XV Descoperit: jud. Suceava, SUCEAVA, Curtea Domnească Material: Lut; nisip cu granulație medie; modelare manuală; ardere oxidantă; imprimare în tipar                                                    | Cahlă de coronament, în două planuri, tratată sub formă de zid de cetate cu creneluri și merloane cu o streașină proeminentă, decorate cu motive geometrice. | Complexul Muzeal Bucovina, Suceava       | Cimec    |
|      | Cahlă                                              | Datare: A doua jumătate a secolului XV Descoperit: jud. Suceava, SUCEAVA, Curtea Domnească Material: Lut; nisip cu granulație medie; modelare manuală; ardere oxidantă; modelare la roată                                                     | Cahlă convexă, cu partea superioară în formă de cupolă; în vârf se află o proeminență cilindrică, aplatizată. | Complexul Muzeal Bucovina, Suceava       | Cimec    |
|      | Cahlă                                              | Datare: A doua jumătate a secolului XV Descoperit: jud. Suceava, SUCEAVA, Curtea Domnească Material: Lut; nisip cu granulație medie; modelare manuală; ardere oxidantă; modelare la roată                                                     | Cahlă convexă, cu partea superioară în formă de cupolă; în vârf se află o proeminență cilindrică, aplatizată. | Complexul Muzeal Bucovina, Suceava       | Cimec    |
|      | Cahlă                                              | Datare: A doua jumătate a secolului XV Descoperit: jud. Suceava, SUCEAVA, Curtea Domnească Material: Lut; nisip cu granulație medie; modelare manuală; ardere oxidantă; modelare la roată                                                     | Cahlă convexă, cu partea superioară în formă de cupolă; în vârf se află o proeminență cilindrică, aplatizată. | Complexul Muzeal Bucovina, Suceava       | Cimec    |
|      | Cahlă                                              | Datare: A doua jumătate a secolului XV Descoperit: jud. Suceava, SUCEAVA, Curtea Domnească Material: Lut; nisip cu granulație medie; modelare manuală; ardere oxidantă; modelare la roată                                                     | Cahlă convexă, cu partea superioară în formă de cupolă; în vârf se află o mică proeminență conică. | Complexul Muzeal Bucovina, Suceava       | Cimec    |
|      | Cahlă                                              | Datare: A doua jumătate a secolului XV Descoperit: jud. Suceava, SUCEAVA, Curtea Domnească Material: Lut; nisip cu granulație medie; modelare manuală; ardere oxidantă; modelare la roată                                                     | Cahlă nișă, cu deschidere dreptunghiulară, terminată în partea superioară în arc în acoladă. | Complexul Muzeal Bucovina, Suceava       | Cimec    |
|      | Cahlă                                              | Datare: A doua jumătate a secolului XV Descoperit: jud. Suceava, SUCEAVA, Curtea Domnească Material: Lut; nisip cu granulație medie; modelare manuală; ardere oxidantă; modelare la roată                                                     | Cahlă nișă, cu deschidere dreptunghiulară, terminată în partea superioară în arc în acoladă. | Complexul Muzeal Bucovina, Suceava       | Cimec    |
|      | Cahlă decorată                                     | Datare: A doua jumătate a secolului XV Descoperit: jud. Suceava, SUCEAVA, Curtea Domnească Material: Lut; nisip cu granulație medie; modelare manuală; ardere oxidantă; imprimare în tipar                                                    | Cahlă dreptunghiulară, decor în relief. În câmp au fost trasate baghete în relief care se întretaie, desenând romburi. | Complexul Muzeal Bucovina, Suceava       | Cimec    |
|      | Cahlă decorată                                     | Datare: A doua jumătate a secolului XV Descoperit: jud. Suceava, SUCEAVA, Curtea Domnească Material: Lut; nisip cu granulație medie; modelare manuală; ardere oxidantă; modelare la roată                                                     | Cahlă castron, cu deschidere dreptunghiulară, laturile inegale, mărginită de un chenar liniar simplu; la interior, în zona fundului se află două cercuri concentrice în relief. | Complexul Muzeal Bucovina, Suceava       | Cimec    |
|      | Cahlă                                              | Datare: A doua jumătate a secolului XV Descoperit: jud. Suceava, SUCEAVA, Curtea Domnească Material: Lut; nisip cu granulație medie; modelare manuală; ardere oxidantă; modelare la roată                                                     | Cahlă castron, cu deschidere rectangulară, laturile inegale, mărginită de un chenar liniar simplu. | Complexul Muzeal Bucovina, Suceava       | Cimec    |
|      | Cahlă                                              | Datare: A doua jumătate a secolului XV Descoperit: jud. Suceava, SUCEAVA, Curtea Domnească Material: Lut; nisip cu granulație medie; modelare manuală; ardere oxidantă; modelare la roată                                                     | Cahlă castron, cu deschidere rectangulară, laturile inegale, mărginită de un chenar liniar simplu. | Complexul Muzeal Bucovina, Suceava       | Cimec    |
|      | Cahlă                                              | Datare: A doua jumătate a secolului XV Descoperit: jud. Suceava, SUCEAVA, Curtea Domnească Material: Lut; nisip cu granulație medie; modelare manuală; ardere oxidantă; modelare la roată                                                     | Cahlă castron, cu deschidere rectangulară, laturile inegale, mărginită de un chenar liniar simplu. La interior, în zona fundului, un cerc în relief. | Complexul Muzeal Bucovina, Suceava       | Cimec    |
|      | Cahlă                                              | Datare: A doua jumătate a secolului XV Descoperit: jud. Suceava, SUCEAVA, Curtea Domnească Material: Lut; nisip cu granulație medie; modelare manuală; ardere oxidantă; modelare la roată                                                     | Cahlă-oală, cu deschidere rectangulară, laturile inegale, mărginită de un chenar liniar simplu. | Complexul Muzeal Bucovina, Suceava       | Cimec    |
|      | Cahlă                                              | Datare: A doua jumătate a secolului XV Descoperit: jud. Suceava, SUCEAVA, Curtea Domnească Material: Lut; nisip cu granulație medie; modelare manuală; ardere oxidantă; modelare la roată                                                     | Cahlă-oală, cu deschidere rectangulară, laturile inegale, mărginită de un chenar liniar simplu. | Complexul Muzeal Bucovina, Suceava       | Cimec    |
|      | Cahlă decorată                                     | Datare: A doua jumătate a secolului XV Descoperit: jud. Suceava, SUCEAVA, Curtea Domnească Material: Lut; nisip cu granulație medie; angobă albă; smalț verde; modelare la roată; ardere oxidantă; imprimare în tipar                         | Cahlă dreptunghiulară, decor în relief, picior de montare semicilindric. Câmpul cahlei a fost divizat în două registre, cel superior decorat cu muluri gotice și arce în ogivă în care se află trefle. În registrul inferior a fost figurat un scut înclinat, despicat, în cartierul dextru zece flori de crin, cel senestru fasciat. Scutul este timbrat de coif care are ca cimier cap de bour cu stea cu șase raze între coarne, gât conturat, încadrat de câte un înger pseudotenant.                               | Complexul Muzeal Bucovina, Suceava       | Cimec    |
|      | Cahlă                                              | Datare: A doua jumătate a secolului XV Descoperit: jud. Suceava, SUCEAVA, Curtea Domnească Material: Lut; nisip cu granulație medie; modelare manuală; ardere oxidantă; modelare la roată                                                     | Cahlă convexă, având partea superioară semisferică, prevăzută în vârf cu o proeminență ascuțită. | Complexul Muzeal Bucovina, Suceava       | Cimec    |
|      | Cahlă                                              | Datare: A doua jumătate a secolului XV Descoperit: jud. Suceava, SUCEAVA, Curtea Domnească Material: Lut; nisip cu granulație medie; modelare manuală; ardere oxidantă; modelare la roată                                                     | Cahlă convexă, având partea superioară semisferică, prevăzută în vârf cu o proeminență ascuțită. | Complexul Muzeal Bucovina, Suceava       | Cimec    |
|      | Cerb                                               | Datare: A doua jumătate a secolului XV Descoperit: jud. Suceava, SUCEAVA, Curtea Domnească Material: Lut; nisip cu granulație medie; modelare manuală; ardere oxidantă; imprimare în tipar                                                    | Cahlă dreptunghiulară, decor în relief. În câmp a fost figurat un cerb cu corp suplu, coarne rămuroase, încadrat de doi copaci stilizați ce amintesc de mediul său natural, pădurea. | Complexul Muzeal Bucovina, Suceava       | Cimec    |
|      | Sfântul Gheorghe                                   | Datare: A doua jumătate a secolului XV Descoperit: jud. Suceava, SUCEAVA, Curtea Domnească Material: Lut; nisip cu granulație medie; modelare manuală; ardere oxidantă; imprimare în tipar                                                    | Cahlă dreptunghiulară, decor în relief. În câmp a fost figurat Sfântul Gheorghe, călare, îmbrăcat în armură, străpungând cu o suliță ascuțită balaurul reprezentat sub forma unui saurian diform. | Complexul Muzeal Bucovina, Suceava       | Cimec    |
|      | Sfântul Gheorghe                                   | Datare: A doua jumătate a secolului XV Descoperit: jud. Suceava, SUCEAVA, Curtea Domnească Material: Lut; nisip cu granulație medie; modelare manuală; ardere oxidantă; imprimare în tipar                                                    | Cahlă dreptunghiulară, decor în relief. În câmp a fost figurat Sfântul Gheorghe, călare, îmbrăcat în armură, străpungând cu o suliță ascuțită balaurul reprezentat sub forma unui saurian diform. | Complexul Muzeal Bucovina, Suceava       | Cimec    |
|      | Sfântul Gheorghe                                   | Datare: A doua jumătate a secolului XV Descoperit: jud. Suceava, SUCEAVA, Curtea Domnească Material: Lut; nisip cu granulație medie; modelare manuală; ardere oxidantă; imprimare în tipar                                                    | Cahlă dreptunghiulară, decor în relief. În câmp a fost figurat Sfântul Gheorghe, călare, îmbrăcat în armură, străpungând cu o suliță ascuțită balaurul reprezentat sub forma unui saurian diform. | Complexul Muzeal Bucovina, Suceava       | Cimec    |
|      | Sfântul Gheorghe                                   | Datare: A doua jumătate a secolului XV Descoperit: jud. Suceava, SUCEAVA, Curtea Domnească Material: Lut; nisip cu granulație medie; modelare manuală; ardere oxidantă; imprimare în tipar                                                    | Cahlă dreptunghiulară, decor în relief. În câmp a fost figurat Sfântul Gheorghe, călare, îmbrăcat în armură, străpungând cu o suliță ascuțită balaurul reprezentat sub forma unei insecte uriașe, cu corp segmentat și aripi membranoase. | Complexul Muzeal Bucovina, Suceava       | Cimec    |
|      | Cahlă decorată                                     | Datare: A doua jumătate a secolului XV Descoperit: jud. Suceava, SUCEAVA, Curtea Domnească Material: Lut; nisip cu granulație medie; modelare manuală; ardere oxidantă; modelare la roată                                                     | Cahlă rectangulară. Câmpul a fost divizat în casete pătrate în care sunt înscrise roete cu șase petale. | Complexul Muzeal Bucovina, Suceava       | Cimec    |
|      | Cerb                                               | Datare: A doua jumătate a secolului XV Descoperit: jud. Suceava, SUCEAVA, Curtea Domnească Material: Lut; nisip cu granulație medie; modelare manuală; ardere oxidantă; imprimare în tipar                                                    | Cahlă dreptunghiulară, decor în relief. În câmp a fost figurat un cerb cu corp suplu, coarne rămuroase, încadrat de doi copaci stilizati ce amintesc de mediul său natural, pădurea. | Complexul Muzeal Bucovina, Suceava       | Cimec    |
|      | Cerb                                               | Datare: A doua jumătate a secolului XV Descoperit: jud. Suceava, SUCEAVA, Curtea Domnească Material: Lut; nisip cu granulație medie; modelare manuală; ardere oxidantă; imprimare în tipar                                                    | Cahlă dreptunghiulară, decor în relief. În câmp a fost figurat un cerb cu corp suplu, coarne rămuroase, încadrat de doi copaci stilizati ce amintesc de mediul său natural, pădurea. | Complexul Muzeal Bucovina, Suceava       | Cimec    |
|      | Cerb                                               | Datare: A doua jumătate a secolului XV Descoperit: jud. Suceava, SUCEAVA, Curtea Domnească Material: Lut; nisip cu granulație medie; modelare manuală; ardere oxidantă; imprimare în tipar                                                    | Cahlă dreptunghiulară, decor în relief. În câmp a fost figurat un cerb cu corp suplu, coarne rămuroase, încadrat de doi copaci stilizati ce amintesc de mediul său natural, pădurea. | Complexul Muzeal Bucovina, Suceava       | Cimec    |
|      | Cahlă decorată                                     | Datare: A doua jumătate a secolului XV Descoperit: jud. Suceava, SUCEAVA, Curtea Domnească Material: Lut; nisip cu granulație medie; modelare manuală; ardere oxidantă; imprimare în tipar                                                    | Cahlă dreptunghiulară, decor traforat. Câmpul cahlei a fost divizat în două registre. Registrul superior a fost decorat cu o rozasă, cel inferior cu arce în ogivă. | Complexul Muzeal Bucovina, Suceava       | Cimec    |
|      | Arcaș                                              | Datare: A doua jumătate a secolului XV Descoperit: jud. Suceava, SUCEAVA, Curtea Domnească Material: Lut; nisip cu granulație medie; modelare manuală; ardere oxidantă; imprimare în tipar                                                    | Cahlă dreptunghiulară, decor în relief. În câmp a fost figurat un personaj călare, cu ochii oblici, nasul lat, o mustață cu vârfurile lăsate în jos, „pe oală”, purtând pe cap un coif conic și ținând în mâini un arc dublu și o săgeată. | Complexul Muzeal Bucovina, Suceava       | Cimec    |
|      | Cahlă de coronament                                | Datare: A doua jumătate a secolului XV Descoperit: jud. Suceava, SUCEAVA, Curtea Domnească Material: Lut; nisip cu granulație medie; modelare manuală; ardere oxidantă; imprimare în tipar                                                    | Cahlă de coronament, cu suprafața în două planuri. Registrul superior a fost tratat sub formă de zid de cetate cu creneluri și merloane cu streașină proeminentă. | Complexul Muzeal Bucovina, Suceava       | Cimec    |
|      | Cahlă decorată                                     | Datare: A doua jumătate a secolului XV Descoperit: jud. Suceava, SUCEAVA, Curtea Domnească Material: Lut; nisip cu granulație medie; modelare manuală; ardere oxidantă; imprimare în tipar                                                    | Cahlă dreptunghiulară, decor traforat. Câmpul cahlei a fost divizat în două registre. Registrul superior a fost decorat cu o rozasă, cel inferior cu arce în ogivă. | Complexul Muzeal Bucovina, Suceava       | Cimec    |
|      | Cahlă decorată                                     | Datare: Sfârșitul secolului XV, începutul secolului XVI Descoperit: jud. Suceava, SUCEAVA, Biserica Sf.Dumitru Material: Lut; nisip cu granulație medie; angobă roșie; modelare manuală; ardere oxidantă; imprimare în tipar                  | Cahlă dreptunghiulară, decor în relief, chenar oblic în raport cu câmpul; picior de montare semicilindric. În câmp, un decor arhitectural gotic, sugerat de un portal în acoladă, schematizat, adăpostește un cavaler călare, în armură, înarmat cu o lance cu vârful tocit, „curtenitoare”. | Complexul Muzeal Bucovina, Suceava       | Cimec    |
|      | Cahlă decorată                                     | Datare: A doua jumătate a secolului XV Descoperit: jud. Suceava, SUCEAVA, Cetatea de Scaun Material: Lut; nisip cu granulație medie; smalț verde; modelare manuală; ardere oxidantă; imprimare în tipar                                       | Cahlă placă, trapezoidală, decorată cu linii în relief care se întretaie, desenând romburi. | Complexul Muzeal Bucovina, Suceava       | Cimec    |
|      | Buton triunghiular                                 | Datare: Sfârșit secol XV Descoperit: jud. Suceava, com. Dolhasca, Probota, Biserica veche Material: lut | Buton ornamental triunghiular, cu laturile ușor concave și având în centru o proeminență tronconică. | Complexul Muzeal Bucovina, Suceava       | Cimec    |
|      | Buton triunghiular                                 | Datare: sfârșit secol XV Descoperit: jud. Suceava, com. Dolhasca, Probota, Biserica veche Material: lut | Buton ornamental triunghiular, cu laturile ușor concave și având în centru o proeminență tronconică. | Complexul Muzeal Bucovina, Suceava       | Cimec    |
|      | Buton triunghiular                                 | Datare: sfârșit secol XV Descoperit: jud. Suceava, com. Dolhasca, Probota, Biserica veche Material: lut | Buton ornamental triunghiular, cu laturile ușor concave și având în centru o proeminență tronconică. | Complexul Muzeal Bucovina, Suceava       | Cimec    |
|      | Buton triunghiular                                 | Datare: sfârșit secol XV Descoperit: jud. Suceava, com. Dolhasca, Probota, Biserica veche Material: lut | Buton ornamental triunghiular, cu laturile ușor concave și având în centru o proeminență tronconică. | Complexul Muzeal Bucovina, Suceava       | Cimec    |
|      | Știubei                                            | Datare: secolul IV a Hr. Descoperit: Voronovița Material: silex, cioplire, șlefuire | Silex alb-vinețiu; păstrează urme de cioplituri; se păstrează partea dinspre muchie. | Complexul Muzeal Bucovina, Suceava       | Cimec    |
|      | Știubei                                            | Datare: secolul IV a Hr. Descoperit: jud. Suceava, Suceava, Spitalul Nou Material: silex, cioplire, șlefuire | Silex alb-cenușiu; păstrează urme de cioplituri în zona proximală și pe canturi; este șlefuit în zona tăișului; are urme de utilizare la tăiș (știrbituri); muchia ușor arcuită; tăișul aproximativ drept; forma trapezoidală. | Complexul Muzeal Bucovina, Suceava       | Cimec    |
|      | Știubei                                            | Datare: secolul IV a Hr. Material: silex, cioplire, șlefuire | Silex alb-vinețiu; păstrează urme de cioplituri în zona proximală și pe canturi; este șlefuit în zona tăișului; are urme de utilizare la tăiș (știrbituri); muchia îngustă; tăișul arcuit; forma trapezoidală. | Complexul Muzeal Bucovina, Suceava       | Cimec    |
|      | Cuțit - lamă                                       | Datare: secolul IX Descoperit: jud. Suceava, com. Zvoriștea, POIANA, În Huci la Fedcu Material: fier | Lamă de cuțit, atipică. | Complexul Muzeal Bucovina, Suceava       | Cimec    |
|      | Cuțit - lamă                                       | Datare: secolul IX Descoperit: jud. Suceava, com. Zvoriștea, POIANA, În Huci la Fedcu Material: fier | Lamă de cuțit, atipică. | Complexul Muzeal Bucovina, Suceava       | Cimec    |
|      | Știubei                                            | Datare: secolul IV a Hr Descoperit: jud. Suceava, com. Preutești, BASARABI Material: silex, cioplire, șlefuire | Silex alb-cenușiu; șlefuit; păstrează urme de cioplituri pe canturi; are urme de utilizare la tăiș (știrbituri); muchia îngustă, tăișul ușor arcuit; forma trapezoidală. | Complexul Muzeal Bucovina, Suceava       | Cimec    |
|      | Sirenă bicaudată                                   | Datare: sfârșit secol XV Descoperit: jud. Suceava, com. Dolhasca, Probota, Biserica veche Material: lut | Disc ornamental, circular, decorat în câmp cu Sirena bicaudată, personaj fantastic cu trup de om, cap încoronat și având în loc de picioare doi pești. | Complexul Muzeal Bucovina, Suceava       | Cimec    |
|      | Disc ornamental                                    | Datare: sfârșit secol XIV Descoperit: jud. Suceava, com. Moara, VORNICENII MARI - Tulova, La Mănăstire Material: lut | Disc ornamental, circular, cu marginea lată, simplă, având în centru o proeminență tronconică; picior de montare cilindric, plin. | Complexul Muzeal Bucovina, Suceava       | Cimec    |
|      | Disc ornamental                                    | Datare: sfârșit secol XIV Descoperit: jud. Suceava, com. Moara, VORNICENII MARI - TULOVA, La Mănăstire Material: lut | Disc ornamental, circular, cu marginea lată, simplă, având în centru o proeminență tronconică; picior de montare cilindric, plin. | Complexul Muzeal Bucovina, Suceava       | Cimec    |
|      | Cuțit - lamă                                       | Datare: sec. IX Descoperit: jud. Suceava, com. Zvoriștea, POIANA, În Huci la Fedcu Material: fier | Lamă de cuțit, din fier, ușor arcuită. | Complexul Muzeal Bucovina, Suceava       | Cimec    |
|      | Cuțit - lamă                                       | Datare: secolul IX Descoperit: jud. Suceava, com. Zvoriștea, POIANA, În Huci la Fedcu Material: fier | Lamă de cuțit, cu peduncul. | Complexul Muzeal Bucovina, Suceava       | Cimec    |
|      | Balauri                                            | Datare: sfârșitul secolului XV Descoperit: jud. Suceava, Suceava Material: lut | Disc ornamentat circular, decorat cu doi balauri, cu capetele încleștate în luptă. | Complexul Muzeal Bucovina, Suceava       | Cimec    |
|      | Buton triunghiular                                 | Datare: a doua jumătate a secolului XV Descoperit: jud. Suceava, Suceava, Cetatea de Scaun Material: lut | Buton ornamental triunghiular, cu laturile convexe, având în centru o proeminență conică. | Complexul Muzeal Bucovina, Suceava       | Cimec    |
|      | Buton triunghiular                                 | Datare: a doua jumătate a secolului XV Descoperit: jud. Suceava, Suceava, Cetatea de Scaun Material: lut | Buton ornamental triunghiular, cu laturile convexe, având în centru o proeminență conică. | Complexul Muzeal Bucovina, Suceava       | Cimec    |
|      | Disc ornamental                                    | Datare: sfârșit secol XIV Descoperit: jud. Suceava, com. Moara, VORNICENII MARI, La Mănăstire Material: lut | Disc ornamental circular, cu marginea lată, simplă, având în centru o proeminență tronconică; picior de montare cilindric, plin. | Complexul Muzeal Bucovina, Suceava       | Cimec    |
|      | Buton triunghiular                                 | Datare: sfârșit secol XV Descoperit: jud. Suceava, com. Dolhasca, Probota, Biserica veche Material: lut | Buton ornamental triunghiular, cu laturile ușor concave și având în centru o proeminență tronconică. | Complexul Muzeal Bucovina, Suceava       | Cimec    |
|      | Buton triunghiular                                 | Datare: sfârșit secol XV Descoperit: jud. Suceava, com. Dolhasca, Probota, Biserica veche Material: lut | Buton ornamental triunghiular, cu laturile ușor concave și având în centru o proeminență tronconică. | Complexul Muzeal Bucovina, Suceava       | Cimec    |
|      | Buton dreptunghiular                               | Datare: a doua jumătate a secolului XV Descoperit: jud. Suceava, Suceava Material: lut | Buton ornamental triunghiular, cu laturile convexe, având în centru o proeminență conică. | Complexul Muzeal Bucovina, Suceava       | Cimec    |
|      | Leu rampant                                        | Datare: sfârșitul secolului XV Descoperit: jud. Iași, Iași, Biserica Sfântul Nicolae domnesc Material: lut | Disc circular; picior de montare cilindric. În câmp a fost figurat un leu rampant, având corpul foarte suplu și ghiare exagerat de mari. | Complexul Muzeal Bucovina, Suceava       | Cimec    |
|      | Buton triunghiular                                 | Datare: sfârșit secol XV Descoperit: jud. Suceava, com. Dolhasca, Probota, Biserica veche Material: lut | Buton ornamental triunghiular, cu laturile ușor concave și având în centru o proeminență tronconică. | Complexul Muzeal Bucovina, Suceava       | Cimec    |
|      | Manticora                                          | Datare: sfârșit secol XV Descoperit: jud. Suceava, com. Dolhasca, Probota, Biserica veche Material: lut | Disc ornamental circular, decorat în câmp cu Manticora, personaj fantastic, cu trup de taur înaripat și cap de om, purtând coroană cu cinci fleuroni. | Complexul Muzeal Bucovina, Suceava       | Cimec    |
|      | Stema Moldovei                                     | Datare: sfârșit secol XV Descoperit: jud. Suceava, com. Dolhasca, Probota, Biserica veche Material: lut | Disc ornamental circular, decorat în câmp cu cap de bour cu gât conturnat, având în partea dreaptă înger pseudotenant. | Complexul Muzeal Bucovina, Suceava       | Cimec    |
|      | Buton triunghiular                                 | Datare: sfârșit secol XV Descoperit: jud. Suceava, com. Dolhasca, Probota, Biserica veche Material: lut | Buton ornamental triunghiular, cu laturile ușor concave și având în centru o proeminență tronconică. | Complexul Muzeal Bucovina, Suceava       | Cimec    |
|      | Buton triunghiular                                 | Datare: sfârșit secol XV Descoperit: jud. Suceava, com. Dolhasca, Probota, Biserica veche Material: lut | Buton ornamental triunghiular, cu laturile ușor concave și având în centru o proeminență tronconică. | Complexul Muzeal Bucovina, Suceava       | Cimec    |
|      | Buton triunghiular                                 | Datare: sfârșit secol XV Descoperit: jud. Suceava, com. Dolhasca, Probota, Biserica veche Material: lut | Buton ornamental triunghiular, cu laturile ușor concave și având în centru o proeminență tronconică. | Complexul Muzeal Bucovina, Suceava       | Cimec    |
|      | Buton triunghiular                                 | Datare: sfârșit secol XV Descoperit: jud. Suceava, com. Dolhasca, Probota, Biserica veche Material: lut | Buton ornamental triunghiular, cu laturile ușor concave și având în centru o proeminență tronconică. | Complexul Muzeal Bucovina, Suceava       | Cimec    |
|      | Floare ornamentală                                 | Datare: sfârșit secol XIV Descoperit: jud. Suceava, com. Moara, VORNICENII MARI - TULOVA Material: lut | Obiect de ceramică, ornamental, în formă de cilindru, cu marginile cvadrilobate, aspectul general este de floare cu patru petale. | Complexul Muzeal Bucovina, Suceava       | Cimec    |
|      | Buton triunghiular                                 | Datare: a doua jumătate a secolului XV Descoperit: jud. Suceava, Suceava, Cetatea de Scaun Material: lut | Buton ornamental triunghiular, având în centru o proeminență conică. | Complexul Muzeal Bucovina, Suceava       | Cimec    |
|      | Disc ornamental                                    | Datare: sfârșit secol XIV Descoperit: jud. Suceava, com. Moara, VORNICENII MARI - TULOVA, La Mănăstire Material: lut | Disc ornamental, circular, cu marginea lată, simplă, având în centru o proeminență tronconică; picior de montare cilindric, plin. | Complexul Muzeal Bucovina, Suceava       | Cimec    |
|      | Lamă de silex                                      | Datare: sec. IV a Hr. Descoperit: Modus Material: silex, cioplire, șlefuire | Silex alb-cenușiu; șlefuit; are urme de cioplituri în zona proximală și pe canturi; este șlefuit în zona tăișului; are urme de utilizare la tăiș (știrbituri); muchia îngustă, tăișul ușor arcuit; forma trapezoidală. | Complexul Muzeal Bucovina, Suceava       | Cimec    |
|      | Știubei                                            | Datare: sec. IV a Hr Descoperit: Voronovița Material: silex, cioplire, șlefuire | Silex gălbui; păstrează urme de cioplituri pe corp și pe canturi; este șlefuit în zona tăișului; are urme de utilizare la tăiș (știrbituri); muchia dreaptă, îngustă; tăișul arcuit cu urme de utilizare (știrbituri); forma trapezoidală. | Complexul Muzeal Bucovina, Suceava       | Cimec    |
|      | Știubei                                            | Datare: sec. IV a Hr Descoperit: Voronovița Material: silex, cioplire, șlefuire | Silex alb-vinețiu; patinat pe o latură; păstrează urme de cioplituri în zona proximală și pe canturi; este șlefuit în zona tăișului; are urme de utilizare la tăiș (știrbituri); muchia îngustă; tăișul aproximativ drept; forma trapezoidală. | Complexul Muzeal Bucovina, Suceava       | Cimec    |
|      | Buton triunghiular                                 | Datare: sfârșit secol XV Descoperit: jud. Suceava, com. Dolhasca, Probota, Biserica veche Material: lut | Buton ornamental triunghiular, cu laturile ușor concave și având în centru o proeminență tronconică. | Complexul Muzeal Bucovina, Suceava       | Cimec    |
|      | Buton triunghiular                                 | Datare: sfârșit secol XV Descoperit: jud. Suceava, com. Dolhasca, Probota, Biserica veche Material: lut | Buton ornamental, triunghiular, cu laturile ușor concave și având în centru o proeminență tronconică. | Complexul Muzeal Bucovina, Suceava       | Cimec    |
|      | Buton triunghiular                                 | Datare: sfârșit secol XV Descoperit: jud. Suceava, com. Dolhasca, Probota, Biserica veche Material: lut | Buton ornamental triunghiular, cu laturile ușor concave și având în centru o proeminență tronconică. | Complexul Muzeal Bucovina, Suceava       | Cimec    |
|      | Buton triunghiular                                 | Datare: sfârșit secol XV Descoperit: jud. Suceava, com. Dolhasca, Probota, Biserica veche Material: lut | Buton ornamental triunghiular, cu laturile ușor concave și având în centru o proeminență tronconică. | Complexul Muzeal Bucovina, Suceava       | Cimec    |
|      | Engolpion kievean                                  | Datare: secolele XIII-XIV (post 1240) Descoperit: jud. Suceava, Suceava, str. Mirăuți nr. 13 Material: bronz | Cruce relicvar, realizată din două jumătăți egale, cu extremitățile rotunjite, la capetele verticale două urechiușe de prindere. Pe o jumătate este înfățișat Iisus Hristos răstignit, flancat la extremități de medalioane cu busturile unor sfinți. Pe revers este reprezentat Sf. Arhanghel Sinail cu un sceptru în mâna dreaptă, iar în medalioanele laterale patru figuri de sfinți. | Complexul Muzeal Bucovina, Suceava       | Cimec    |
|      | Seceră                                             | Datare: secolul IX Descoperit: jud. Suceava, com. Zvoriștea, POIANA, În Huci la Fedcu Material: fier | Seceră cu vârful distrus, cu arcuire puternică și peduncul terminat prin lățire. | Complexul Muzeal Bucovina, Suceava       | Cimec    |
|      | Ancoriță                                           | Datare: secolele VIII-IX Descoperit: jud. Suceava, com. Zvoriștea, POIANA, În Huci la Fedcu Material: fier | Ancoriță, pentru prinderea torții găleților din lemn. | Complexul Muzeal Bucovina, Suceava       | Cimec    |
|      | Engolpion sirian                                   | Datare: secolul XIV Descoperit: jud. Suceava, Suceava, Șipot Material: bronz | Cruce relicvar, din care se păstrează doar o față, extremitățile brațelor sunt drepte și ușor lățite. În plan central este reprezentată Sf. Fecioară Maria Orantă, iar deasupra ei literele CTΔ | Complexul Muzeal Bucovina, Suceava       | Cimec    |
|      | Verigă deschisă                                    | Datare: 1/2 mil. V a Hr Descoperit: jud. Botoșani, com. Darabani, Lișmănița Material: aramă | Elaborată în tipar închis, cu suprafață de separație (bivalv); pe margini conservă bavura de la turnare; pe corp, păstrează rugozități de la turnare; forma ovală; a fost descoperit împreună cu un topor-ciocan de tip Vidra. | Complexul Muzeal Bucovina, Suceava       | Cimec    |
|      | Aplică                                             | Datare: secolul XIV Descoperit: jud. Suceava, Suceava, Curtea Domnească B Material: argint? | Piesă de formă concav-convexă, în interior, un picior de fixare. | Complexul Muzeal Bucovina, Suceava       | Cimec    |
|      | Floare ornamentală                                 | Datare: sfârșit secol XIV Descoperit: jud. Suceava, com. Moara, VORNICENII MARI - TULOVA Material: lut | Obiect de ceramică, ornamental, în formă de cilindru, cu marginile cvadrilobate, aspectul general este de floare cu patru petale. | Complexul Muzeal Bucovina, Suceava       | Cimec    |
|      | Floare ornamentală                                 | Datare: sfârșit secol XIV Descoperit: jud. Suceava, com. Moara, VORNICENII MARI - TULOVA, La Mănăstire Material: lut | Obiect de ceramică, ornamental, în formă de cilindru cu marginile cvadrilobate, aspectul general este de floare cu patru petale. | Complexul Muzeal Bucovina, Suceava       | Cimec    |
|      | Disc ornamental                                    | Datare: sfârșit secol XIV Descoperit: jud. Suceava, com. Moara, VORNICENII MARI - TULOVA, La Mănăstire Material: lut | Disc ornamental circular, cu marginea lată, simplă, având în centru o proeminență tronconică; picior de montare cilindric, plin. | Complexul Muzeal Bucovina, Suceava       | Cimec    |
|      | Disc ornamental                                    | Datare: sfârșit secol XIV Descoperit: jud. Suceava, com. Moara, VORNICENII MARI - TULOVA, La Mănăstire Material: lut | Disc ornamental circular, cu marginea lată, simplă, având în centru o proeminență tronconică; picior de montare cilindric, plin. | Complexul Muzeal Bucovina, Suceava       | Cimec    |
|      | Disc ornamental                                    | Datare: sfârșit secol XIV Descoperit: jud. Suceava, com. Moara, VORNICENII MARI - TULOVA, La Mănăstire Material: lut | Disc ornamental circular, cu marginea lată, simplă, având în centru o proeminență tronconică; picior de montare cilindric, plin. | Complexul Muzeal Bucovina, Suceava       | Cimec    |
|      | Disc ornamental                                    | Datare: sfârșit secol XIV Descoperit: jud. Suceava, com. Moara, VORNICENII MARI - TULOVA, La Mănăstire Material: lut | Disc ornamental circular, cu marginea lată, simplă, având în centru o proeminență tronconică; picior de montare cilindric, plin. | Complexul Muzeal Bucovina, Suceava       | Cimec    |
|      | Disc ornamental                                    | Datare: sfârșit secol XIV Descoperit: jud. Suceava, com. Moara, VORNICENII MARI - TULOVA Material: lut | Disc ornamental circular, cu marginea lată, simplă, având în centru o proeminență tronconică; picior de montare cilindric, plin. | Complexul Muzeal Bucovina, Suceava       | Cimec    |
|      | Statuetă                                           | Datare: mileniul IV a.Chr. Descoperit: jud. Suceava, com. Adâncata, Fetești, La Schit Material: lut; modelare cu mâna; ardere oxidantă | Pastă fină de culoare cărămizie-crem; capul discoidal, cu șase perforații, amplasate câte trei pe fiecare latură, nasul „en bec d'oiseau”, brațele sunt sugerate prin două amorse perforate; sânii sunt marcați prin două pastile „trase” din pastă; la gât sunt incizate șase linii circulare; pe torace sunt linii semicirculare, la șold sunt două linii circulare; păstrează un fragment de linie ce indică triunghiul inghinal, este ruptă de la bazin; poziția „în picioare”.                                     | Universitatea „Ștefan cel Mare”, Suceava | Cimec    |
|      | Statuetă                                           | Datare: mileniul IV a.Chr. Descoperit: jud. Suceava, com. Adâncata, Fetești, La Schit Material: lut; modelare cu mâna; ardere oxidantă | Pastă fină de culoare maronie; capul are botul ascuțit, coarnele arcuite în față, cel din dreapta este rupt recent; coada reliefată, picioarele sunt scurte, conice; ars secundar. | Universitatea „Ștefan cel Mare”, Suceava | Cimec    |
|      | Coif suedez                                        | Datare: prima jumătate a sec. XXXIX - XXXV a.Chr. Descoperit: ȘIPENIȚ Material: lut | Capac din pastă fină, culoare roșie; pictat cu negru pe fondul crem; fundul albiat, margine evazată; decor format din ove cu benzi de linii verticale paralele, interspații alcătuite din cercuri rezervate și linii pictate cu negru; linii orizontale marginesc registrul pictat. | Complexul Muzeal Bucovina, Suceava       | Cimec    |
|      | Pahar                                              | Datare: prima jumătate a sec. XXXIX - XXXV a.Chr. Material: Lut | Pahar din pastă fină, culoare roșie-cărămizie, gură evazată, umăr carenat, fundul îngust ușor albiat, pictat cu negru stilul 3. Ornamentele constau din linii orizontale, benzi de linii verticale, benzi de puncte oblice. | Complexul Muzeal Bucovina, Suceava       | Cimec    |
|      | Strachină                                          | Datare: prima jumătate a sec. XXXIX - XXXV a.Chr. Descoperit: Șipeniț Material: Lut | Strachină din pastă fină, culoare roșie; formă tronconică; marginea trasă ușor în interior; pictat cu negru, stilul 3, decor format din linii orizontale și unghiulare. | Complexul Muzeal Bucovina, Suceava       | Cimec    |
|      | Coif suedez                                        | Datare: prima jumătate a sec. XXXIX - XXXIX a.Chr. Descoperit: Șipeniț Material: lut | Capac din pastă fină de culoare roșie, margine evazată, fundul albiat, pictat cu negru și roșu, stilul 3, decor alcătuit din semiove cu benzi de linii în interior; benzi de linii semicirculare, benzi de linii orizontale, spiral cu ochi. | Complexul Muzeal Bucovina, Suceava       | Cimec    |
|      | Statuetă                                           | Datare: prima jumătate a sec. XXXXIV - XXXXII a.Chr. Descoperit: , com. Trușești, Trușești, Țuguieta Material: lut | Statuetă antropomorfă din pastă fină, culoare cărămizie; capul redat schematic; două amorse laterale; decor incizat; triunghiuri, romburi, linii paralele; poziția șezând. | Complexul Muzeal Bucovina, Suceava       | Cimec    |
|      | Protomă zoomorfă                                   | Datare: sec. XXXXVI - XXXV a.Chr. Material: lut | Protomă din pastă fină, culoare crem-cărămizie; cornul din stânga lipsește; botul ascuțit; ochii sunt marcați printr-o perforație orizontală. | Complexul Muzeal Bucovina, Suceava       | Cimec    |
|      | Fusaiolă                                           | Descoperit: Zamcesko Material: lut | Fusaiolă din pastă fină, culoare maronie-cărămizie; piriformă; perforație verticală; baza plată. | Complexul Muzeal Bucovina, Suceava       | Cimec    |
|      | Fusaiolă                                           | Descoperit: Darabani (?) Zamcesko, Ucraina Material: lut | Fusaiolă din pastă semifină, culoare gri-cenușie; silex pisat folosit ca degresant; perforație verticală; patru benzi cruciforme din puncte imprimate pe o latură. | Complexul Muzeal Bucovina, Suceava       | Cimec    |
|      | Fusaiolă                                           | Descoperit: Darabani - Zamcesko(?) Material: lut | Fusaiolă din pastă fină, culoare maronie; decor punctat; linii din puncte, dispuse radiar pe o latură; perforație verticală. | Complexul Muzeal Bucovina, Suceava       | Cimec    |
|      | Fusaiolă                                           | Descoperit: Darabani Material: lut | Fusaiolă din pastă grosieră, culoare cărămizie, silex pisat amestecat în pastă, perforație verticală, linii incizate vertical pe diametrul maxim. | Complexul Muzeal Bucovina, Suceava       | Cimec    |
|      | Fusaiolă                                           | Descoperit: Darabani Zamcesko Material: lut | Fusaiolă din pastă semifină neagră-cenușie; perforație pe verticală; decor incizat; linii punctate. | Complexul Muzeal Bucovina, Suceava       | Cimec    |
|      | Topor                                              | Datare: sec. XXXV - XXXII a.Chr. Material: silex | Topor din silex alb-vinețiu; urme de cioplire pe cornul piesei; șlefuit în zona distală; urme de folosire evidente la tăiș; forma trapezoidală. | Complexul Muzeal Bucovina, Suceava       | Cimec    |
|      | Topor                                              | Datare: sec. XXXV - XXXII a.Chr. Material: silex | Topor de silex de culoare albă; urme de cioplire pe tot corpul piesei; muchia dreaptă; urme de folosire la tăiș. | Complexul Muzeal Bucovina, Suceava       | Cimec    |
|      | Topor                                              | Datare: sec. XXXV - XXXII a.Chr. Material: silex | Topor din silex cenușiu-albicios; formă trapezoidală; urme de cioplire în zona proximală; muchia dreaptă, tăișul arcuit ușor; păstrează urme de utilizare; este șlefuit în zona distală. | Complexul Muzeal Bucovina, Suceava       | Cimec    |
|      | Topor                                              | Datare: sec. XXXV - XXXII a.Chr. Material: silex | Topor de formă trapezoidală; urme de cioplire pe trei sferturi de corp; muchia oblică, tăișul ascuțit; piesa este șlefuită în zona distală; urme de folosire pe tăiș. | Complexul Muzeal Bucovina, Suceava       | Cimec    |
|      | Topor                                              | Datare: sec. XXXV - XXXII a.Chr. Material: silex | Topor din silex negru-cenușiu; muchia oblică; tăișul ușor arcuit; urme de cioplire evidente pe corp; șlefuit în zona distală. | Complexul Muzeal Bucovina, Suceava       | Cimec    |
|      | Topor                                              | Datare: sec. XXXV - XXXII a.Chr. Descoperit: , com. Preutești, Preutești Material: silex | Topor din silex alb-vinețiu; muchia dreaptă; tăișul ușor arcuit; urme de utilizare la tăiș; șlefuit pe întrega suprafață; formă trapezoidală. | Complexul Muzeal Bucovina, Suceava       | Cimec    |
|      | Topor                                              | Datare: sec. XXXV - XXXII a.Chr. Descoperit: , com. Dragomirna, Mitocul Dragomirnei Material: silex | Topor din silex alb-vinețiu; forma trapezoidală; muchia arcuită; urme de cioplire pe corp; șlefuit în zona distală; tăișul arcuit păstrază urme de folosire. | Complexul Muzeal Bucovina, Suceava       | Cimec    |
|      | Topor                                              | Datare: sec. XXXV - XXXII a.Chr. Descoperit: Darabani Material: silex | Topor din silex cenușiu-maroniu; muchia dreaptă; tăișul ușor arcuit; urme de cioplire; șlefuit pe aproape tot corpul; câteva știrbituri la tăiș; formă trapezoidală. | Complexul Muzeal Bucovina, Suceava       | Cimec    |
|      | Topor                                              | Datare: sec XXXV - XXXII a.Chr. Descoperit: , com. Ipotești, Ipotești Material: silex | Topor din silex cenușiu-albicios; formă trapezoidală; muchia rotunjită; urme de cioplire pe corp; tăișul evazat, cu urme de folosire; zona distală este șlefuită. | Complexul Muzeal Bucovina, Suceava       | Cimec    |
|      | Topor                                              | Datare: sec. XXXV - XXXII a.Chr. Descoperit: , com. Șcheia, Șcheia, "Terasa CFR" Material: silex | Topor din silex cenușiu-albicios; urme de cioplire pe corp; șlefuit pe aproape întreaga suprafață; urme evidente de utilizare la muchie și tăiș; muchia degradată de la utilizare. | Complexul Muzeal Bucovina, Suceava       | Cimec    |
|      | Topor                                              | Datare: sec. XXXV - XXXII a.Chr. Descoperit: , com. Horodniceni, Mihăiești Material: silex | Topor din silex negru; urme de cioplire pe suprafață; șlefuit în zona distală; muchia rotunjită; urme de folosire la tăiș. | Complexul Muzeal Bucovina, Suceava       | Cimec    |
|      | Topor                                              | Datare: sec. XXXV - XXXII a.Chr. Descoperit: , com. Forăști, Țolești Material: silex | Topor din silex cenușiu-albicios cu striații; șlefuit pe întreaga suprafață; urme de cioplire pe corp; tăișul distrus prin utilizare, formă trapezoidală. | Complexul Muzeal Bucovina, Suceava       | Cimec    |
|      | Topor                                              | Datare: sec. XXXV - XXXII a.Chr. Descoperit: , com. Forăști, Țolești Material: silex | Topor din silex albicios, șlefuit pe întreaga suprafață; câteva urme de cioplire pe suprafață; știrbituri la tăiș, forma trapezoidală. | Complexul Muzeal Bucovina, Suceava       | Cimec    |
|      | Topor                                              | Datare: sec. XXXV - XXXII a.Chr. Descoperit: , com. Dumbrăveni, Bursuceni Material: silex | Topor din silex de culoare albă; muchia îngustă; urme de cioplire pe corp; șlefuit în zonă distală; urme de utilizare evidente pe muchie. | Complexul Muzeal Bucovina, Suceava       | Cimec    |
|      | Străpungător                                       | Datare: sec. XXXV - XXXII a.Chr. Descoperit: , com. Dumbrăveni, Dumbrăveni, "Malul Siret" Material: silex | Străpungător din silex gri-albicios; muchia oblică; vârful rupt; urme de cioplire pe întreaga suprafață; forma triunghiulară. | Complexul Muzeal Bucovina, Suceava       | Cimec    |
|      | Daltă                                              | Datare: sec. XXXV - XXXII a.Chr. Descoperit: , com. Liteni, Liteni Material: silex | Daltă din silex cenușiu; talon drept; urme evidente de cioplire; partea distală este șlefuită; tăișul are urme de utilizare, muchia dreaptă. | Complexul Muzeal Bucovina, Suceava       | Cimec    |
|      | Daltă                                              | Datare: sec. XXXV - XXXII a.Chr. Descoperit: , com. Liteni, Liteni Material: silex | Daltă din silex cenușiu; muchia dreaptă; urme de cioplire în zona proximală; șlefuită pe trei sferturi din corp; tăișul are urme de folosire. | Complexul Muzeal Bucovina, Suceava       | Cimec    |
|      | Topor                                              | Datare: sec. XXXV - XXXII a.Chr. Descoperit: , com. Adâncata, Adâncata Material: silex | Topor din silex alb; șlefuit pe întreaga suprafață; urme de cioplire; urme de utilizare la tăiș; forma trapezoidală. | Complexul Muzeal Bucovina, Suceava       | Cimec    |
|      | Topor                                              | Datare: sec. XXXV - XXXII a.Chr. Descoperit: , com. Udești, Udești Material: silex | Topor din silex cenușiu-albicios, formă trapezoidală; muchia dreaptă, tăișul ușor arcuit; puține urme de cioplire, șlefuit pe întreaga suprafață; tăișul păstrează urme de utilizare. | Complexul Muzeal Bucovina, Suceava       | Cimec    |
|      | Topor                                              | Datare: sec. XXXV - XXXII a.Chr. Descoperit: , com. Adâncata, Berești, "Dolia cea Mare" Material: silex | Topor din silex alb-vinețiu; forma trapezoidală; tăișul arcuit are câteva urme de folosire; urme de cioplire pe corp; șlefuit în zona distală. | Complexul Muzeal Bucovina, Suceava       | Cimec    |
|      | Topor-ciocan                                       | Datare: sec. XXX - XII a.Chr. Material: andezit | Topor de formă pentagonală; muchia dreaptă; perforat aproximativ în centru; gaura tronconică; tăișul are urme de folosire; desprinderi de material pe suprafață. | Complexul Muzeal Bucovina, Suceava       | Cimec    |
|      | Topor-ciocan                                       | Datare: sec. XXX - XII a.Chr. Material: granit | Topor cu formă pentagonală; muchia dreaptă; perforat în jumătatea superioară; gaura tronconică; tăișul drept, colțurile ușor arcuite; șlefuit pe întreaga suprafață. | Complexul Muzeal Bucovina, Suceava       | Cimec    |
|      | Topor-ciocan                                       | Datare: sec. XXX - XII a.Chr. Descoperit: , com. Horodniceni, Mihăilești Material: granit | Topor cu muchia plată, cu urme de folosire; perforație tronconică amplasată în jumătatea superioară; canturile rotunjite, tăișul îngust cu urme de utilizare; desprindere de material, de la utilizare, pe latura interioară, în zona proximală. | Complexul Muzeal Bucovina, Suceava       | Cimec    |
|      | Topor-ciocan                                       | Datare: sec. XXX - XII a.Chr. Descoperit: , com. Udești, Plăvălari, "Dealul Popii" Material: granit | Topor cu muchia dreaptă; perforat central; gaura tronconică; tăișul ușor arcuit, cu urme de folosire; latura interioară este ușor albiată. | Complexul Muzeal Bucovina, Suceava       | Cimec    |
|      | Topor-ciocan                                       | Datare: sec XXX - XII a.Chr. Descoperit: , com. Adâncata, Adâncata Material: dacit | Topor cu muchia cilindrică, umerii evidenți; perforat în jumătatea superioară; tăișul ușor rotunjit, urme de folosire la tăiș și muchie; în zona distală, pe ambele laturi, are nervuri care redau bavuri. | Complexul Muzeal Bucovina, Suceava       | Cimec    |
|      | Topor-ciocan                                       | Datare: sec. XXX - XII a.Chr. Descoperit: , com. Todirești, Todirești Material: granodiorit | Topor cu muchia cilindrică; corpul drept, neperforat; tăișul evazat are urme de utilizare. | Complexul Muzeal Bucovina, Suceava       | Cimec    |
|      | Topor-ciocan                                       | Datare: sec.XXX - XII a.Chr. Descoperit: , com. Mănăstioara, Mănăstioara, "La Curte" Material: granit | Topor cu muchia ușor arcuită; tăișul nu depășește laturile; perforat în jumătatea superioară; gaura tronconică; șlefuit pe întreaga suprafață; știrbituri la tăiș; forma masivă, cu cinci laturi; muchia îngustă. | Complexul Muzeal Bucovina, Suceava       | Cimec    |
|      | Topor-ciocan                                       | Datare: sec. XXX - XII a.Chr. Descoperit: , com. Horodniceni, Mihăiești, Poieni Material: andezit | Topor din andezit cenușiu-maroniu; ceafa scurtă, cilindrică; muchia ovală cu urme de folosire; gaură tronconică perforată central; tăișul ușor arcuit, cu urme de utilizare; umerii proeminenți; profilul longitudinal este curbat. | Complexul Muzeal Bucovina, Suceava       | Cimec    |
|      | Cosor                                              | Datare: sec.X XX - XII a.Chr. Descoperit: , com. Dumbrăveni, Dumbrăveni Material: silex | Cosor din silex cenușiu-negru; talon oblic, ușor rotunjit; cortex pe talon; curbat spre interior; retușe drepte și oblice pe ambele tăișuri. | Complexul Muzeal Bucovina, Suceava       | Cimec    |
|      | Ceașcă cu două toarte                              | Datare: sec. XIV - XIII a.Chr. Descoperit: , com. Botoșana, Botoșana, Dealul Crucii Material: lut | Ceașcă de tipul cu două torți supraînălțate, lucrată din pastă negricioasă, ardere reducătoare, torțile sunt de tipul "cu creastă". | Complexul Muzeal Bucovina, Suceava       | Cimec    |
|      | Ceașcă cu două toarte                              | Datare: sec. XIV - XIII a.Chr. Descoperit: , com. Botoșana, Botoșana, Dealul Crucii Material: lut | Ceașcă de tipul cu două torți supraînălțate de tipul cu creastă; pastă brun-cărămizie; pe gât este decorată cu două linii incizate, paralele, sub acestea, pe umărul vasului, sunt dispuse grupe a câte două linii incizate, așezate în unghi; fundul este drept. | Complexul Muzeal Bucovina, Suceava       | Cimec    |
|      | Vas miniatural                                     | Datare: sec. XX - XVIII a.Chr. Descoperit: , com. Adâncata, Adâncata, Imaș Material: lut | Vas miniatural, realizat din pastă fină, cenușiu-cărămizie, de formă tronconică. | Complexul Muzeal Bucovina, Suceava       | Cimec    |
|      | Car - roată                                        | Datare: sec. XX - XVIII a.Chr. Descoperit: , com. Adâncata, Adâncata, Imaș Material: lut | Roată de car din lut lucrată din pastă brun-cenușie, cu silex/silicolit pisat în compoziție; piesa este întreagă și prezintă urme de ardere secundară; are o formă circulară plată. | Complexul Muzeal Bucovina, Suceava       | Cimec    |
|      | Car - roată                                        | Datare: sec.XX - XVIII a.Chr. Descoperit: , com. Adâncata, Adâncata, Imaș Material: lut | Roată de car din lut lucrată din pastă de culoare brun-cărămizie, cu urme de silex/silicolit pisat în pastă; are o formă circulară, plată. | Complexul Muzeal Bucovina, Suceava       | Cimec    |
|      | Pahar                                              | Datare: sec. XX - XVIII a.Chr. Descoperit: , com. Adâncata, Adâncata, Imaș Material: lut | Pahar lucrat din pastă fină, de culoare cărămizie, cu umărul arcuit; gâtul a fost decorat cu linii paralele realizate din puncte incizate, fundul este îngust. | Complexul Muzeal Bucovina, Suceava       | Cimec    |
|      | Pahar                                              | Datare: sec. XX - XVIII a.Chr. Descoperit: , com. Adâncata, Adâncata, Imaș Material: lut | Paharul a fost lucrat dintr-o pastă friabilă cu cioburi pisate, umărul este arcuit, buza ușor evazată, fundul prezintă o mică scobitură, fiind inelar. | Complexul Muzeal Bucovina, Suceava       | Cimec    |
|      | Vas tronconic                                      | Datare: sec. XX - XVIII a.Chr. Descoperit: , com. Adâncata, Adâncata, Imaș Material: lut | Vas tronconic lucrat din pastă friabilă, de culoare brun-cărămizie, cu urme de ardere secundară, cioburi pisate și calcar pisat în compoziție, fundul este drept, iar marginea buzei este rotunjită. | Complexul Muzeal Bucovina, Suceava       | Cimec    |
|      | Ceașcă cu două toarte                              | Datare: sec. XX - XVIII a.Chr. Descoperit: , com. Adâncata, Adâncata, Imaș Material: lut | Ceașcă cu două torți supraînalțate, umărul evazat, fundul drept, marginea buzei este decorată cu o bandă formată din două linii paralele incizate, umplută cu linii oblice incizate; pe toartă au fost incizate două romburi orizontale, hașurate; pe umărul vasului a fost realizată o bandă hașurată, în care au fost dispuse serii de triunghiuri hașurate, afrontate. | Complexul Muzeal Bucovina, Suceava       | Cimec    |
|      | Vârf de săgeată                                    | Datare: sec. XX - XVIII a.Chr. Descoperit: , com. Adâncata, Adâncata, Imaș Material: silex | Vârf de săgeată prelucrat din silex cenușiu, cu baza concavă; prezintă retușe marginale; provine dintr-un grup de șase săgeți, descoperite în mormântul central al T 1. | Complexul Muzeal Bucovina, Suceava       | Cimec    |
|      | Vârf de săgeată                                    | Datare: sec. XX - XVIII a.Chr. Descoperit: , com. Adâncata, Adâncata, Imaș Material: silex | Vârf de săgeată cu baza concavă, prelucrat din silex cenușiu; prezintă retușe marginale; provine dintr-un grup de șase săgeți descoperite în mormântul central al T 1. | Complexul Muzeal Bucovina, Suceava       | Cimec    |
|      | Vârf de săgeată                                    | Datare: sec. XX - XVIII a.Chr. Descoperit: , com. Adâncata, Adâncata, Imaș Material: silex | Vârf de săgeată din silex cu baza concavă, prelucrat din silex cenușiu închis; are marginile retușate; provine dintr-un grup de șase săgeți, descoperite în mormântul central al T 1. | Complexul Muzeal Bucovina, Suceava       | Cimec    |
|      | Vârf de săgeată                                    | Datare: sec. XX - XVIII a.Chr. Descoperit: , com. Adâncata, Adâncata, Imaș Material: silex | Vârf de săgeată, din silex cu baza concavă, prelucrat dintr-un silex de culoare cenușiu deschis; prezintă retușe marginale; provine dintr-un grup de șase săgeți, descoperite în mormântul central al T 1. | Complexul Muzeal Bucovina, Suceava       | Cimec    |
|      | Vârf de săgeată                                    | Datare: sec. XX - XVIII a.Chr. Descoperit: , com. Adâncata, Adâncata, Imaș Material: silex | Vârf de săgeată, cu baza concavă, prelucrat din silex cenușiu deschis, cu retușe marginale; lipsește o mică porțiune din vârf; provine dintr-un grup de șase săgeți găsite în mormântul central al T 1. | Complexul Muzeal Bucovina, Suceava       | Cimec    |
|      | Vârf de săgeată                                    | Material: silex, cioplit, retușat | | Complexul Muzeal Bucovina, Suceava       | Cimec    |
|      | Brățară                                            | Datare: sec. XIV - XII a.Chr. Descoperit: Suceava, Curtea Domnească Material: bronz | Brățară din bronz, cu capete deschise, patină nobilă, de culoare verzuie, turnată în tipar închis, capetele sunt ușor subțiate, necesită restaurare, deși se prezintă în condiții relativ stabile. A fost descoperită în cadrul depozitului de bronzuri de la Curtea Domnească din Suceava, într-un vas de lut. | Complexul Muzeal Bucovina, Suceava       | Cimec    |
|      | Brățară                                            | Datare: sec. XIV - XII a.Chr. Descoperit: Suceava, Curtea Domnească Material: bronz | Brățară din bronz, descoperită în cadrul depozitului de bronzuri de la Curtea Domnească din Suceava, stare precară de păstrare, depuneri de oxizi; turnată în tipar închis, capetele sunt subțiate și deschise. Necesită restaurare urgentă. | Complexul Muzeal Bucovina, Suceava       | Cimec    |
|      | Verigă                                             | Datare: sec. XIV - XII a.Chr. Descoperit: Suceava, Curtea Domnească Material: bronz | Verigă din bronz, corodată cu oxizi, cu patină nobilă pe alocuri; turnată în tipar închis; este de tipul verigii închise, necesită restaurare; descoperită în cadrul depozitului cu obiecte de podoabă aparținând epocii bronzului de la Curtea Domnească din Suceava. | Complexul Muzeal Bucovina, Suceava       | Cimec    |
|      | Verigă                                             | Datare: sec. XIV - XII a.Chr. Descoperit: Suceava, Curtea Domnească Material: bronz | Verigă din bronz cu patină nobilă, de culoare verzuie; turnată în tipar închis, aparține tipului de verigă închisă; se păstrează în condiții care necesită restaurarea. Aparține depozitului de bronzuri de la Curtea Domnească din Suceava. | Complexul Muzeal Bucovina, Suceava       | Cimec    |
|      | Topor                                              | Datare: sec. XII - X a.Chr. Descoperit: Ucraina Material: bronz | Topor din bronz, de tipul celt cu plisc, rupt în zona manșonului probabil din vechime, prezintă patină nobilă de culoare verzuie dar și oxizi; pe laturi se observă trei nervuri longitudinale, turnat în tipar bivalv, tăișul este ascuțit și arcuit; mici defecte de turnare. | Complexul Muzeal Bucovina, Suceava       | Cimec    |
|      | Celt                                               | Datare: sec. XII - X a.Chr. Descoperit: Ucraina Material: bronz | Topor din bronz de tip celt, patină nobilă de culoare verzuie, urechiușă intactă, tăiș ascuțit, puțin arcuit cu urme de utilizare; marginea manșonului este ușor îngroșată; turnat în tipar bivalv; decor unghiular puțin vizibil și decor în relief. | Complexul Muzeal Bucovina, Suceava       | Cimec    |
|      | Celt                                               | Datare: sec. XIII - XI a.Chr. Descoperit: Ucraina Material: bronz | Topor din bronz de tip celt, cu urechiușă, patină nobilă, verzuie, tăișul arcuit, turnat în tipar bivalv, gura manșonului este puțin îngroșată. | Complexul Muzeal Bucovina, Suceava       | Cimec    |
|      | Celt                                               | Datare: sec. XII - X a.Chr. Descoperit: Siret, Dealul Ruina Material: bronz | Topor din bronz, de tip celt, cu urechiușă; manșonul este îngroșat la gură, tăișul aproximativ drept; patină nobilă, verzuie; prezintă oxizi și intervenții recente (zgârieturi); sub cele patru nervuri, dispuse orizontal sub gura de înmănușare, se remarcă decorul unghiular specific; turnat în tipar bivalv, mai păstrează urmele bavurilor. | Complexul Muzeal Bucovina, Suceava       | Cimec    |
|      | Vârf de lance                                      | Datare: sec. XII - X a.Chr. Descoperit: Ucraina Material: bronz | Vârf de lance din bronz, de formă foliacee; patină nobilă verzuie, urme de oxizi, turnat în tipar bivalv, nervură proeminentă centrală, manșonul drept. Prezintă urme de utilizare; pe laturile vârfului se observă linii gravate; vârful rupt, dulia este și ea ruptă, prezintă defecte de turnare (goluri). | Complexul Muzeal Bucovina, Suceava       | Cimec    |
|      | Vârf de lance                                      | Datare: sec. XII - X a.Chr. Descoperit: , com. Vulturești, Pleșești, Merești - "Cetățuie" Material: bronz | Vârf de lance de formă foliacee, cu patină nobilă, manșonul puțin rupt din vechime; turnat în tipar bivalv; decorat prin gravare pe manșon și pe corpul vârfului de lance cu linii arcuite, triunghiuri hașurate și linii orizontale în două registre a câte patru linii orizontale; tăișul este încă ascuțit, cu urme de utilizare; a fost descoperit de un localnic în cetățuia datând din Hallstatt-ul timpuriu, de la Merești, comuna Vulturești.                                                                   | Complexul Muzeal Bucovina, Suceava       | Cimec    |
|      | Seceră                                             | Datare: sec. XIII - XII a.Chr. Descoperit: , com. Todirești, Todirești, Halta "CFR" Todirești Material: bronz | Seceră din bronz, de tipul cu cârlig, face parte dintr-un depozit de bronzuri, descoperit în anul 1956, compus din 12 piese de acest tip. A fost ascuțită prin ciocănire și decorată cu nervuri, de-a lungul feței superioare, în prezent ușor estompate. Acoperită cu patină de culoare verzui închis; turnată în tipar monovalv. După turnare a fost prelucrată prin forjare. | Complexul Muzeal Bucovina, Suceava       | Cimec    |
|      | Strachină                                          | Datare: a doua jumătate a sec. XII - X a.Chr. Descoperit: , com. Preutești, Preutești Material: Lut | Strachină cu marginea aplecată spre interior; pastă cu cioburi pisate; culoare maronie-cărămizie la exterior și neagră la interior; două proeminențe perforate orizontal; fundul îngust, inelar. | Complexul Muzeal Bucovina, Suceava       | Cimec    |
|      | Amforă                                             | Datare: sec. XII - X a.Chr. Descoperit: Siret, "Dealul Ruina" Material: lut | Vas bitronconic, cu "etaj", gâtul cilindric, înalt; marginea evazată; pe umăr are decor canelat dispus în ghirlandă; pastă bună, culoare maronie - roșietică. | Complexul Muzeal Bucovina, Suceava       | Cimec    |
|      | Mistreț                                            | Datare: a doua jumătate a sec. XII - X a.Chr. Descoperit: Siret, Dealul Ruina Material: lut | Figurină zoomorfă din pastă semifină amestecată cu nisip; culoare roșie; botul lung, ușor arcuit, urechi reliefate; coada ruptă din vechime; picioarele din spate și cel stâng din față lipsesc; șira spinării evidentă; prezintă crestături pe spate. | Complexul Muzeal Bucovina, Suceava       | Cimec    |
|      | Bovideu                                            | Datare: a doua jumătate a sec. XII - X a.Chr. Descoperit: Siret, Dealu Ruina Material: lut | Figurină zoomorfă din pastă fină, culoare roșie; botul scurt; coarnele rupte; picioarele și coada sunt rupte; pliul gluteal este marcat. | Complexul Muzeal Bucovina, Suceava       | Cimec    |
|      | Cal                                                | Datare: a doua jumătate a sec. XII - X a.Chr. Descoperit: Siret, "Dealul Ruina" Material: lut | Figurină zoomorfă din pastă semifină cu nisip în amestec; culoare cărămizie-cenușie; piciorul stâng din față și picioarele din spate lipsesc; capul este rupt; coama evidențiată; gâtul înalt. | Complexul Muzeal Bucovina, Suceava       | Cimec    |
|      | Cal                                                | Datare: a doua jumătate a sec. XII - X a.Chr. Descoperit: Siret, "Dealul Ruina" Material: lut | Figurină zoomorfă din pastă fină, culoare roșie-cărămizie; capul lipsește; coama evidențiată; coada ruptă; piciorul drept din față și cele din spate lipsesc. | Complexul Muzeal Bucovina, Suceava       | Cimec    |
|      | Bovideu                                            | Datare: a doua jumătate a sec. XII - X a.Chr. Descoperit: Siret, Dealul Ruina Material: lut | Figurină zoomorfă din pastă fină, culoare maronie; picioarele din față și cel din spate lipsesc; coarnele sunt rupte; botul ascutit; pliul gluteal este marcat; coada este ruptă. | Complexul Muzeal Bucovina, Suceava       | Cimec    |
|      | Cal                                                | Datare: a două jumătate asec. XII - X a.Chr. Descoperit: Siret, "Dealul Ruina" Material: lut | Figurină zoomorfă din pastă fină, culoare cărămizie-maronie; botul ascuțit; coama și urechile evidențiate; decor alcătuit din nouă alveole se află pe gât; jumătate din coadă lipsește; picioarele sunt rupte. | Complexul Muzeal Bucovina, Suceava       | Cimec    |
|      | Bovideu                                            | Datare: a doua jumătate a sec. XII - X a.Chr. Descoperit: Siret, Dealul Ruina Material: lut | Figurină zoomorfă din pastă fină, maronie; coarnele sunt rupte; coada lipsește; botul ascuțit; pliul gluteal este marcat. | Complexul Muzeal Bucovina, Suceava       | Cimec    |
|      | Bovideu                                            | Datare: a doua jumătate a sec. XII - X a.Chr. Descoperit: Siret, Dealul Ruina Material: lut | Figurina zoomorfă din pastă fină, culoare cărămizie-maronie; coarnele lipsesc; coada este ruptă; botul scurt, ascuțit; pliul glutelar este reliefat. | Complexul Muzeal Bucovina, Suceava       | Cimec    |
|      | Car - roată                                        | Datare: a doua jumătate a sec. XII - X a.Chr. Descoperit: Siret, Dealul Ruina Material: lut | Model de roată de car din pastă fină cu puține cioburi pisate; culoare maronie; perforație orizontală; bucșele sunt evidențiate. | Complexul Muzeal Bucovina, Suceava       | Cimec    |
|      | Strachină                                          | Datare: sec. III-IV Material: lut, lucrat la roată | | Complexul Muzeal Bucovina, Suceava       | Cimec    |
|      | Castron                                            | Datare: sec. III-IV Material: lut, lucrat la roată | | Complexul Muzeal Bucovina, Suceava       | Cimec    |
|      | Castron                                            | Datare: sec. III-IV Material: lut, lucrat la roată | | Complexul Muzeal Bucovina, Suceava       | Cimec    |
|      | Cană                                               | Datare: sec. III-IV Material: lut, lucrat la roată | | Complexul Muzeal Bucovina, Suceava       | Cimec    |
|      | Cană                                               | Datare: sec. III Material: lut, lucrat la roată | | Complexul Muzeal Bucovina, Suceava       | Cimec    |
|      | Cană                                               | Datare: sec. III-IV Material: lut, lucrat la roată | | Complexul Muzeal Bucovina, Suceava       | Cimec    |
|      | Ulcior                                             | Datare: sec. III-IV Material: lut, lucrat la roată | | Complexul Muzeal Bucovina, Suceava       | Cimec    |
|      | Vas bitronconic                                    | Datare: sec. III-IV Material: lut, lucrat la roată | | Complexul Muzeal Bucovina, Suceava       | Cimec    |
|      | Cană                                               | Datare: sec. III-IV Material: lut, lucrat la roată | | Complexul Muzeal Bucovina, Suceava       | Cimec    |
|      | Vas bitronconic                                    | Datare: sec. III-IV Material: lut, lucrat la roată | | Complexul Muzeal Bucovina, Suceava       | Cimec    |
|      | Oală                                               | Datare: sec. II-III Material: lut, lucrat la roată | | Complexul Muzeal Bucovina, Suceava       | Cimec    |
|      | Capac                                              | Datare: sec. II-III Material: lut, lucrat la roată | | Complexul Muzeal Bucovina, Suceava       | Cimec    |
|      | Psalie                                             | Datare: sec. VII Material: os, șlefuit, incizat, perforat | | Complexul Muzeal Bucovina, Suceava       | Cimec    |
|      | Fibulă                                             | Datare: sec. III-VI Material: bronz, turnare | | Complexul Muzeal Bucovina, Suceava       | Cimec    |
|      | Fibulă                                             | Datare: sec. III-VI Material: bronz, turnare | | Complexul Muzeal Bucovina, Suceava       | Cimec    |
|      | Fibulă                                             | Datare: sec. III-VI Material: bronz, turnare | | Complexul Muzeal Bucovina, Suceava       | Cimec    |
|      | Fibulă                                             | Datare: sec. III-VI Material: bronz, turnare | | Complexul Muzeal Bucovina, Suceava       | Cimec    |
|      | Cataramă                                           | Datare: sec. III-VI Material: bronz, turnare | | Complexul Muzeal Bucovina, Suceava       | Cimec    |
|      | Torques                                            | Datare: sec.VI Material: bronz, turnare | | Complexul Muzeal Bucovina, Suceava       | Cimec    |
|      | Pieptene                                           | Datare: sec.VI Material: os, metal | | Complexul Muzeal Bucovina, Suceava       | Cimec    |
|      | Amforă                                             | Datare: sec.VI Material: lut, lucrat la roată | | Complexul Muzeal Bucovina, Suceava       | Cimec    |
|      | Cană                                               | Datare: sec. III-IV Material: lut, lucrat la roată | | Complexul Muzeal Bucovina, Suceava       | Cimec    |
|      | Pahar                                              | Datare: sec. VI Material: lut, modelat manual | | Complexul Muzeal Bucovina, Suceava       | Cimec    |
|      | Borcan                                             | Datare: sec. VI Material: lut, modelat la roată | | Complexul Muzeal Bucovina, Suceava       | Cimec    |
|      | Borcan                                             | Datare: sec. VI Material: lut, modelat la roată | | Complexul Muzeal Bucovina, Suceava       | Cimec    |
|      | Borcan                                             | Datare: sec. VI Material: lut, modelat la roată | | Complexul Muzeal Bucovina, Suceava       | Cimec    |
|      | Coasă                                              | Datare: sec. VII Material: fier, forjare | | Complexul Muzeal Bucovina, Suceava       | Cimec    |
|      | Tipsie                                             | Datare: sec. VI Material: lut, modelat manual | | Complexul Muzeal Bucovina, Suceava       | Cimec    |
|      | Turtă                                              | Datare: sec. VI Material: lut, modelat manual | | Complexul Muzeal Bucovina, Suceava       | Cimec    |
|      | Împungător                                         | Datare: sec. VI Material: os, șlefuit | | Complexul Muzeal Bucovina, Suceava       | Cimec    |
|      | Cruciuliță                                         | Datare: sec. X-XII Material: metal | | Complexul Muzeal Bucovina, Suceava       | Cimec    |
|      | Cruciuliță                                         | Datare: sec. X-XII Material: metal | | Complexul Muzeal Bucovina, Suceava       | Cimec    |
|      | Cruciuliță                                         | Datare: sec. X-XII Material: metal | | Complexul Muzeal Bucovina, Suceava       | Cimec    |
|      | Cruciuliță                                         | Datare: sec. X-XII Material: metal | | Complexul Muzeal Bucovina, Suceava       | Cimec    |
|      | Cruciuliță                                         | Datare: sec. X-XII Material: metal | | Complexul Muzeal Bucovina, Suceava       | Cimec    |
|      | Cruciuliță                                         | Datare: sec. X-XII Material: metal | | Complexul Muzeal Bucovina, Suceava       | Cimec    |
|      | Melusină                                           | Datare: 2/2 sec. XV Material: lut, imprimat în tipar, smalț verde | | Complexul Muzeal Bucovina, Suceava       | Cimec    |
|      | Disc-rozetă                                        | Datare: 2/2 sec. XV Material: lut, imprimat în tipar, smalț galben | | Complexul Muzeal Bucovina, Suceava       | Cimec    |
|      | Disc-rozetă                                        | Datare: 2/2 sec. XV Material: lut, imprimat în tipar, smalț galben | | Complexul Muzeal Bucovina, Suceava       | Cimec    |
|      | Stema Moldovei                                     | Datare: 2/2 sec. XV Material: lut, imprimat în tipar, smalț verde | | Complexul Muzeal Bucovina, Suceava       | Cimec    |
|      | Stema Moldovei                                     | Datare: 2/2 sec. XV Material: lut, imprimat în tipar, smalț verde | | Complexul Muzeal Bucovina, Suceava       | Cimec    |
|      | Disc-rozetă                                        | Datare: 2/2 sec. XV Material: lut, imprimat în tipar, smalț verde | | Complexul Muzeal Bucovina, Suceava       | Cimec    |
|      | Cerb                                               | Datare: 2/2 sec. XV Material: lut, imprimat în tipar, smalț verde | | Complexul Muzeal Bucovina, Suceava       | Cimec    |
|      | Cerb                                               | Datare: 2/2 sec. XV Material: lut, imprimat în tipar, smalț verde | | Complexul Muzeal Bucovina, Suceava       | Cimec    |
|      | Buton triunghiular                                 | Datare: 2/2 sec. XV Material: lut, modelat manual, smalț verde | | Complexul Muzeal Bucovina, Suceava       | Cimec    |
|      | Buton triunghiular                                 | Datare: 2/2 sec. XV Material: lut, modelat manual, smalț brun | | Complexul Muzeal Bucovina, Suceava       | Cimec    |
|      | Buton triunghiular                                 | Datare: 2/2 sec. XV Material: lut, modelat manual, smalț verde | | Complexul Muzeal Bucovina, Suceava       | Cimec    |
|      | Buton triunghiular                                 | Datare: 2/2 sec. XV Material: lut, modelat manual, smalț brun | | Complexul Muzeal Bucovina, Suceava       | Cimec    |
|      | Buton triunghiular                                 | Datare: 2/2 sec. XV Material: lut, modelat manual, smalț verde | | Complexul Muzeal Bucovina, Suceava       | Cimec    |
|      | Buton triunghiular                                 | Datare: 2/2 sec. XV Material: lut, modelat manual, smalț verde | | Complexul Muzeal Bucovina, Suceava       | Cimec    |
|      | Buton triunghiular                                 | Datare: 2/2 sec. XV Material: lut, modelat manual, smalț verde | | Complexul Muzeal Bucovina, Suceava       | Cimec    |
|      | Buton triunghiular                                 | Datare: 2/2 sec. XV Material: lut, modelat manual, smalț galben | | Complexul Muzeal Bucovina, Suceava       | Cimec    |
|      | Buton triunghiular                                 | Datare: 2/2 sec. XV Material: lut, modelat manual, smalț galben | | Complexul Muzeal Bucovina, Suceava       | Cimec    |
|      | Buton triunghiular                                 | Datare: 2/2 sec. XV Material: lut, modelat manual, smalț galben | | Complexul Muzeal Bucovina, Suceava       | Cimec    |
|      | Buton triunghiular                                 | Datare: 2/2 sec. XV Material: lut, modelat manual, smalț verde | | Complexul Muzeal Bucovina, Suceava       | Cimec    |
|      | Buton triunghiular                                 | Datare: 2/2 sec. XV Material: lut, modelat manual, smalț verde | | Complexul Muzeal Bucovina, Suceava       | Cimec    |
|      | Buton triunghiular                                 | Datare: 2/2 sec. XV Material: lut, modelat manual, smalț verde | | Complexul Muzeal Bucovina, Suceava       | Cimec    |
|      | Buton triunghiular                                 | Datare: 2/2 sec. XV Material: lut, modelat manual, smalț verde | | Complexul Muzeal Bucovina, Suceava       | Cimec    |
|      | Buton triunghiular                                 | Datare: 2/2 sec. XV Material: lut, modelat manual, smalț galben | | Complexul Muzeal Bucovina, Suceava       | Cimec    |
|      | Buton triunghiular                                 | Datare: 2/2 sec. XV Material: lut, modelat manual, smalț galben | | Complexul Muzeal Bucovina, Suceava       | Cimec    |
|      | Buton triunghiular                                 | Datare: 2/2 sec. XV Material: lut, modelat manual, smalț brun | | Complexul Muzeal Bucovina, Suceava       | Cimec    |
|      | Buton triunghiular                                 | Datare: 2/2 sec. XV Material: lut, modelat manual, smalț galben | | Complexul Muzeal Bucovina, Suceava       | Cimec    |
|      | Buton pătrat                                       | Datare: 2/2 sec. XV Material: lut, modelat manual, smalț verde | | Complexul Muzeal Bucovina, Suceava       | Cimec    |
|      | Buton pătrat                                       | Datare: 2/2 sec. XV Material: lut, modelat manual, smalț galben | | Complexul Muzeal Bucovina, Suceava       | Cimec    |
|      | Buton pătrat                                       | Datare: 2/2 sec. XV Material: lut, modelat manual, smalț verde | | Complexul Muzeal Bucovina, Suceava       | Cimec    |
|      | Buton pătrat                                       | Datare: 2/2 sec. XV Material: lut, modelat manual, smalț verde | | Complexul Muzeal Bucovina, Suceava       | Cimec    |
|      | Buton pătrat                                       | Datare: 2/2 sec. XV Material: lut, modelat manual, smalț galben | | Complexul Muzeal Bucovina, Suceava       | Cimec    |
|      | Buton triunghiular                                 | Datare: 2/2 sec. XV Material: lut, modelat manual, smalț galben | | Complexul Muzeal Bucovina, Suceava       | Cimec    |
|      | Buton triunghiular                                 | Datare: 2/2 sec. XV Material: lut, modelat manual, smalț verde | | Complexul Muzeal Bucovina, Suceava       | Cimec    |
|      | Buton triunghiular                                 | Datare: 2/2 sec. XV Material: lut, modelat manual, smalț verde | | Complexul Muzeal Bucovina, Suceava       | Cimec    |
|      | Buton triunghiular                                 | Datare: 2/2 sec. XV Material: lut, modelat manual, smalț verde | | Complexul Muzeal Bucovina, Suceava       | Cimec    |
|      | Buton triunghiular                                 | Datare: 2/2 sec. XV Material: lut, modelat manual, smalț verde | | Complexul Muzeal Bucovina, Suceava       | Cimec    |
|      | Buton triunghiular                                 | Datare: 2/2 sec. XV Material: lut, modelat manual, smalț verde | | Complexul Muzeal Bucovina, Suceava       | Cimec    |
|      | Buton triunghiular                                 | Datare: 2/2 sec. XV Material: lut, modelat manual, smalț verde | | Complexul Muzeal Bucovina, Suceava       | Cimec    |
|      | Buton triunghiular                                 | Datare: 2/2 sec. XV Material: lut, modelat manual, smalț verde | | Complexul Muzeal Bucovina, Suceava       | Cimec    |
|      | Buton triunghiular                                 | Datare: 2/2 sec. XV Material: lut, modelat manual, smalț verde | | Complexul Muzeal Bucovina, Suceava       | Cimec    |
|      | Buton triunghiular                                 | Datare: 2/2 sec. XV Material: lut, modelat manual, smalț verde | | Complexul Muzeal Bucovina, Suceava       | Cimec    |
|      | Cahlă-crenele                                      | Datare: 2/2 sec. XV Material: lut, imprimare în tipar, smalț verde | | Complexul Muzeal Bucovina, Suceava       | Cimec    |
|      | Pasăre bicefală                                    | Datare: 2/2 sec. XV Material: lut, imprimare în tipar | | Complexul Muzeal Bucovina, Suceava       | Cimec    |
|      | Cahlă decorată                                     | Datare: 2/2 sec. XV Material: lut, imprimare în tipar | | Complexul Muzeal Bucovina, Suceava       | Cimec    |
|      | Cahlă-casetă cu litere și rozetă                   | Datare: 2/2 sec. XV Material: lut, imprimare în tipar | | Complexul Muzeal Bucovina, Suceava       | Cimec    |
|      | Sfântul Ladislau                                   | Datare: 2/2 sec. XV Material: lut, imprimare în tipar, smalț verde | | Complexul Muzeal Bucovina, Suceava       | Cimec    |
|      | Sfântul Ladislau                                   | Datare: 2/2 sec. XV Material: lut, imprimare în tipar, smalț verde | | Complexul Muzeal Bucovina, Suceava       | Cimec    |
|      | Sfântul Ladislau                                   | Datare: 2/2 sec. XV Material: lut, imprimare în tipar, smalț verde | | Complexul Muzeal Bucovina, Suceava       | Cimec    |
|      | Sfântul Ladislau                                   | Datare: 2/2 sec. XV Material: lut, imprimare în tipar, smalț verde | | Complexul Muzeal Bucovina, Suceava       | Cimec    |
|      | Melusina                                           | Datare: 2/2 sec. XV Material: lut, imprimare în tipar, smalț verde | | Complexul Muzeal Bucovina, Suceava       | Cimec    |
|      | Fabulă                                             | Datare: 2/2 sec. XV Material: lut, imprimare în tipar, smalț verde | | Complexul Muzeal Bucovina, Suceava       | Cimec    |
|      | Cahlă decorată                                     | Datare: 2/2 sec. XV Material: lut, imprimare în tipar | | Complexul Muzeal Bucovina, Suceava       | Cimec    |
|      | Manticora                                          | Datare: 2/2 sec. XV Material: lut, imprimare în tipar, smalț verde | | Complexul Muzeal Bucovina, Suceava       | Cimec    |
|      | Cahlă decorată                                     | Datare: 2/2 sec. XV Material: lut, imprimare în tipar, smalț verde | | Complexul Muzeal Bucovina, Suceava       | Cimec    |
|      | Cahlă de colț                                      | Datare: 2/2 sec. XV Material: lut, imprimare în tipar, smalț verde | | Complexul Muzeal Bucovina, Suceava       | Cimec    |
|      | Cahlă decorată                                     | Datare: 2/2 sec. XV Material: lut, imprimare în tipar, smalț verde | | Complexul Muzeal Bucovina, Suceava       | Cimec    |
|      | Cahlă de colț cu muluri gotice                     | Datare: 2/2 sec. XV Material: lut, imprimare în tipar, smalț verde | | Complexul Muzeal Bucovina, Suceava       | Cimec    |
|      | Crenele și animal fantastic                        | Datare: 2/2 sec. XV Material: lut, imprimare în tipar, smalț verde | | Complexul Muzeal Bucovina, Suceava       | Cimec    |
|      | Ulcior                                             | Datare: 4/4 sec. XIV - 1/4 sec. XV Material: modelare la roată | Ulcior din pastă cenușie. | Complexul Muzeal Bucovina, Suceava       | Cimec    |
|      | Opaiț                                              | Datare: 4/4 sec. XIV - 1/4 sec. XV Material: modelare la roată | Opaiț din pastă cenușie. | Complexul Muzeal Bucovina, Suceava       | Cimec    |
|      | Ulcior trilobat                                    | Datare: 4/4 sec. XIV - 1/4 sec. XV Material: modelare la roată | Ulcior trilobat din pastă cenușie. | Complexul Muzeal Bucovina, Suceava       | Cimec    |
|      | Ulcior mare                                        | Datare: 4/4 sec. XIV - 1/4 sec. XV Material: modelare la roată | Ulcior de mari dimensiuni din pastă cenușie. | Complexul Muzeal Bucovina, Suceava       | Cimec    |
|      | Ulcior                                             | Datare: 4/4 sec. XIV - 1/4 sec. XV Material: modelare la roată | Ulcior din pastă cenușie. | Complexul Muzeal Bucovina, Suceava       | Cimec    |
|      | Ulcior                                             | Datare: 4/4 sec. XIV - 1/4 sec. XV Material: modelare la roată | Ulcior din pastă roșie. | Complexul Muzeal Bucovina, Suceava       | Cimec    |
|      | Castron                                            | Datare: sec. XV Material: modelare la roată | | Complexul Muzeal Bucovina, Suceava       | Cimec    |
|      | Ulcior cu cioc de scurgere                         | Datare: 2/2 sec. XV Material: modelare la roată | | Complexul Muzeal Bucovina, Suceava       | Cimec    |
|      | Farfurie                                           | Datare: 2/2 sec. XV Material: modelare la roată | | Complexul Muzeal Bucovina, Suceava       | Cimec    |
|      | Bol                                                | Datare: 2/2 sec. XV Material: modelare la roată | | Complexul Muzeal Bucovina, Suceava       | Cimec    |
|      | Bol                                                | Datare: 2/2 sec. XV Material: modelare la roată | | Complexul Muzeal Bucovina, Suceava       | Cimec    |
|      | Bol                                                | Datare: 2/2 sec. XV Material: modelare la roată | | Complexul Muzeal Bucovina, Suceava       | Cimec    |
|      | Farfurie-strachină                                 | Datare: 2/2 sec. XV Material: modelare la roată | | Complexul Muzeal Bucovina, Suceava       | Cimec    |
|      | Farfurie-strachină                                 | Datare: 2/2 sec. XV Material: modelare la roată, smalț verde | | Complexul Muzeal Bucovina, Suceava       | Cimec    |
|      | Farfurie-strachină                                 | Datare: 2/2 sec. XV Material: modelare la roată, smalț verde | | Complexul Muzeal Bucovina, Suceava       | Cimec    |
|      | Bol                                                | Datare: 2/2 sec. XV Material: modelare la roată | | Complexul Muzeal Bucovina, Suceava       | Cimec    |
|      | Bol                                                | Datare: 2/2 sec. XV Material: modelare la roată | | Complexul Muzeal Bucovina, Suceava       | Cimec    |
|      | Bol                                                | Datare: 2/2 sec. XV Material: modelare la roată | | Complexul Muzeal Bucovina, Suceava       | Cimec    |
|      | Ulcior                                             | Datare: 2/2 sec. XV Material: modelare la roată, smalț verde | | Complexul Muzeal Bucovina, Suceava       | Cimec    |
|      | Vas cu buza ghirlandată                            | Datare: 1/2 sec. XV Material: modelare la roată | | Complexul Muzeal Bucovina, Suceava       | Cimec    |
|      | Ulcior smălțuit cu „mure”                          | Datare: 2/2 sec. XV Material: modelare la roată | | Complexul Muzeal Bucovina, Suceava       | Cimec    |
|      | Ulcior trilobat                                    | Datare: 2/2 sec. XV Material: modelare la roată | | Complexul Muzeal Bucovina, Suceava       | Cimec    |
|      | Cărămidă de fațadă                                 | Datare: 2/2 sec. XV Material: presare în tipar, smalț albastru de peruzea | | Complexul Muzeal Bucovina, Suceava       | Cimec    |
|      | Cărămidă de fațadă                                 | Datare: 2/2 sec. XV Material: presare în tipar, smalț albastru de peruzea | | Complexul Muzeal Bucovina, Suceava       | Cimec    |
|      | Cărămidă de fațadă                                 | Datare: 2/2 sec. XV Material: presare în tipar, smalț albastru de peruzea | | Complexul Muzeal Bucovina, Suceava       | Cimec    |
|      | Cărămidă de fațadă                                 | Datare: 2/2 sec. XV Material: presare în tipar, smalț albastru de peruzea | | Complexul Muzeal Bucovina, Suceava       | Cimec    |
|      | Cărămidă de fațadă                                 | Datare: 2/2 sec. XV Material: presare în tipar, smalț albastru de peruzea | | Complexul Muzeal Bucovina, Suceava       | Cimec    |
|      | Cărămidă de fațadă                                 | Datare: 2/2 sec. XV Material: presare în tipar, smalț albastru de peruzea | | Complexul Muzeal Bucovina, Suceava       | Cimec    |
|      | Cărămidă de fațadă                                 | Datare: 2/2 sec. XV Material: presare în tipar, smalț albastru de peruzea | | Complexul Muzeal Bucovina, Suceava       | Cimec    |
|      | Cărămidă de fațadă                                 | Datare: 2/2 sec. XV Material: presare în tipar, smalț albastru de peruzea | | Complexul Muzeal Bucovina, Suceava       | Cimec    |
|      | Cărămidă de fațadă                                 | Datare: 2/2 sec. XV Material: presare în tipar, smalț albastru de peruzea | | Complexul Muzeal Bucovina, Suceava       | Cimec    |
|      | Sapă                                               | Datare: sec. XV-XVI Material: fier, turnare, forjare | | Complexul Muzeal Bucovina, Suceava       | Cimec    |
|      | Seceră                                             | Datare: sec. XV-XVI Material: fier, turnare, forjare | | Complexul Muzeal Bucovina, Suceava       | Cimec    |
|      | Tesală                                             | Datare: sec. XV-XVI Material: fier, turnare | | Complexul Muzeal Bucovina, Suceava       | Cimec    |
|      | Clește                                             | Datare: sec. XVII Material: fier, turnare | | Complexul Muzeal Bucovina, Suceava       | Cimec    |
|      | Săpăligă                                           | Datare: sec. XV Material: fier, turnare, forjare | | Complexul Muzeal Bucovina, Suceava       | Cimec    |
|      | Cazma                                              | Datare: sec. XV Material: fier, turnare, forjare | | Complexul Muzeal Bucovina, Suceava       | Cimec    |
|      | Toporaș                                            | Datare: sec. XV - XVI Material: fier, turnare, forjare | | Complexul Muzeal Bucovina, Suceava       | Cimec    |
|      | Lacăt trilobat                                     | Datare: sec. XV Material: fier, aramă, turnare, forjare | | Complexul Muzeal Bucovina, Suceava       | Cimec    |
|      | Furculiță de friptură                              | Datare: sec. XV - XVI Material: fier, turnare, forjare | | Complexul Muzeal Bucovina, Suceava       | Cimec    |
|      | Lacăt                                              | Datare: sec. XV Material: fier, turnare, forjare | | Complexul Muzeal Bucovina, Suceava       | Cimec    |
|      | Cosor                                              | Datare: sec. XV Material: fier, turnare, forjare | | Complexul Muzeal Bucovina, Suceava       | Cimec    |
|      | Sapă cu doi colți                                  | Datare: sec. XV Material: fier, turnare, forjare | | Complexul Muzeal Bucovina, Suceava       | Cimec    |
|      | Burghiu                                            | Datare: sec. XV Material: fier, turnare, forjare | | Complexul Muzeal Bucovina, Suceava       | Cimec    |
|      | Sfeșnic                                            | Datare: sec. XVI - XVII Material: fier, turnare, forjare | | Complexul Muzeal Bucovina, Suceava       | Cimec    |
|      | Sfeșnic                                            | Datare: sec. XV Material: bronz, turnare, cizelare | | Complexul Muzeal Bucovina, Suceava       | Cimec    |
|      | Cataramă                                           | Datare: sec. XV Material: fier, turnare, forjare | | Complexul Muzeal Bucovina, Suceava       | Cimec    |
|      | Hârleț                                             | Datare: sec. XV Material: fier, turnare, forjare | | Complexul Muzeal Bucovina, Suceava       | Cimec    |
|      | Cană                                               | Datare: sec. XV Material: aramă, ciocănire, cizelare | | Complexul Muzeal Bucovina, Suceava       | Cimec    |
|      | Fereastră gotică                                   | Datare: 1522 Material: gresie, sculptare | | Complexul Muzeal Bucovina, Suceava       | Cimec    |
|      | Capitel gotic                                      | Datare: XV Material: gresie, sculptare | | Complexul Muzeal Bucovina, Suceava       | Cimec    |
|      | Jilț                                               | Datare: XVII Material: marmură, sculptare | | Complexul Muzeal Bucovina, Suceava       | Cimec    |
|      | Balustradă gotică                                  | Datare: XV Material: gresie, sculptare | | Complexul Muzeal Bucovina, Suceava       | Cimec    |
|      | Capitel gotic                                      | Datare: XV Material: gresie, sculptare | | Complexul Muzeal Bucovina, Suceava       | Cimec    |
|      | Ac de voal                                         | Datare: XVI Material: argint, aur, rubine | | Complexul Muzeal Bucovina, Suceava       | Cimec    |
|      | Ac de voal                                         | Datare: XVI Material: argint, aur, perle, turcoaze | | Complexul Muzeal Bucovina, Suceava       | Cimec    |
|      | Ac de voal                                         | Datare: XVI Material: argint, aur, perle, rubin | | Complexul Muzeal Bucovina, Suceava       | Cimec    |
|      | Ac de voal                                         | Datare: XVI Material: argint, aur, pietre verzi | | Complexul Muzeal Bucovina, Suceava       | Cimec    |
|      | Cercel de tip Vasilca                              | Datare: XVI Material: aur, turcoaze | | Complexul Muzeal Bucovina, Suceava       | Cimec    |
|      | Cercel de tip Vasilca                              | Datare: XVI Material: aur, turcoaze | | Complexul Muzeal Bucovina, Suceava       | Cimec    |
|      | Cercel                                             | Datare: XVI Material: aur, piatră verde | | Complexul Muzeal Bucovina, Suceava       | Cimec    |
|      | Cercel                                             | Datare: XVI Material: aur, piatră roșie | | Complexul Muzeal Bucovina, Suceava       | Cimec    |